# 自衛隊
自衛隊（じえいたい、英: Japan Self-Defense Forces、略称: JSDF）は、日本の保有する実力組織である。国際法上は軍隊として取り扱われる。
防衛省のそれぞれの特別の機関として陸上自衛隊（陸自）、海上自衛隊（海自）、航空自衛隊（空自）からなり、最高指揮官である内閣総理大臣及び隊務の統括を担う防衛大臣による文民統制（シビリアン・コントロール）の下で管理されている。
第二次世界大戦での日本の降伏を受けて大日本帝国陸軍・海軍は解体されたが、1950年（昭和25年）には自衛隊の前身である警察予備隊が発足し、組織改編を経て、1954年（昭和29年）7月1日に自衛隊が設立された。
冷戦終結後、特に21世紀に入ってからは、朝鮮人民軍、中国人民解放軍、ロシア連邦軍との緊張が高まり、自衛隊の地位や日本社会との関係をめぐる議論が再燃している。 自衛隊は、オーストラリア国防軍、インド軍、中華民国国軍、大韓民国国軍、シンガポール軍、イギリス軍、アメリカ軍との協力・連携強化や、新たな装備やハードウェアの取得を優先してきた。
自衛官の定数は2022年（令和4年）度末時点で24万7154人であるが、実際に奉職している人数の比率を示す充足率は92％と、人員不足が常態化している。
イギリスの有力シンクタンクである国際戦略研究所（IISS）の年次報告書「ミリタリー・バランス」では、2020年（令和2年）の日本の軍事費は世界第8位に位置付けられている。

## 概要

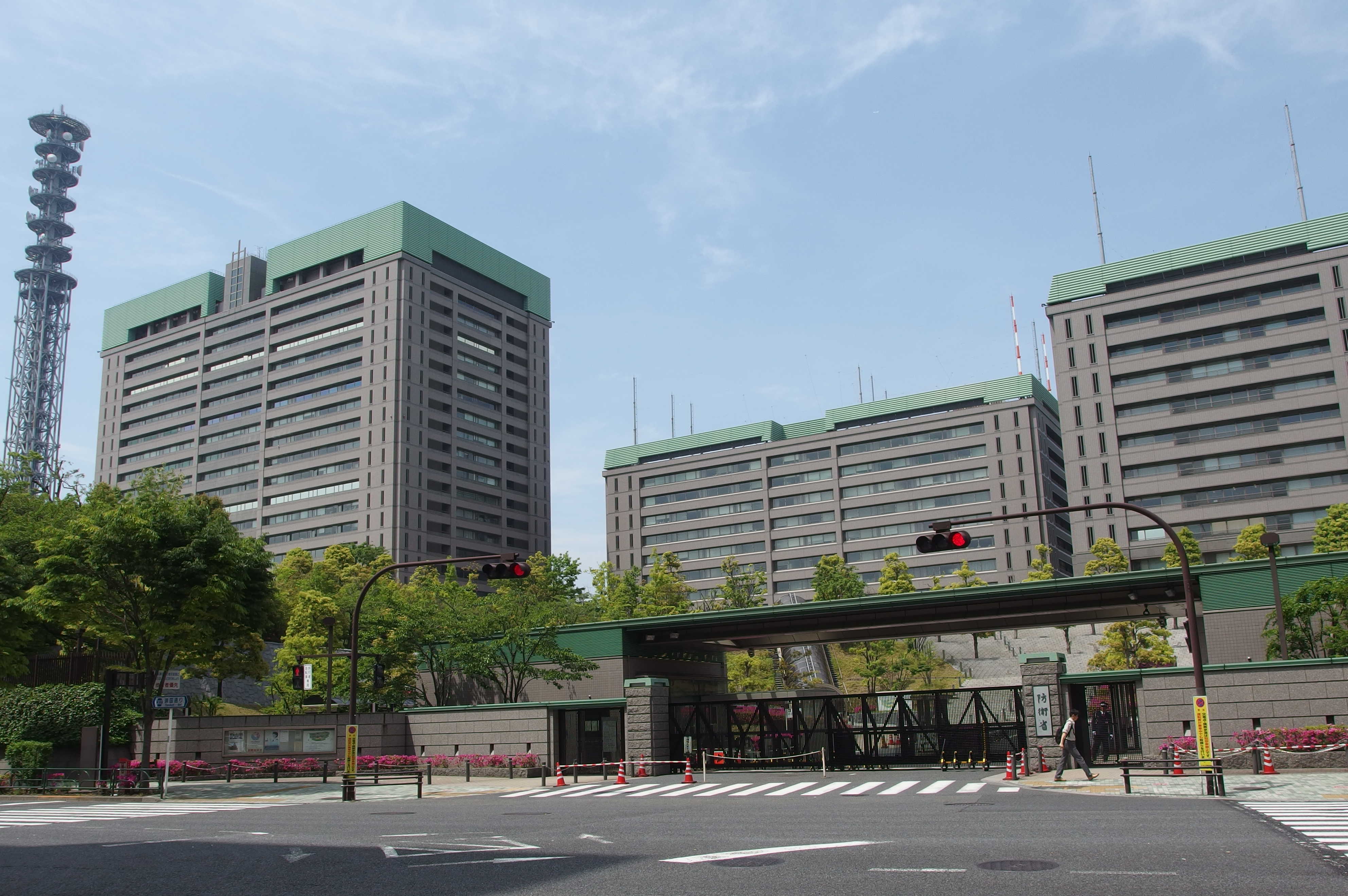
防衛省市ヶ谷地区（東京都新宿区）

日本国憲法第9条の下、専守防衛に基づき、国家安全保障戦略（旧：国防の基本方針）および国家防衛戦略（旧：防衛計画の大綱）の規定により、「国の平和と独立を守り、国の安全を保つため、我が国を防衛すること」を基本理念とする（自衛隊法第3条第1項）。
内閣総理大臣が内閣を代表して最高指揮監督権を有し、防衛大臣が隊務を統括する。陸、海、空の三自衛隊を一体的に運用するための統括組織として統合幕僚監部が設置され、防衛大臣は統合幕僚長を通じて、陸海空自衛隊に命令を発する。
自衛隊法上の「自衛隊」とは、自衛隊員として含まれない「防衛大臣、防衛副大臣、防衛大臣政務官、防衛大臣補佐官、防衛大臣政策参与、及び防衛大臣秘書官」なども含めた防衛省の「事務次官並びに防衛省の内部部局、防衛大学校、防衛医科大学校、防衛会議、統合幕僚監部、情報本部、防衛監察本部、地方防衛局、防衛装備庁、その他の機関並びに陸上自衛隊、海上自衛隊及び航空自衛隊を含むもの」（自衛隊法第2条第1項）とされ、これは「防衛省」とほぼ同一の組織に相当する。一般的には国の行政機関という面から見た場合は「防衛省」、部隊行動を行う実力組織としての面から見た場合は「自衛隊」として区別されて用いられることが多い。
日本国憲法第9条は、「国際紛争を解決する手段としての、国権の発動たる戦争と武力による威嚇又は武力の行使の放棄」と「陸海空軍その他の戦力の不保持」、ならびに「交戦権の否認」を規定しているが、政府見解によれば憲法は自衛権の放棄を規定したものではなく、その自衛権の裏付けとなる自衛のための必要最小限度の実力は憲法第9条第2項にいう「戦力」には該当しない。ゆえに、日本を防衛するための必要最小限度の実力を行使することは当然に認められており、これは交戦権の行使とは別の観念であるという立場に立っている。こういった憲法上の制約を課せられている自衛隊は、通常の観念で考えられる軍隊とは異なるものであるが、他方、自衛隊は国際法上は軍隊として取り扱われており、自衛官は軍隊の構成員に該当するものとされている。
2013年（平成25年）12月17日、「国防の基本方針」に代わるものとして「国家安全保障戦略」 が策定された。

## 名称
日本語名称は自衛隊。将来的な名称として国防軍などが提案されたこともあるが、現状では法的位置付けから「軍」という表現が用いられることは少ない。
英語名称はJapan Self-Defense Forces。略称はJSDF。"Self-Defense Forces"は「自衛権（Right of self-defense）を行使するための軍隊」と解釈できる。
日本国外において陸海空の各自衛隊は日本の実質的な国軍（Japanese military force あるいは Japanese armed force）として認知されており、陸上自衛隊は Japanese Army（日本陸軍の意）、海上自衛隊は Japanese Navy（日本海軍の意）、航空自衛隊は Japanese Air Force（日本空軍の意）に相当する語で表現されることがある。

## 歴史

### 前史

#### 保安庁以前の陸上自衛隊の前史

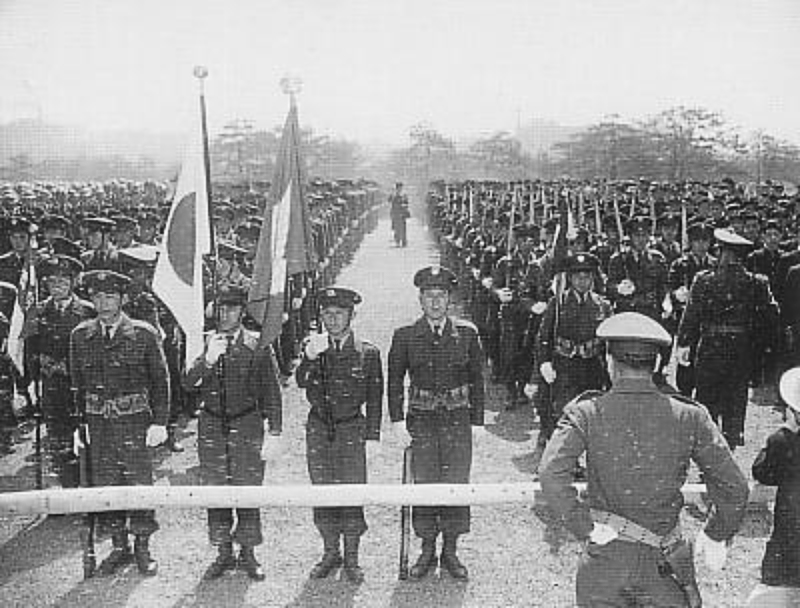
1952年（昭和27年）5月3日　警察予備隊

連合国軍占領下の日本に駐留していたアメリカ軍（米軍）は1950年（昭和25年）6月25日の朝鮮戦争勃発後、国連軍の中核部隊として朝鮮半島に出動させることとなった。そのため、連合国軍最高司令官総司令部（GHQ）を率いるダグラス・マッカーサー元帥は同年7月8日、吉田茂首相に「日本の警察力増強に関する書簡」を送り、日本政府に対して治安維持の強化を求めた。
これに対して日本政府は国家地方警察（3万人）と自治体警察（9万5000人）の枠外で、政府に直属した警察予備隊（定員7万5000名）の新設を決定した。8月10日、日本政府はGHQの指令に基づくポツダム政令「警察予備隊の設置に関する政令」を公布し、警察予備隊が組織された。1952年（昭和27年）8月1日、保安庁の新設に伴い同年10月15日、警察予備隊は保安隊（定員11万人）に改組された。

#### 保安庁以前の海上自衛隊の前史
1945年（昭和20年）の太平洋戦争敗戦に伴い旧海軍は武装解除されたが、戦争中に米軍が飢餓作戦で日本近海に敷設した機雷の掃海は引き続き実施することとなった。9月18日、組織的な掃海活動のために海軍省軍務局掃海部を設置して艦船348隻、1万名規模での組織的な掃海活動を始めた。海軍省、第二復員省、復員庁、海上保安庁などの所掌官庁が変遷しながら1950年には海上保安庁航路啓開本部が設置され、1952年（昭和27年）6月末には艦船79隻、1416名規模で日本近海航路の掃海活動が行われていた。
1951年（昭和26年）9月8日、サンフランシスコ平和条約、日米安全保障条約に調印した吉田茂首相は、解任されたマッカーサーから連合国軍最高司令官を引き継いでいたマシュー・リッジウェイ大将との会談において、フリゲート艦18隻、上陸支援艇50隻などの貸与が提案され、吉田茂はこれを承諾した。これを受けて、岡崎勝男官房長官は元海軍省軍務部長山本善雄に対して、その受け入れと運用体制の確立のための諸準備を依頼した。これによって幕僚監部の組織、貸与艦艇を中心とした部隊編成を行うY委員会が組織された。
1952年（昭和27年）4月26日、海上保安庁内に海上警備隊（定員6000名）が創設され、8月1日の保安庁新設に伴い警備隊に移管、再編された。この際、海上保安庁航路啓開本部は保安庁に移管された。

#### 保安庁

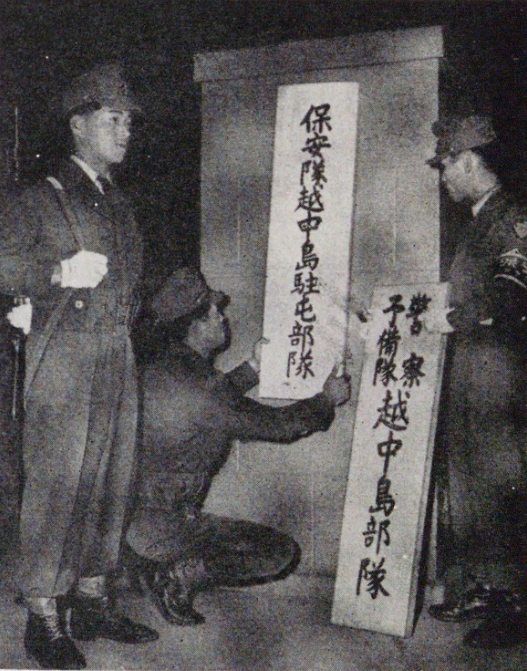
警察予備隊から保安隊への改組

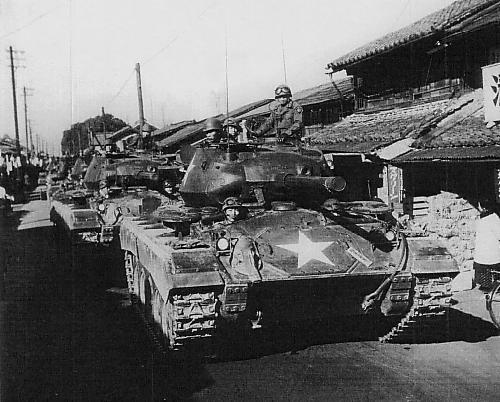
在日米軍から貸与された「特車」（M24軽戦車）

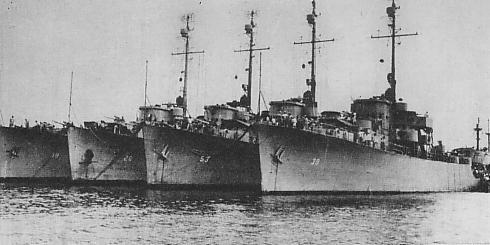
日米船舶貸借協定で貸与された
フリゲート群（くす型警備船）

サンフランシスコ平和条約の発効と日米安全保障条約の発効に伴い、駐留軍の漸減と日本の防衛のための即応警備力増強が求められた。そのため、1952年（昭和27年）8月1日、警察予備隊を引き継ぐ保安隊と、海上警備隊を引き継ぐ警備隊を統合して運用する保安庁が設置された。保安庁の任務は治安維持を目的とした保安隊及び警備隊の基本的な性格は同じであったが、これまで明文化されていなかった行動や権限に関して保安庁法において明文化されることとなった。この、保安庁法において部隊行動についての詳細の規定と武器の保有及び使用についての広い権限と、文民統制（シビリアン・コントロール）の原則が規定された。保安庁法において、保安庁の任務は「わが国の平和と秩序を維持し、人命、財産を保護するため特別の必要がある場合に行動する」とされ、具体的な行動として、「命令出動」「要請出動」「海上における警備行動」「災害派遣」等が規定された。
運用に関しては、旧陸海軍の不協和に対する反省から、保安隊と警備隊は保安庁による陸海の一元的な統合運営が図られることになった。また、教育機関についても、1953年（昭和28年）には幹部教育機関として、保安大学校を開校し、上級幹部の教育機関として保安研修所を設置し、陸海の幹部教育をいずれも統合して行うこととした。研究開発においても、技術研究所を設置し、陸海一体の基盤を整備した。
装備品の充足は充分ではなく、保安隊においてはGHQを通じ在日米軍から火砲、特車（戦車）などの貸与の遅延やMSA協定の折衝の難航などによって、装備の充足に支障が出ていた。警備隊では当初、海上警備隊から引継いだ掃海船43隻（8900トン）が主体であったが、1952年（昭和27年）12月の日米船舶貸借協定が締結されるとフリゲート、上陸支援艇などが引き渡され、更に新規建造船などによって127隻（3万5000トン）となった。しかし、広大な日本の領海の警備力としては充分なものではなく、1953年（昭和28年）には116億2300万円の船舶建造予算が計上され国産の船舶によって逐次充足された。
保安隊と警備隊双方で人員の充足でも問題を抱えており、教育機関、施設の設置と部隊訓練、演習が実施されるようになった。保安隊においては1952年（昭和27年）の発足当時、増員分と任期満了者で3万5000人の充員を必要とした。しかし、保安隊においては当初装備品の充足が足りず、教育訓練に過度な制約を受けた。1952年（昭和27年）度末には装備が徐々に充足されるようになり、翌1953年（昭和28年）8月には大隊以下の部隊訓練を完了した。この年には富士山麓での戦闘展示演習などが行われた。警備隊においては急速な装備の充実に伴い、発足時の定員7590名から翌1953年（昭和28年）には1万323人へと増員された。米国より貸与されたフリゲートによって第1船隊群を編成し、戦後初めての日本一周巡航を行うなどの部隊訓練を行った。また、術科学校を設置し、術科教育のための教科書、教範類の整備を行った。
1953年（昭和28年）9月27日、自由党の吉田茂、改進党の重光葵が党首会談を行い、この中で保安隊を自衛隊に切り替える合意がなされた。また、同年10月2日には池田勇人が特使として訪米。極東担当の国務次官補との間で日本の再軍備強化について会談。同年11月15日にはリチャード・ニクソン副大統領が来日して「日本は再軍備すべきである」との演説を行うなど、保安隊を増強する方向性で日米のすり合わせが進んだ。

#### 航空自衛隊の創設への経緯
旧日本軍の航空戦力は陸軍航空隊と海軍航空隊に分かれており、独立した空軍は保有していなかった。戦後においても、航空自衛隊は陸上自衛隊・海上自衛隊のように前身組織（保安隊・警備隊）を持たず、防衛庁・自衛隊の発足に伴いアメリカ軍の協力によって新設されている。
警察予備隊末期から航空部隊の創設は考慮されていたが、経済技術上の制約から1952年（昭和27年）の保安隊航空学校（静岡県の浜松基地内）設置、1953年（昭和28年）の警備隊館山航空隊（千葉県）の編成を待つことになる。1953年（昭和28年）11月、保安庁内で航空部隊創設のための研究が開始された。翌1954年（昭和29年）2月1日、航空準備室が設置されることとなり、航空部隊の編制、航空基地の展開、米軍管理飛行場の移管、要員確保などの計画がなされた。6月1日、臨時松島派遣隊を編成し、在日米空軍の下で編成された訓練部隊によって整備操縦訓練が行われた。

### 防衛庁・自衛隊の成立（1950 - 60年代）

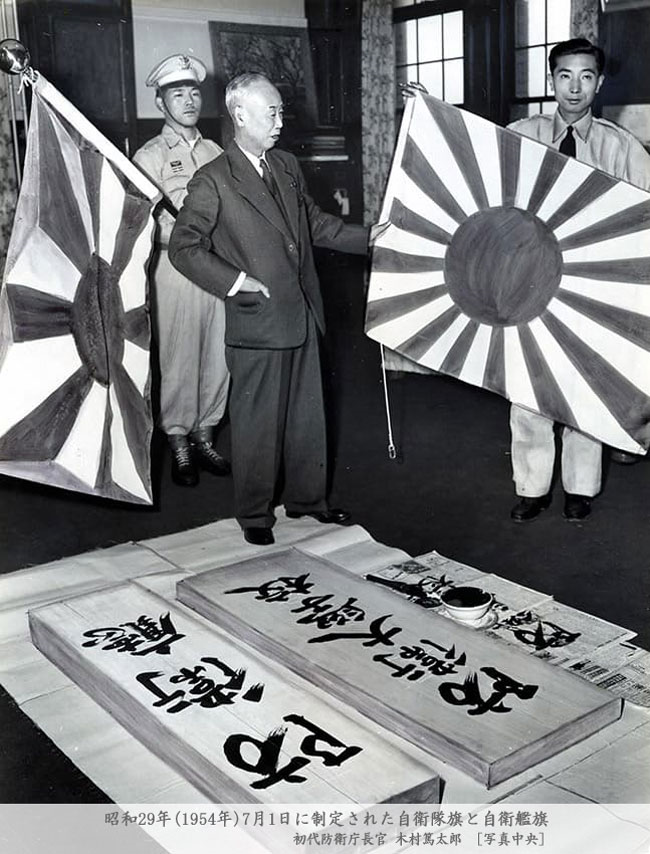
制定された自衛隊旗（向かって左）と自衛艦旗（同右）
床には防衛庁と防衛大学校の表札

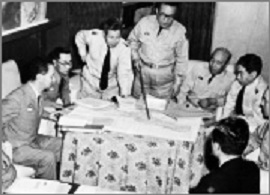
統合幕僚会議（1954年）

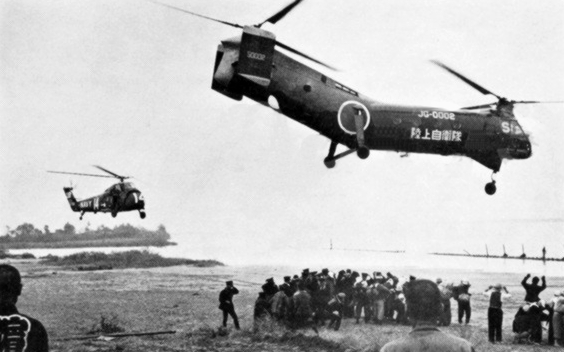
伊勢湾台風での災害派遣

朝鮮戦争の休戦後も、南侵した朝鮮民主主義人民共和国（北朝鮮）とそれを支援したソビエト連邦（ソ連）、中華人民共和国（中国）と日米など西側諸国の冷戦は続いた。日本は国力の回復と平和条約締結による国際的地位の向上、駐留米軍の漸減につれて、より一層の防衛力の整備が必要となった。1954年（昭和29年）に成立したMSA協定で日本は自らの防衛に責任を果たすよう義務付けられ、防衛力の増強が求められた。同年6月2日、防衛2法（防衛庁設置法、自衛隊法）が成立した。この成立に際して、参議院で自衛隊海外派兵禁止決議が採択された。同年7月1日、防衛2法が施行され、保安庁は防衛庁に改組された。同日、保安隊は陸上自衛隊となり、警備隊は海上自衛隊に改組されたほか、新たに空軍に相当する航空自衛隊が新設され、自衛隊が成立した。
保安庁においては任務は警察予備隊、海上警備隊の任務を引継いだものであったが、自衛隊法において主任務は「直接及び間接の侵略に対してわが国を防衛することとし、必要に応じて公共の秩序の維持に当たる」とした。この為の行動として、「防衛出動」「治安出動」「海上における警備行動」「災害派遣」「領空侵犯に対する措置」などが定められ防衛出動や領空侵犯に対する措置など防衛を主眼とした任務の性格が付与された。
自衛隊創設当時、陸軍士官学校、海軍兵学校などの旧陸海軍の軍学校を卒業した旧陸海軍正規将校が幹部自衛官として、陸海空三自衛隊の幕僚機関の主流を占めていたほか、実働部隊の指揮中枢において直接22万人の自衛隊員を動かす立場にあった。これにより、創設当時の自衛隊は旧陸海軍正規将校の強い影響下で戦力を整備し、隊風を育ててきた。旧陸海軍で大佐や中佐だった幹部自衛官の多くが定年退官し、防衛大学校出身の幹部自衛官が年々増加していた1967年（昭和42年）においても、陸上自衛隊には2288人、海上自衛隊には1563人、航空自衛隊には1063人の、計4914人の旧陸海軍正規将校が幹部自衛官として務めており、自衛隊幹部現員の15.3%を占めていた。また、1969年（昭和44年）当時の自衛隊幹部における旧陸海軍出身者の割合は、将クラスで80％、1佐で78％、2佐で66％、3佐で21％であった。
自衛隊は創設以来、ソビエト連邦軍（ソ連軍）の日本侵攻を想定してアメリカ軍と共同作戦を行うことを国防の大前提としていた。自衛隊の統合幕僚会議議長と在日米軍司令官が署名し、防衛庁防衛局長を通じて防衛庁長官に報告されていた「共同統合作戦計画」のシナリオによれば、ソ連軍の北海道上陸侵攻に際して、まずは自衛隊が独力で対処し、1週間から2ヶ月かけて数次に分かれて到着するアメリカ軍の来援を待つことになっていた。共同統合作戦計画は毎年改定されていたほか、陸海空自衛隊は共同統合作戦計画を前提として、毎年度の日本防衛計画である「年度防衛警備計画（年防）」を策定していた。
自衛隊は創設当初以下のような編成であった。
陸上自衛隊：定員18万人、方面隊1、管区隊6、補給処8、諸学校13、病院2
海上自衛隊：定員1万5808人、自衛艦隊1、地方隊5、諸学校1、病院1
航空自衛隊：定員6738人、航空教育隊1、補給処1、諸学校4、直轄部隊2
航空自衛隊の新設に際して、浜松の保安隊航空学校が航空自衛隊に移管された。自衛隊内での航空機の配属については、それまで保安隊ではL機、ヘリコプター、警備隊ではT-34 メンター、ヘリコプターを保有していたが、基本的には陸上自衛隊にはヘリコプターを、海上自衛隊には対潜哨戒機、ヘリコプターを装備させることとし、それ以外の航空関係業務は原則的に航空自衛隊が行うこととした。
装備については、防衛力整備計画において1962年（昭和37年）、陸上自衛隊は定員18万人の充足、海上自衛隊は艦艇（12万4000トン）、航空自衛隊は航空機1300機を整備することを目標とした。
自衛隊は設置と共に人員的な増強だけでなく、機構的にも整備され、内閣に国防会議が、防衛庁内に統合幕僚会議が設置された。また、付属機関として建設本部と調達実施本部を設置、保安大学校を防衛大学校、保安研修所を防衛研修所（後の防衛研究所）と改組した。加えて、諸外国における予備役に相当する予備自衛官制度（定員1万5000人）が整備された。
1954年（昭和29年）10月25日、陸上自衛隊航空学校機L-21が浜名湖に墜落、2名が死亡。自衛隊機初の事故が起こった。
1959年（昭和34年）9月、伊勢湾台風の災害救難に出動。
1960年（昭和35年）ごろまでに、自衛隊としての編成と基礎的な機能の整備が行われた。
陸上自衛隊（1960年）：人員18万3480人、方面隊5、管区隊6、混成団4、補給処5、学校14、病院4、直轄部隊19
海上自衛隊（1960年）：人員2万7667人、自衛艦隊、地方隊5、練習隊群、掃海隊群、学校4、病院4、直轄部隊7、保有艦艇187隻9万1208トン
航空自衛隊（1960年）：人員3万3225人、航空総隊、航空方面隊2、航空団4、航空教育隊2、補給処2、学校5、直轄部隊10、F-86戦闘機427機を中心に航空機1150機
これら以外にも自衛隊全体として自衛隊中央病院、各幹部学校の設置などの組織整備が行われた。

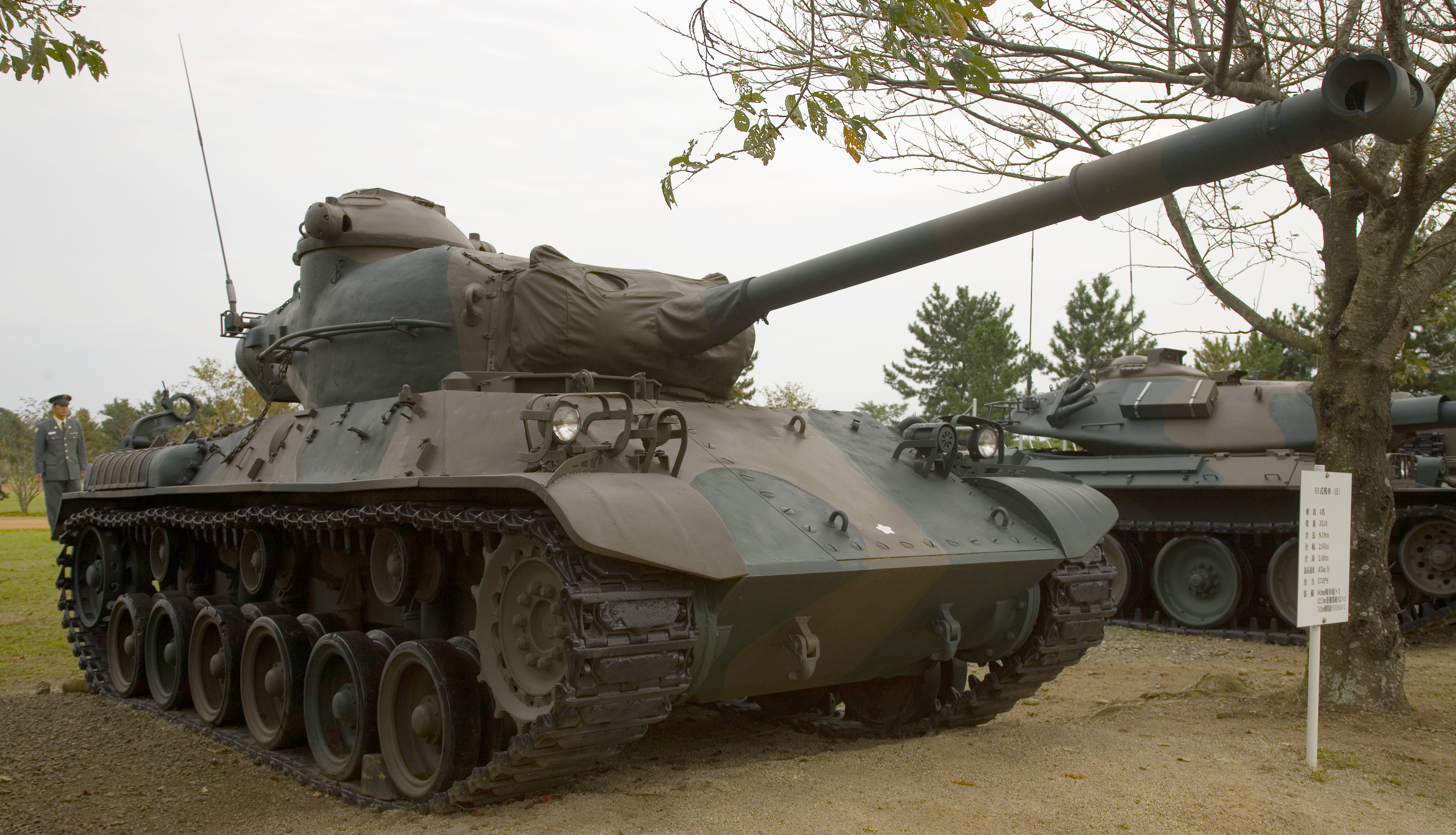
61式戦車
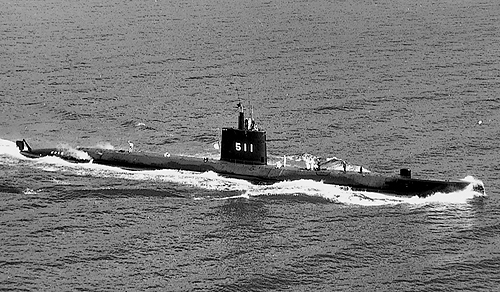
おやしお (潜水艦・初代)
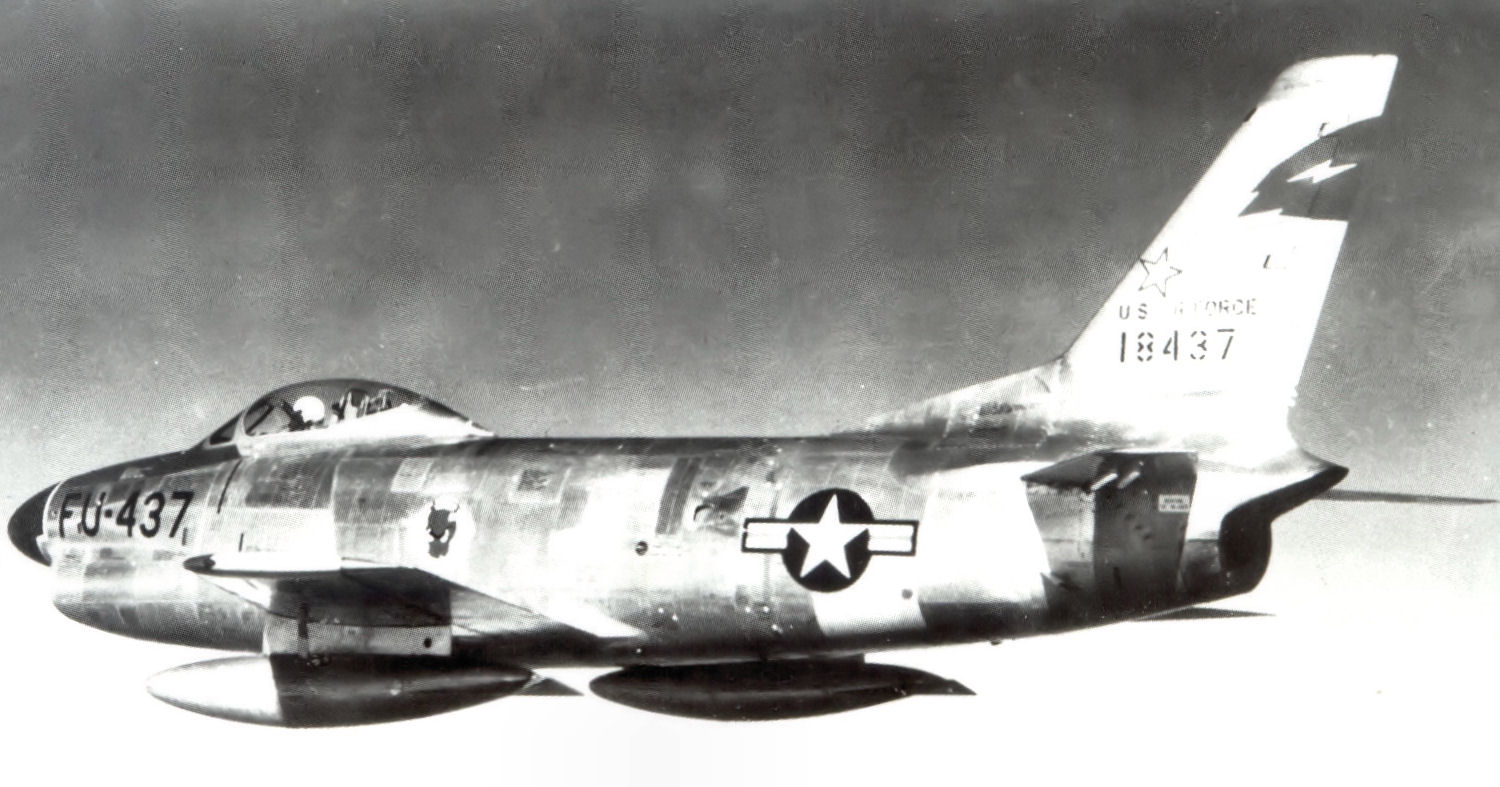
F-86D (航空機)

### 1970年代
1970年（昭和45年）11月25日、三島由紀夫、森田必勝ほかで成る民兵組織「楯の会」のメンバー5名が市ヶ谷駐屯地内の東部方面総監部を訪問し、益田兼利総監を拘束。幕僚らを斬りつけた後、三島がバルコニーで自衛官に決起の檄を訴え、その後総監室で三島と森田が割腹自決に至ったクーデター未遂事件が発生した（三島事件）。
1971年（昭和46年）7月30日、岩手県雫石町上空で自衛隊練習機と全日空の旅客機が衝突、自衛隊機の乗員は脱出に成功したが全日空機の乗員乗客162人全員が死亡した（全日空機雫石衝突事故）。
1976年（昭和51年）9月6日、ソ連防空軍の現役将校であるヴィクトル・ベレンコ中尉が、MiG-25（ミグ25）迎撃戦闘機で北海道函館市の函館空港に強行着陸し、アメリカ合衆国への亡命を求めた（ベレンコ中尉亡命事件）。

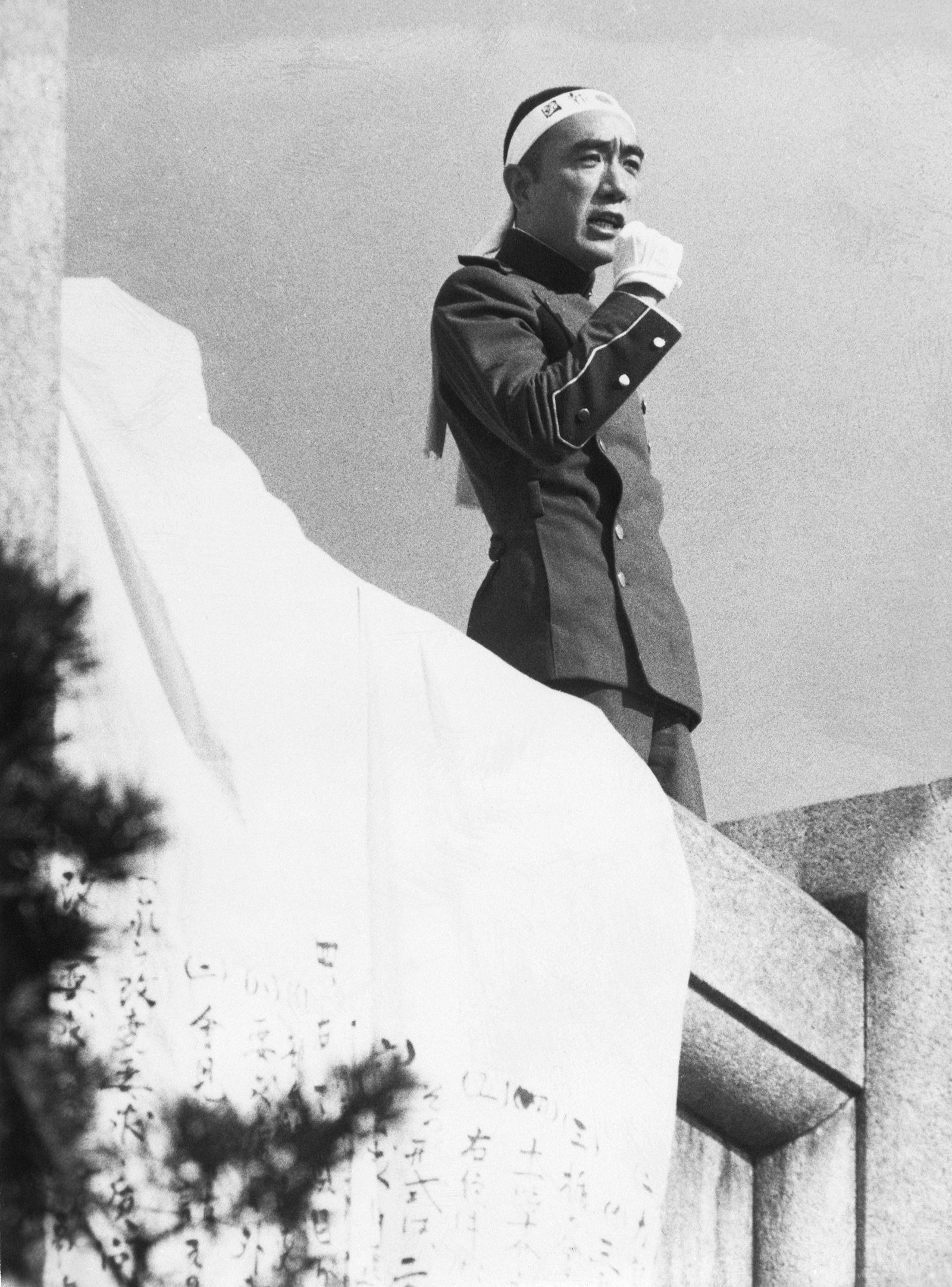
演説する三島由紀夫
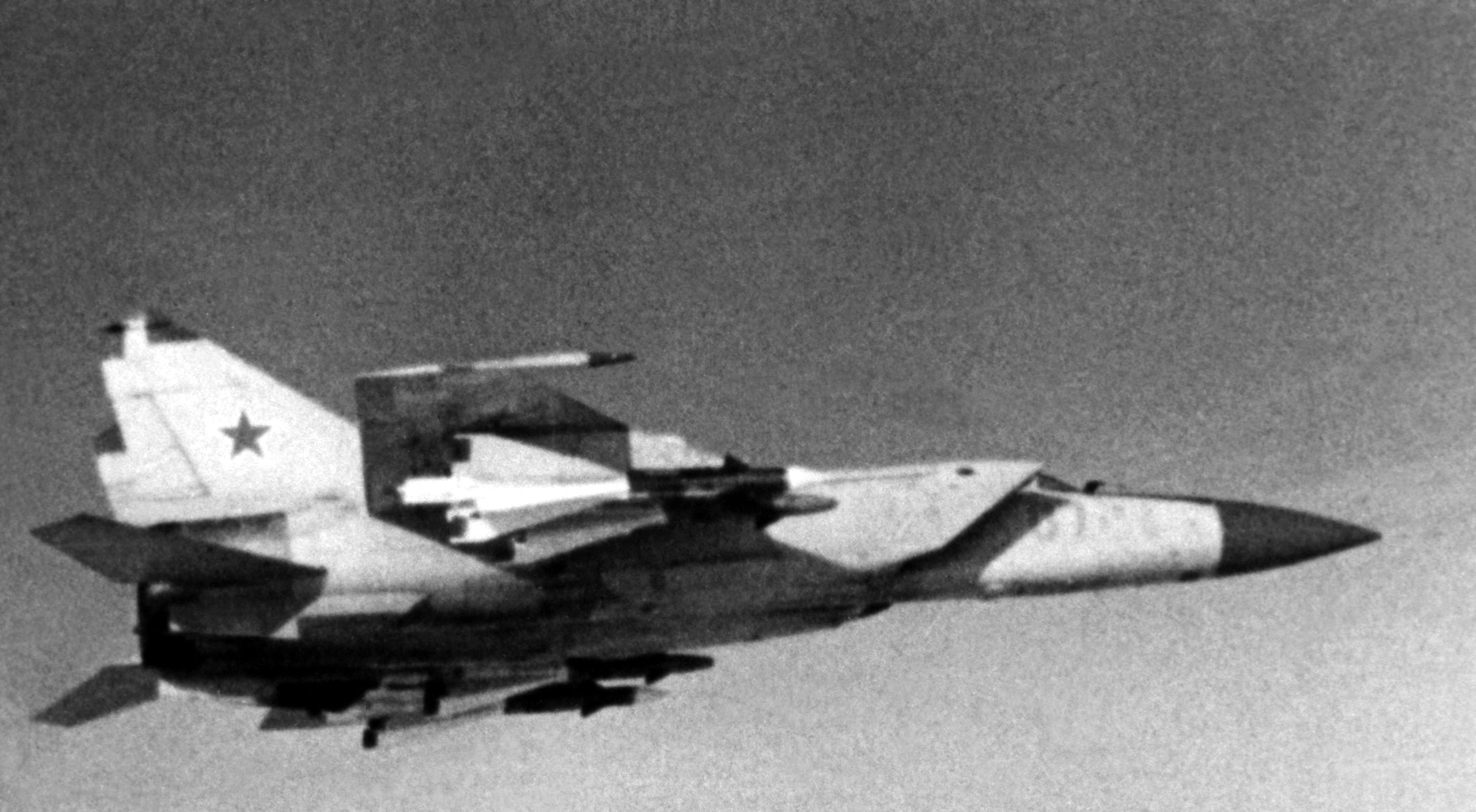
ベレンコ中尉が亡命に使ったMiG-25P（同型機）

### 1980年代
1970年（昭和45年）代後半の中東情勢の激動、1979年（昭和54年）のソビエト連邦軍によるアフガニスタン侵攻などを背景にアメリカ合衆国から日本に対して防衛力増強要請が行われるようになっていた。日本国内でもソ連の脅威を主張し、防衛力強化を求める声も挙がっていた。このような流れの中で日本は2つの面での努力を進めていった。1つは、防衛の要である日米安全保障体制の信頼性の向上を図ることであった。1978年（昭和53年）に作成した「日米防衛協力のための指針」により、防衛協力をより実効性のあるものにするため、各種研究作業を開始した。また、在日米軍の駐留を円滑にするため、駐留経費の負担も開始した。2つ目は自衛のための防衛力の増強に務めることであった。1976年（昭和51年）に策定された「防衛計画の大綱」に定められた水準を速やかに達成するべく努力を続けた。その結果、大綱に定められた水準は1985年（昭和60年）に策定された中期防衛力整備計画でおおむね達成された。1985年（昭和60年）、ソ連ではゴルバチョフ政権の誕生により、ペレストロイカなどの国内改革を進める一方で西側諸国との協調を進めるに至った。その後、東西諸国の軍事管理・軍縮が軌道に乗っていった。1989年（平成元年）にはベルリンの壁が崩壊し、マルタでの米ソ首脳会談で冷戦の終結が宣言された。このような流れは1990年（平成2年）に策定された中期防衛力整備計画にも影響を与えた。

### 1990年代

#### 自衛隊の海外派遣

PKO活動時の部隊章

自衛隊は国際社会では事実上の日本の軍隊と認識されつつも、当初より憲法第9条の制約下、専守防衛のための「必要最小限度の実力」として整備が進められた。海外展開能力は、それを超えるものとして忌避され、1954年（昭和29年）6月2日には、参議院で「自衛隊の海外出動を為さざることに関する決議」がなされた。1958年（昭和33年）には、国際連合レバノン監視団に停戦監視要員として自衛官10人の派遣を要請されるも、自衛隊法や防衛庁設置法に抵触する恐れがあるとして要請を拒否している。

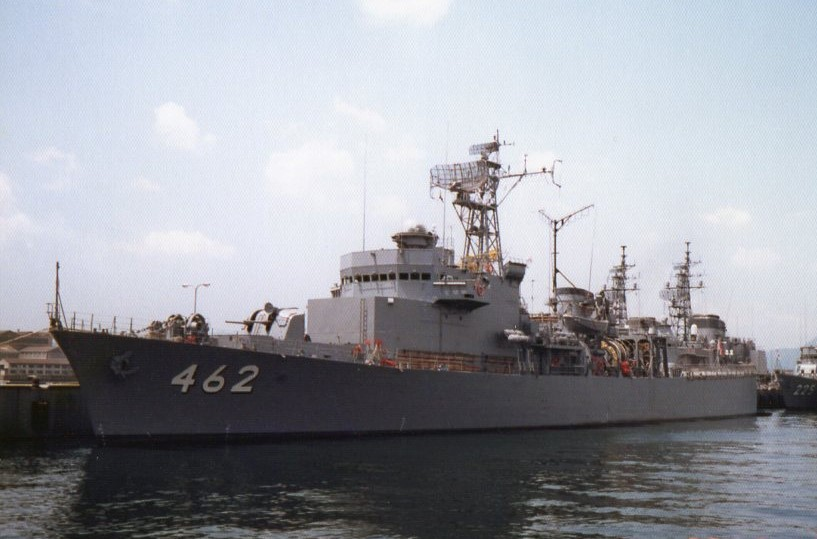
ペルシャ湾派海派遣部隊旗艦「はやせ」

しかし、冷戦の終結や国民意識の変化、1991年（平成3年）にはペルシャ湾への掃海部隊の派遣の成功によりPKO協力法が成立、国際緊急援助隊の派遣に関する法律が改正された。以後、1992年（平成4年）のカンボジア、1993年（平成5年）のモザンビーク、1996年（平成8年）のゴラン高原などで、武力紛争に巻き込まれる恐れが少ない地域を中心に、救難、輸送、土木工事などの後方支援（兵站）や司令部要員などへ非武装ないし軽武装の要員・部隊を派遣するようになった。

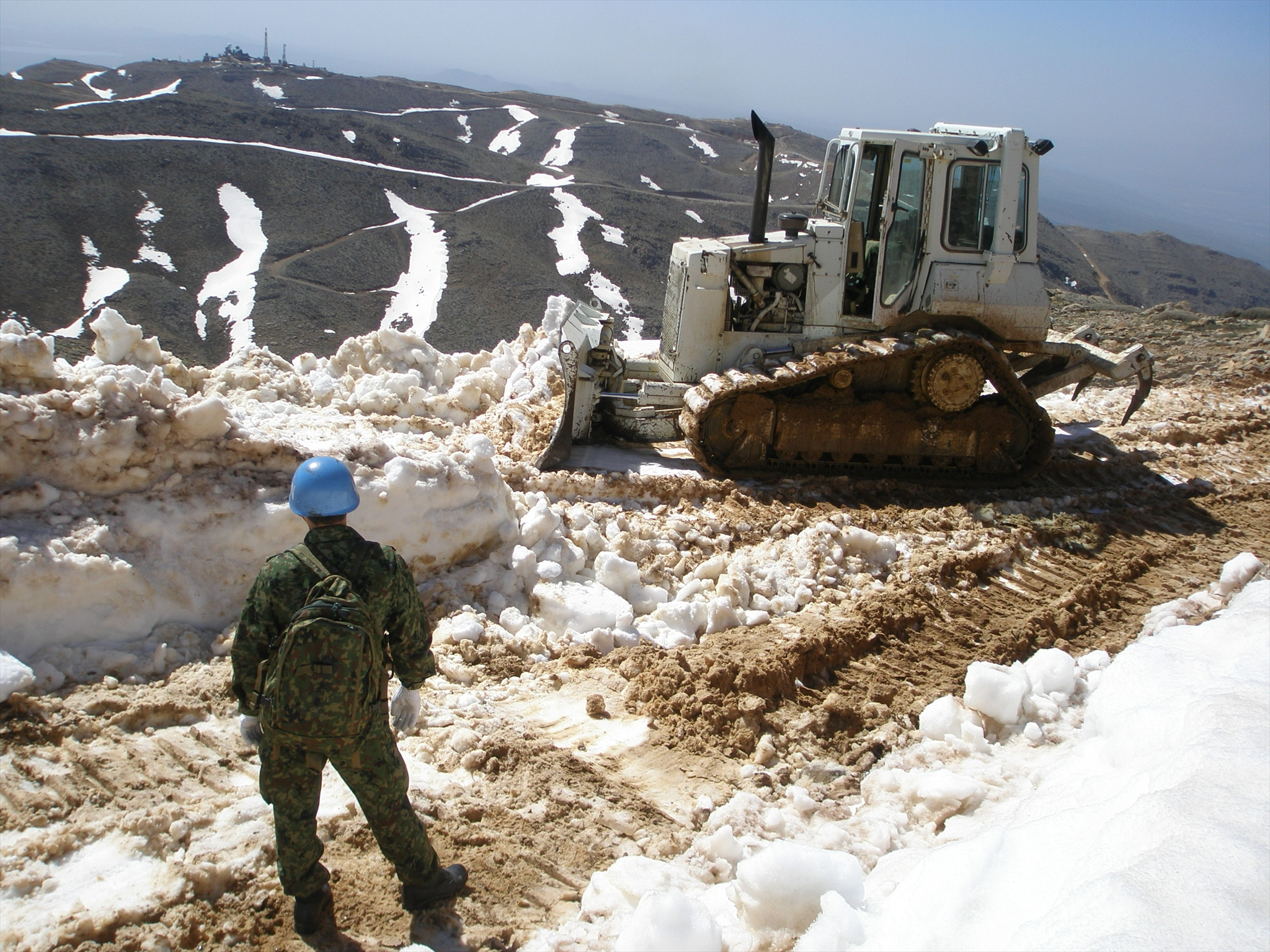
ゴラン高原への派遣（ - 2013年）
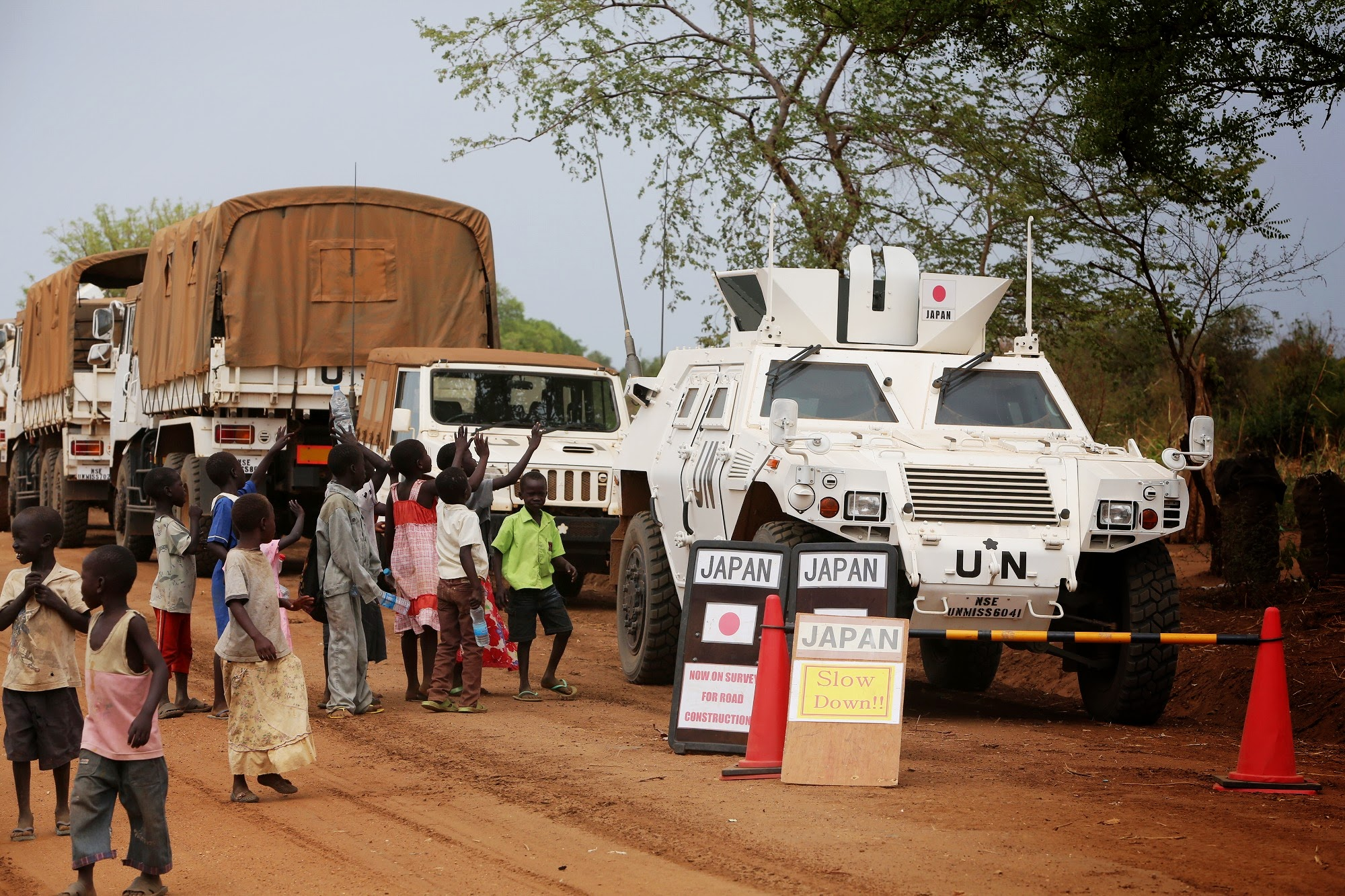
南スーダンへの派遣（2011年 - ）

### 2000年代
2001年（平成13年）9月11日のアメリカ同時多発テロ事件を機に、「日米安保のグローバル化」が進行し、自衛隊とアメリカ軍による日米防衛協力の領域は日本周辺や極東地域から、中東やインド洋へと拡大し、本土防衛を主任務としてきた自衛隊の任務の変容も進んでいる。イラク戦争においては、アメリカ軍主導の多国籍軍の一翼を担う形で、イラク南部のサマーワに人道復興支援活動を目的として、陸上自衛隊の部隊が派遣された。
2006年（平成18年）3月27日、統合幕僚会議及び同事務局を廃止し、統合幕僚監部が新設された。
2007年（平成19年）1月9日、防衛庁は防衛省に昇格した。
2015年（平成27年）6月10日、「防衛省設置法等の一部を改正する法律（平成27年法律第39号）」が可決・成立し、背広組（防衛官僚）と呼ばれる官房長、局長が行ってきた大臣補佐は、制服組（自衛官）と呼ばれる統合幕僚長、陸上幕僚長、海上幕僚長、航空幕僚長による大臣補佐と相まって行われることが明記され、背広組と制服組が対等の立場であることが明確にされた。同年10月1日の改正防衛省設置法施行により、内局の運用企画局が廃止され、部隊運用に関する事務が統合幕僚監部へ一本化されたほか、技術研究本部及び装備施設本部が廃止され、新たに防衛装備庁が防衛省の外局として設置された。

## 組織
| 職名                         | 名前       | 階級等    | 写真 |
| 内閣                         | 内閣       | 内閣      | 内閣 |
| ---------------------------- | ---------- | --------- | ---- |
| 内閣総理大臣                 | 石破茂     |           |      |
| 防衛省                       |            |           |      |
| 防衛大臣                     | 中谷元     | 元2等陸尉 |      |
| 防衛副大臣                   | 本田太郎   |           |      |
| 防衛大臣政務官               | 金子容三   |           |      |
| 防衛大臣政務官               | 小林一大   |           |      |
| 防衛大臣補佐官               | 若宮健嗣   |           |      |
| 防衛大臣政策参与 （3人以内） | 番匠幸一郎 | 元陸将    |      |
| 防衛大臣政策参与 （3人以内） | 半澤隆彦   | 元空将    |      |
| 防衛事務次官                 | 大和太郎   |           |      |
| 防衛審議官                   | 加野幸司   |           |      |
| 統合幕僚監部                 |            |           |      |
| 統合幕僚長                   | 内倉浩昭   | 空将      |      |
| 統合作戦司令部               |            |           |      |
| 統合作戦司令官               | 南雲憲一郎 | 空将      |      |
| 陸上幕僚監部                 |            |           |      |
| 陸上幕僚長                   | 荒井正芳   | 陸将      |      |
| 海上幕僚監部                 |            |           |      |
| 海上幕僚長                   | 齋藤聡     | 海将      |      |
| 航空幕僚監部                 |            |           |      |
| 航空幕僚長                   | 森田雄博   | 空将      |      |
| 情報本部                     |            |           |      |
| 情報本部長                   | 江川宏     | 海将      |      |
| 防衛監察本部                 |            |           |      |
| 防衛監察監                   | 久木元伸   |           |      |
| 防衛装備庁                   |            |           |      |
| 防衛装備庁長官               | 青柳肇     |           |      |

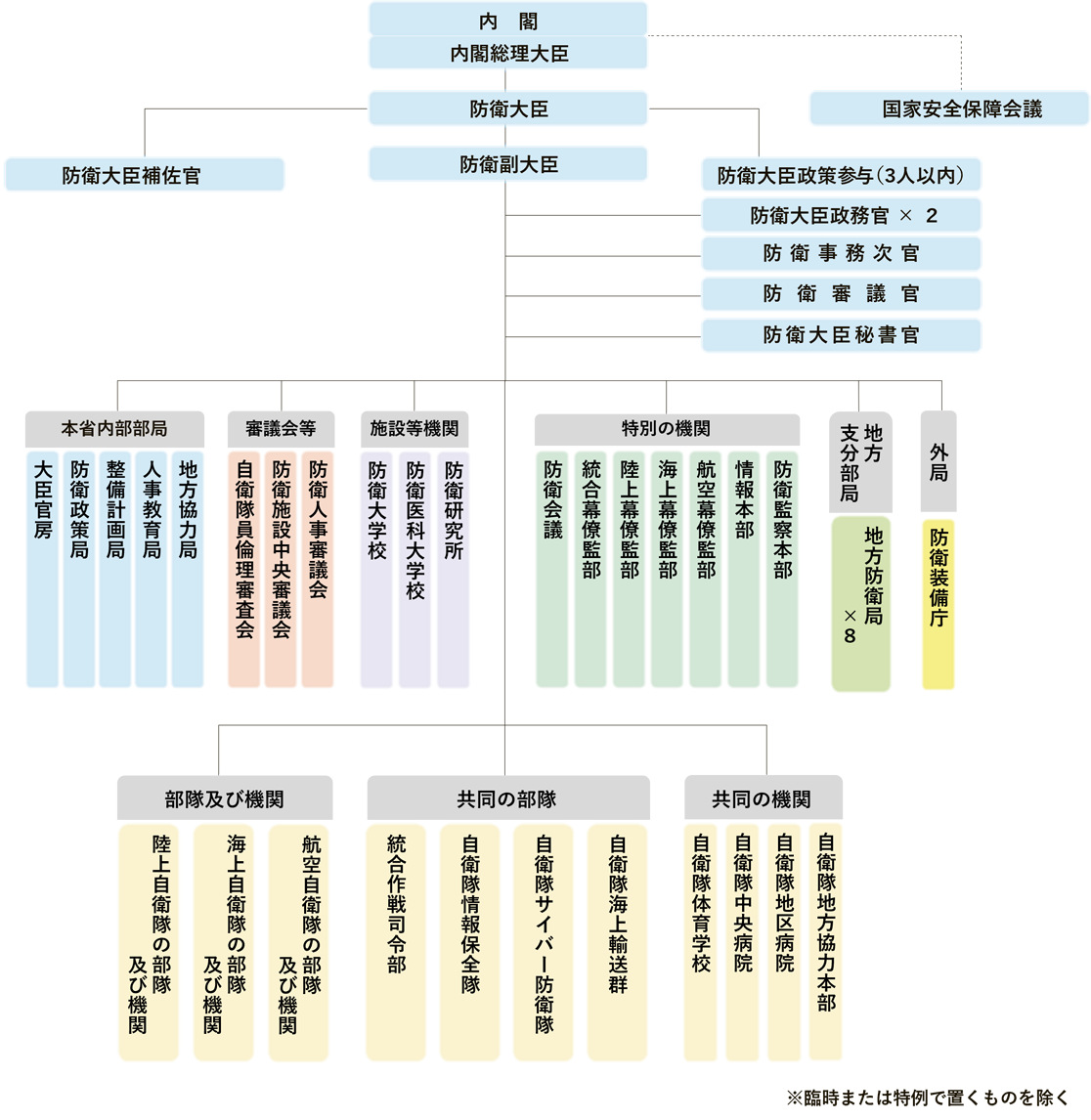
防衛省と自衛隊の組織図

自衛隊は文民統制（シビリアン・コントロール）の原則の下、文民で構成される内閣、立法府である国会の統制下に置かれる。
内閣総理大臣は内閣を代表して自衛隊の最高指揮監督権を有し、防衛省の長である防衛大臣が自衛隊の隊務を統括する。また、内閣には関係閣僚等で構成される国家安全保障会議が置かれ、防衛に関する重要事項を審議する。自衛隊の防衛出動や治安出動等にあたっては事前又は事後の国会承認を要し、また国会は自衛隊に係る定員、予算、組織などの重要事項の議決を通じて自衛隊を統制する。
陸・海・空の各自衛隊は全て防衛大臣の直轄部隊から構成され、各自衛隊の隊務に係る防衛大臣の幕僚機関として陸上幕僚監部、海上幕僚監部及び航空幕僚監部が設置されている。更に各自衛隊を統合運用するための幕僚機関として統合幕僚監部が置かれ、自衛官の最上位者である統合幕僚長がこれを統括する。防衛大臣は各幕僚長を通じて各自衛隊に命令を発するが、部隊の運用に関しては全て統合作戦司令官を通じて行うものとされている。各幕僚長は「最高の専門的助言者」として防衛大臣を補佐し（自衛隊法第9条第2項）、部隊等に対する防衛大臣の命令を執行する。
防衛省の事務方の長である防衛事務次官は待遇等の面では統合幕僚長と同格であるが、「その省の長である大臣を助け、省務を整理し、各部局及び機関の事務を監督する」（国家行政組織法第18条2項）ものとされ、防衛省・自衛隊の機関全般にわたって監督権限を有する。
その他、防衛省の所掌事務に関する基本的方針について審議する機関として防衛会議が設置されている。構成員は防衛大臣、防衛副大臣、防衛大臣政務官、防衛大臣補佐官、防衛大臣政策参与、事務次官、防衛審議官、内局の官房長と各局長、統合・陸・海・空幕僚長、情報本部長、防衛装備庁長官。
日本国憲法第76条2項で特別裁判所の設置が禁止されているため、軍法会議（軍事裁判所・軍事法廷）は設置されていない。従って、軍事刑務所の類は無く、被疑者は一般同様検察庁へ送致される。微罪は別にして、禁錮以上の罪で立件される等で重大な反社会的行為に関与したと判断された場合は懲戒免職されることがあり、また懲戒免職されなくても禁錮以上の罪が確定すれば失職する。諸外国の憲兵に相当する部隊は陸・海・空の各自衛隊に警務隊として組織されている。
| 防衛省           | 防衛省               | 防衛省       | 防衛省             |
| 特別の機関       | 特別の機関           | 内部部局     | 施設等機関         |
| ---------------- | -------------------- | ------------ | ------------------ |
| 防衛会議         | 幕僚監部             | 大臣官房     | 防衛大学校         |
| 防衛監察本部     | 統合幕僚監部         | 防衛政策局   | 防衛医科大学校     |
| 情報本部         | 陸上幕僚監部         | 整備計画局   | 防衛研究所         |
| 外国軍用品審判所 | 海上幕僚監部         | 人事教育局   |                    |
|                  | 航空幕僚監部         | 地方協力局   |                    |
| 部隊及び機関     | 共同の機関           | 外局         | 審議会等           |
| 陸上自衛隊       | 自衛隊体育学校       | 防衛装備庁   | 自衛隊員倫理審査会 |
| 海上自衛隊       | 自衛隊中央病院       |              | 防衛施設中央審議会 |
| 航空自衛隊       | 自衛隊地区病院       | 地方支分部局 | 防衛人事審議会     |
|                  | 自衛隊地方協力本部   | 地方防衛局   | 防衛調達審議会     |
|                  | 共同の部隊           |              |                    |
|                  | 統合作戦司令部       |              |                    |
|                  | 自衛隊情報保全隊     |              |                    |
|                  | 自衛隊サイバー防衛隊 |              |                    |
|                  | 自衛隊海上輸送群     |              |                    |

- 防衛駐在官：在外公館において軍事や安全保障に関する情報収集や交流などを任務とする自衛官。外交官（外務事務官）として外務省に出向しており、他国の駐在武官同様にアグレマンが必要である[44]。2025年（令和7年）3月28日時点では、80名（陸36名・海22名・空22名）が53大使館2政府代表部に派遣されている[45]。

## 規模と予算
| 機関           | 法定定員（人） | 法定定員（人） | 現員（人） | 現員（人） | 現員（人） | 充足率（％） |
| 機関           | 法定定員（人） | 法定定員（人） | 陸上自衛官 | 海上自衛官 | 航空自衛官 | 充足率（％） |
| -------------- | -------------- | -------------- | ---------- | ---------- | ---------- | ------------ |
| 陸上自衛隊     | 149,767        | 149,767        | 131,293    | -          | -          | 87.8         |
| 海上自衛隊     | 45,452         | 45,452         | -          | 41,818     | -          | 92.0         |
| 航空自衛隊     | 47,007         | 47,007         | -          | -          | 42,608     | 90.6         |
| 共同の部隊     | 4,928          | 2,193          | 4,533      | 4,533      | 4,533      | 92.0         |
| 統合幕僚監部   | 4,928          | 343            | 4,533      | 4,533      | 4,533      | 92.0         |
| 情報本部       | 4,928          | 1,936          | 4,533      | 4,533      | 4,533      | 92.0         |
| 防衛省内部部局 | 4,928          | 50             | 4,533      | 4,533      | 4,533      | 92.0         |
| 防衛装備庁     | 4,928          | 406            | 4,533      | 4,533      | 4,533      | 92.0         |
| 合計           | 247,154        | 247,154        | 220,252    | 220,252    | 220,252    | 89.1         |

### 規模

#### 定員
各自衛隊と各機関に勤務する自衛官の定員は防衛省設置法第6条で規定されている。定員は、陸上自衛隊、海上自衛隊、航空自衛隊で24万2226人、統合幕僚監部などの各自衛隊の自衛官の共同で運営される組織で4928人である。自衛隊では、戦力維持のために若年定年退職制度を導入しており、多くの自衛官は55～57歳で定年退職する。
2025年（令和7年）3月31日時点での総人員は22万0252人（うち女性2万46人）であり、法律上の定員に対する充足率は全体で90%以下となっており定員割れしている。
2023年（令和5年）度まで自衛官の定数の範囲内において予算上の人件・糧食費等で定められた事実上の上限人数である実員があったが。防衛省は2024年（令和6年）度の予算から実員の枠組みを廃止した。

#### 予備自衛官制度
定員とは他に、諸外国における予備役にあたる予備自衛官制度がある。予備自衛官制度は常に維持する常備自衛官の人数を抑制し、必要時のみ増員することを目的とした制度であり、諸外国における予備役に当たる。身分は非常勤の特別職国家公務員で、防衛省職員の定員外とされている。各地方協力本部が管理している。予備自衛官は、任務の内容や招集の義務に応じて即応予備自衛官、予備自衛官、予備自衛官補の3種を定めている。招集を受けて応じなければ登録は抹消される。
| 機関       | 即応予備自衛官 | 即応予備自衛官 | 即応予備自衛官 | 予備自衛官   | 予備自衛官 | 予備自衛官   | 予備自衛官補 | 予備自衛官補 | 予備自衛官補 |
| 機関       | 法律上の人数   | 現員           | 充足率（％）   | 法律上の人数 | 現員       | 充足率（％） | 法律上の人数 | 現員         | 充足率（％） |
| ---------- | -------------- | -------------- | -------------- | ------------ | ---------- | ------------ | ------------ | ------------ | ------------ |
| 陸上自衛隊 | 7,981          | 4,120          | 51.6           | 46,000       | 33,411     | 69.8         | 4,600        | 2,529        | 54.7         |
| 海上自衛隊 |                |                |                | 1,100        | 33,411     | 69.8         | 21           | 2,529        | 54.7         |
| 航空自衛隊 |                |                |                | 800          | 33,411     | 69.8         |              |              |              |

### 予算
| 項目           | 金額（円） | 割合（％） |
| -------------- | ---------- | ---------- |
| 人件・糧食費   | 2兆3508億  | 27.7       |
| 維持費など     | 2兆5245億  | 29.8       |
| 装備品等購入費 | 1兆8742億  | 22.1       |
| 基地対策経費   | 5248億     | 6.2        |
| 施設整備経費   | 4221億     | 5.0        |
| 研究開発費     | 4928億     | 5.8        |
| その他         | 2855億     | 3.4        |
| 計             | 8兆4748億  | 100        |

防衛力整備計画などにおける2027年（令和9年）度までの防衛費のGDP比2%に向け、2025年（令和7年）度当初予算では防衛関係予算は8兆4748億円となった。そのうち人件・糧食費が2兆2508億円（27.7%）、教育訓練・装備の維持費が2兆5245億円（29.8%）、新規装備品の購入費が1兆8742億円（22.1％）などである。

### 諸外国との比較
|                   | 兵力（2025） | 兵力（2025）   | 兵力（2025） | 国防費（2024）     | 国防費（2024）  |
| 国名              | 陸上（万人） | 海上（万トン） | 航空（機数） | 国防費（億米ドル） | 対GDP比率（％） |
| ----------------- | ------------ | -------------- | ------------ | ------------------ | --------------- |
| 日本              | 13           | 53             | 370          | 501.6              | 1.2             |
| 北朝鮮            | 110          | 10             | 550          | -                  | -               |
| 中国              | 100          | 232            | 3370         | 2964.3             | 1.7             |
| ロシア（全体）    | 59           | 200            | 1460         | 1094.5             | 5.9             |
| ロシア（極東）    | 8            | 71             | 318          | -                  | -               |
| 韓国              | 39.9         | 28             | 570          | 479.3              | 2.8             |
| 台湾              | 10           | 21             | 420          | 166.1              | 2.2             |
| アメリカ（全体）  | 62           | 675            | 3190         | 9160.1             | 3.4             |
| 在日米軍・第7艦隊 | 2            | 43             | 160          | -                  | -               |
| 在韓米軍          | 2            | 0              | 80           | -                  | -               |
| フランス          | 11           | 39             | 360          | 613.0              | 2.1             |
| イタリア          | 9            | 24             | 230          | 355.3              | 1.6             |
| イギリス          | 8            | 64             | 240          | 749.4              | 2.3             |
| ドイツ            | 6            | 20             | 240          | 668.3              | 1.5             |
| インド            | 124          | 50             | 830          | 835.7              | 2.4             |
| イラン            | 50           | 23             | 270          | 102.8              | 2.1             |
| イスラエル        | 13           | 25             | 350          | 275.0              | 5.3             |
| オーストラリア    | 3            | 23             | 150          | 323.4              | 1.9             |

自衛隊は約24万人の総兵力をもつが、そのうち陸上兵力を担う陸上自衛隊は約13万人、同盟国であるアメリカ軍は在日米軍と在韓米軍併せて4万人、アメリカ合衆国の同盟国である韓国は約40万人である。他方で周辺国では、中国、北朝鮮がぞれぞれ100万人以上、台湾が10万人、極東ロシア軍が8万人である。
日本は周辺を海洋に囲まれた島国であり、海上兵力が重要である。そのため海上自衛隊の装備の拡充が進められ、総トン数でみると52万トンと主要国の中では5番目の規模をもつ。また、横須賀が米国第7艦隊（43万トン）の母港となっている。しかし、近年は中国の海洋進出で海上兵力の隻数、総トン数とも充実が進んでおり、周辺海域に展開する海上兵力の総トン数においては大きく差を開けられている。
航空兵力では、作戦機が370機程度であり、周辺国の中では機数として多いわけではないが、在日米軍等を合わせると500機程度となる。
国防費では、主要国の中では日本は1％程度の国防費を計上しており、絶対的には高い水準である一方で、NATOなどの軍需同盟を持つ欧州と比較すると米国以外に同盟国を持たず、また周辺国の国防費の水準からすると最低水準である。

## 各組織の概況

### 陸上自衛隊
陸軍にあたる陸上自衛隊は日本に対する海外勢力による上陸作戦を防止し、上陸された場合にはこれに対処することを主な任務とする。普通科いわゆる歩兵を基軸として、戦車、装甲車、榴弾砲、対戦車ロケット弾、対戦車ミサイル、地対空ミサイル、地対艦ミサイル、ヘリコプターなどを保有する。
陸上自衛隊の部隊は、方面隊、陸上総隊その他の防衛大臣直轄部隊から構成され、その所掌事務に係る幕僚機関として陸上幕僚監部が設置されている。人員規模は三自衛隊の中で6割を占めるが、振り分けられる予算は2023年（令和5年）度約1兆9000億円（28%）と、海自（25%）、空自（28%）と大差は無い。小銃をはじめ、戦闘車輌や一部の航空機は国産品を装備しているが、輸入やライセンス生産による装備品もある。遠隔操縦観測システム（FFOS）のような無人航空機の運用能力も持つが、指揮通信能力、統合作戦能力は整備途上にある。各方面隊が担当地域の防衛警備を担っている。また、島国という地理上、離島への武力侵攻に備えた水陸機動団も配備されている。また、2020年（令和2年）ごろから先島諸島などの島嶼で駐屯地の新設を行い、防衛力の増強を行っている。

#### 特殊作戦群（SOG）
2004年（平成16年）に設立された陸上自衛隊の特殊部隊。

#### 特別儀仗隊
国賓や他国の元首を迎えるための特別儀仗隊（第302保安警務中隊から編成）がある。第302保安警務中隊は特別儀仗にて要人を迎えるという任務の性質から入隊時にはルックスが重要視されており、いわゆるイケメンの陸上自衛官が担う。

### 海上自衛隊
海軍にあたる海上自衛隊は、海洋国家である日本の防衛力の中核を担っている。護衛艦、潜水艦、機雷戦艦艇、輸送艦、哨戒機、ヘリコプターなどを保有する。
海上からの侵略を阻止し、また艦船、航空機、潜水艦等の脅威を排除して、海上交通の安全を確保することを主な任務とする。年間を通じて、日本周辺海域の哨戒任務を行っており、国籍不明潜水艦や他国の艦艇、不審船、遭難信号などを探知した場合は、哨戒機をスクランブル発進させ、護衛艦が緊急出港し、対象目標を継続追尾する態勢に移行する。また、弾道ミサイルの監視、迎撃任務も負っている。
海上自衛隊の部隊は、自衛艦隊、地方隊、教育航空集団、練習艦隊その他の防衛大臣直轄部隊から構成され、その所掌事務に係る幕僚機関として海上幕僚監部が設置されている。定数は約4万5000であり、予算は約1兆6000億円。艦艇、潜水艦、航空機、各陸上基地を運用する。日本は海洋国家であり、通商貿易国家であることから、シーレーンの安全確保を重視し、太平洋戦争（大東亜戦争）の戦訓から 対潜水艦戦能力と対機雷戦能力に重点を置いている。保有するイージス艦の一部にはBMD能力が付与されており、ミサイル防衛の中核を担う。いずも型護衛艦、ひゅうが型護衛艦やおおすみ型輸送艦は離島防衛や大規模災害対処のシーベースとしても活動できる。艦艇としては歴代最大の自衛艦いずも型護衛艦一番艦「いずも」が2015年（平成27年）3月に就役した。

#### 特別警備隊（SBU）
2001年（平成13年）に設立された海上自衛隊の特殊部隊であり、自衛隊としては初の特殊部隊である。

### 航空自衛隊

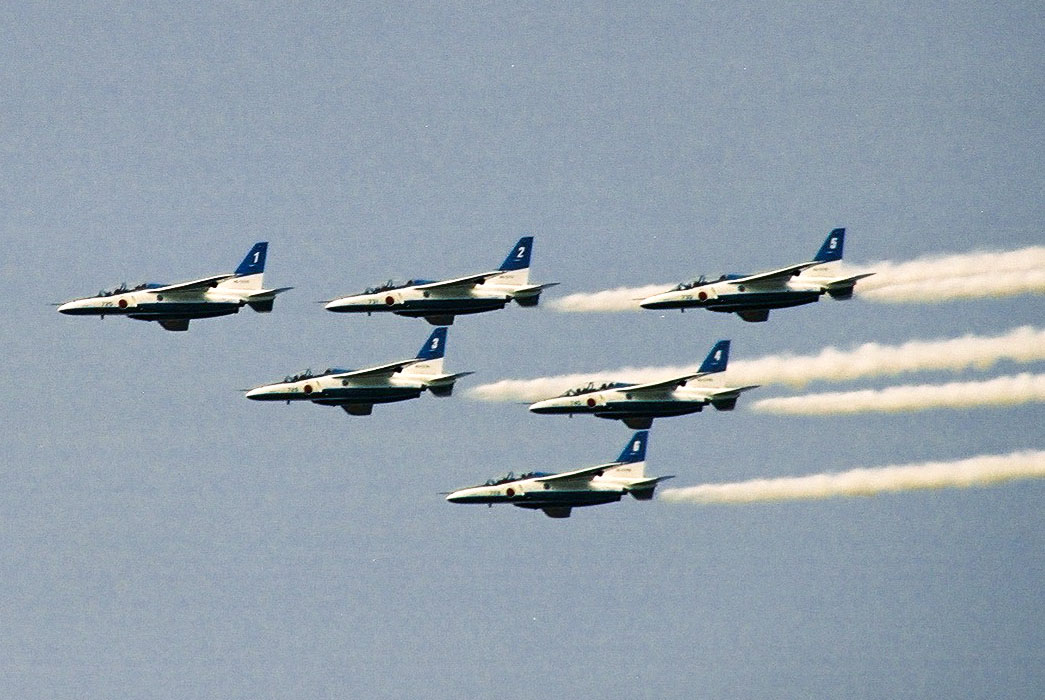
ブルーインパルスT-4の展示飛行

空軍にあたる航空自衛隊は平時においては日本周辺の空域を警戒監視し、領空内に不法に侵入しようとする航空機に対して、戦闘機をスクランブル発進させて、対領空侵犯措置をとるほか、災害派遣、国際緊急援助隊業務等を行っている。また、有事においては、航空優勢の確保による防空、侵入してくる陸海戦力の航空阻止と近接航空支援を主な任務とする。
航空自衛隊の部隊は、航空総隊、航空支援集団、航空教育集団、航空開発実験集団その他の防衛大臣直轄部隊から構成され、その所掌事務に係る幕僚機関として航空幕僚監部が設置されている。定数は約4万7000人であり、予算は約1兆0800億円。アメリカ製の大型戦闘機F-15及びF-35A、同じくアメリカ製の多用途戦闘機F-16をベースとしたF-2戦闘機をはじめ、E-767早期警戒管制機や、KC-767空中給油機、パトリオットミサイル、自動警戒管制システム(JADGE)などを運用している。高度な救助能力を持つ航空救難団は災害派遣でも活動している。

### 共同の部隊および施設
各自衛隊の共同の部隊として、統合作戦司令部、自衛隊サイバー防衛隊、自衛隊情報保全隊、自衛隊海上輸送群が設置されている。隊員は、陸・海・空の各自衛隊の混成であり、常設統合部隊として防衛大臣の直轄部隊として、統合作戦司令部は統合作戦司令官の、それ以外は統合幕僚長の指揮下で運用される。また、共同の機関として自衛隊地方協力本部、自衛隊病院などが、防衛省の特別の機関として情報本部などが設置されている。

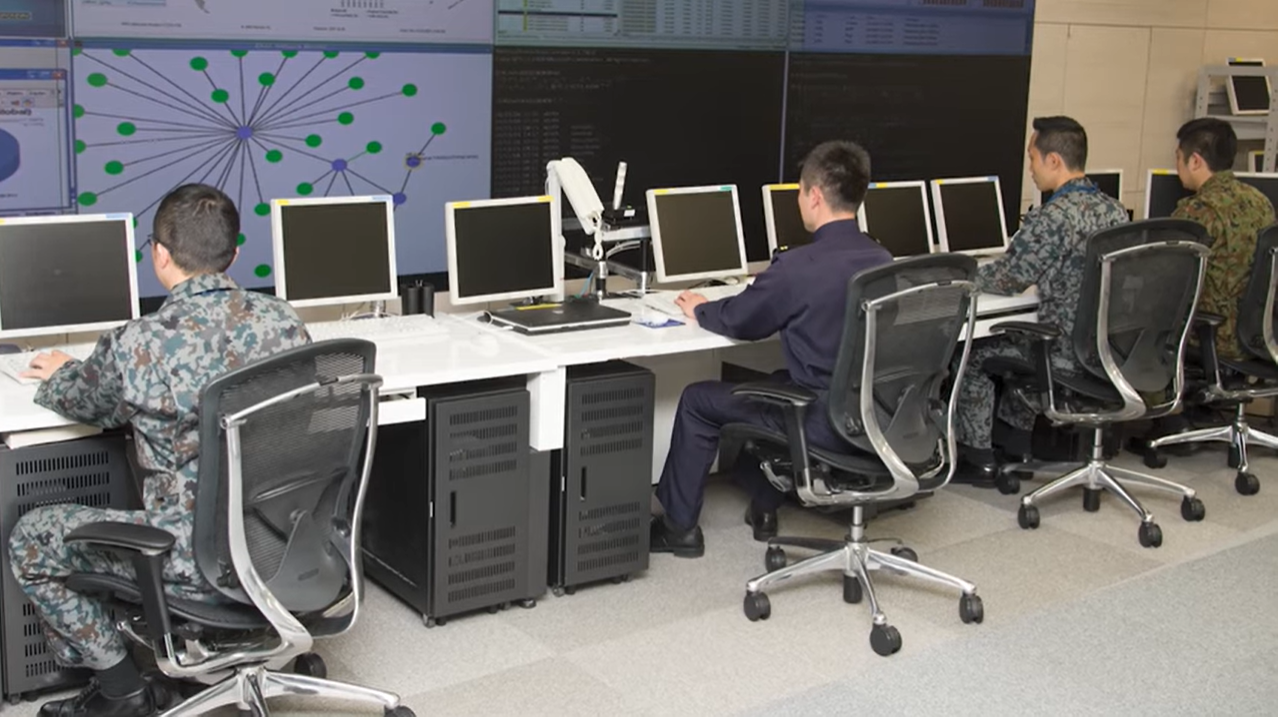
自衛隊サイバー防衛隊
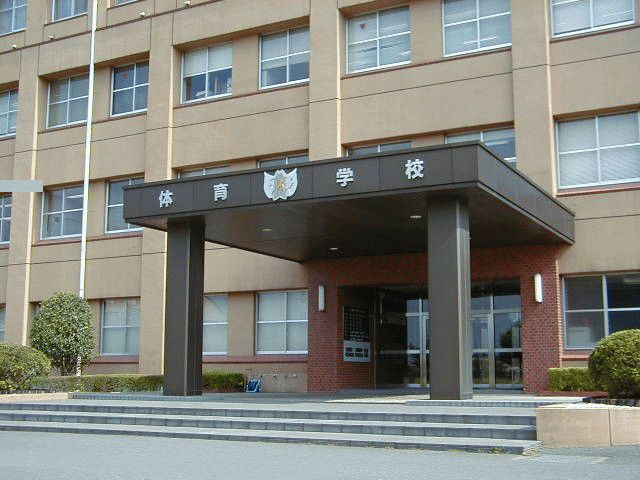
自衛隊体育学校
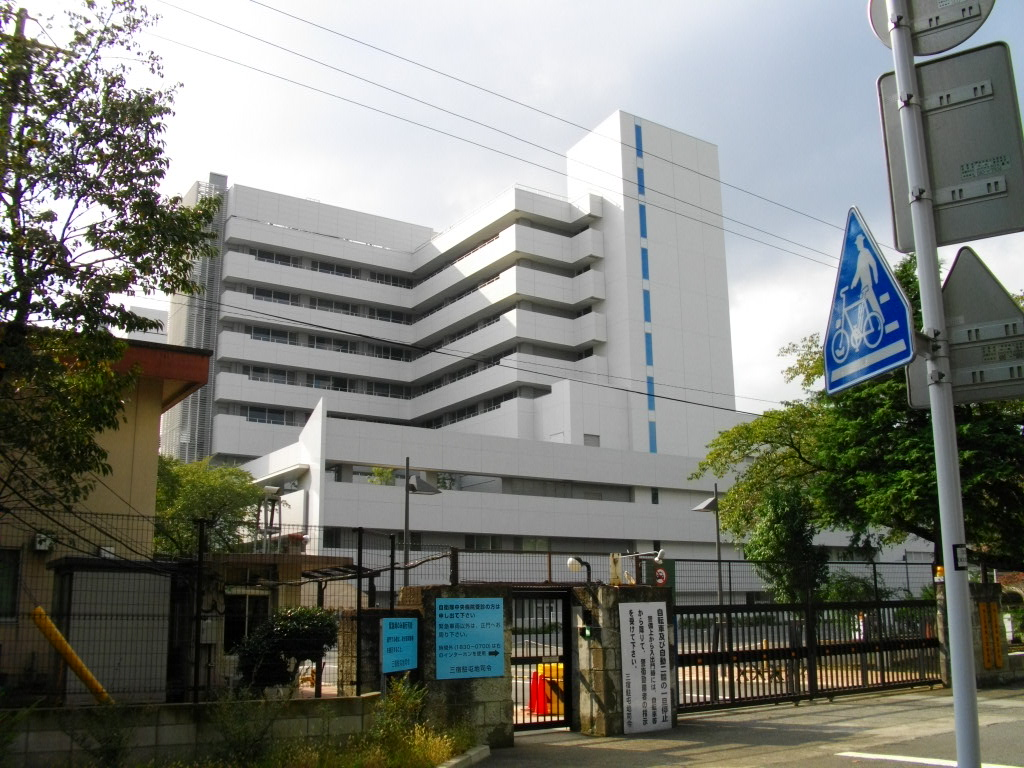
自衛隊中央病院

### 防衛省の施設等機関
幹部自衛官や医官などの教育等を行う防衛大学校、防衛医科大学校および防衛研究所が防衛省の施設等機関として設置されている。

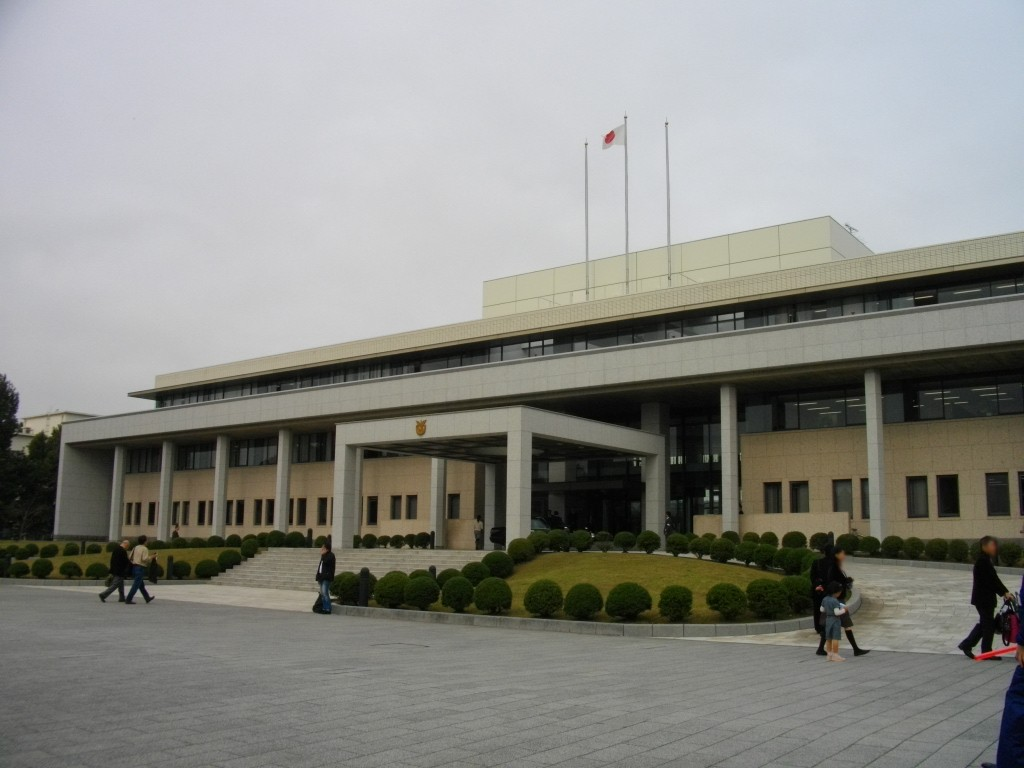
防衛大学校
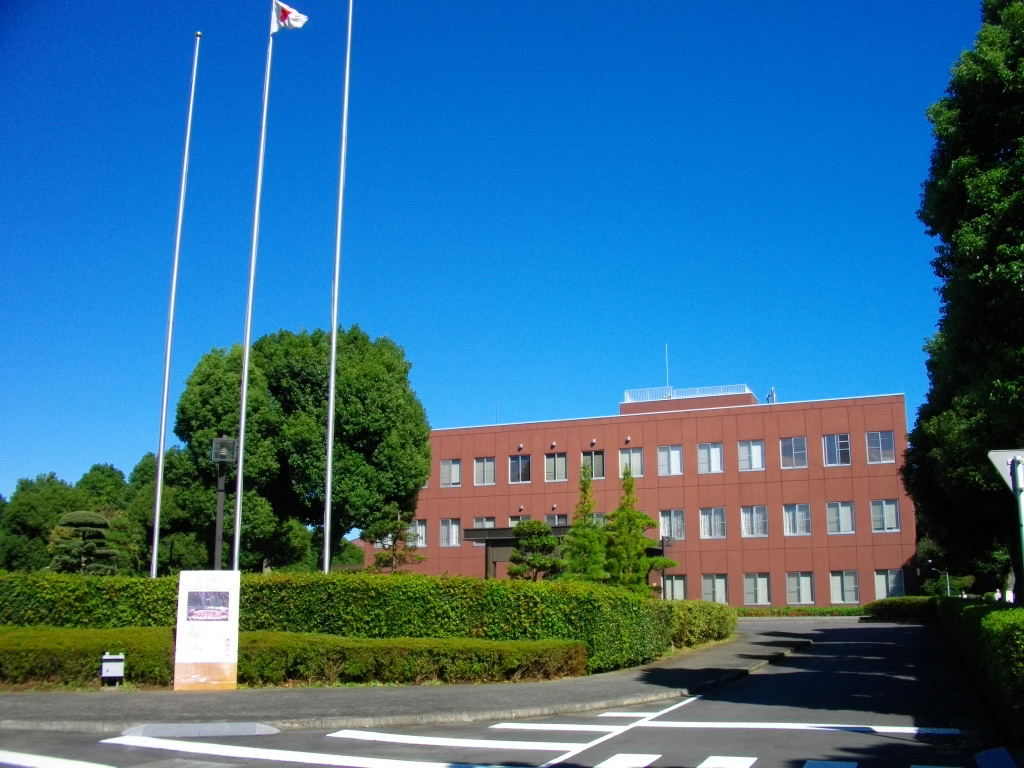
防衛医科大学校
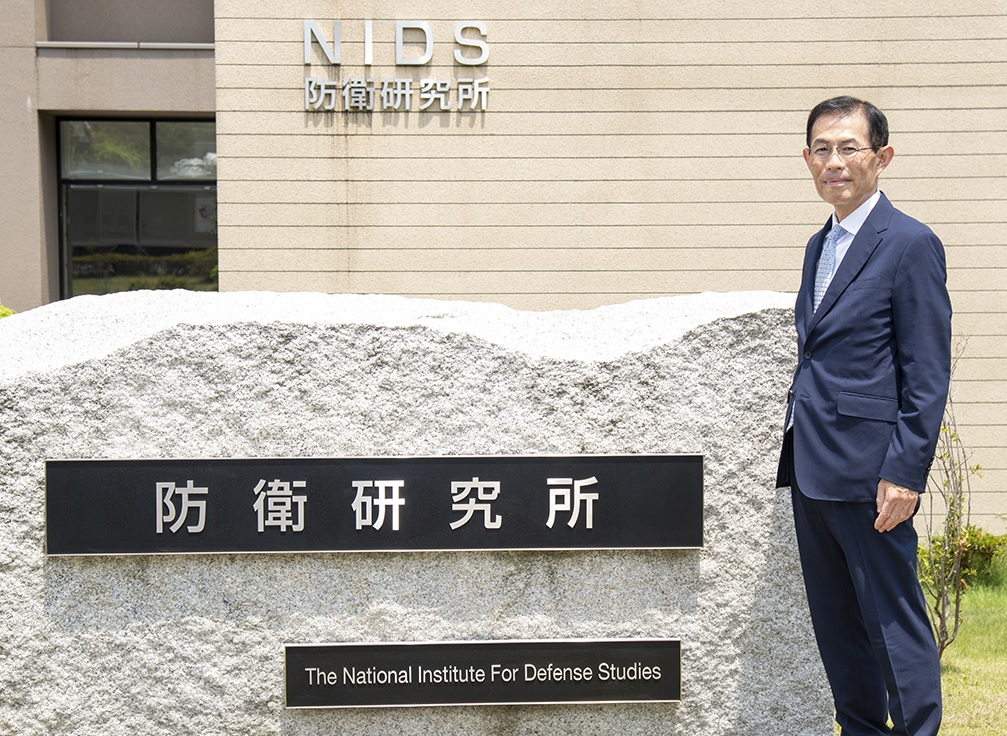
防衛研究所

## 活動
自衛隊法上、自衛隊は国の防衛を主たる任務とし、必要に応じ公共の秩序の維持にあたるものとされている。この主たる任務に該当する自衛隊の活動が「防衛出動」であり、公共の秩序維持に関する活動として「治安出動」「災害派遣」等が位置づけられている。その他、主たる任務の遂行に支障を生じない限度において、別に法律で定める任務を実施するものとされており、具体的には重要影響事態法やPKO協力法に基づく海外派遣がこれに該当する。

### 防衛出動
自衛隊の防衛出動は自衛隊法第76条によって定められており、他国からの武力攻撃が発生した事態又は武力攻撃が発生する明白な危険が切迫していると認められるに至った事態、及び、我が国と密接な関係にある他国に対する武力攻撃が発生し、これにより我が国の存立が脅かされ、国民の生命、自由及び幸福追求の権利が根底から覆される明白な危険がある事態に際して、内閣総理大臣が自衛隊の出動を命じるものである。出動にあたっては原則として事前の国会承認を要する。出動を命じられた部隊は、日本を防衛するため、必要な武力を行使することができる（自衛隊法第88条）。実際に武力の行使を行うか否かの判断は、自衛隊の最高指揮監督権を有する内閣総理大臣が行うものと解されている
。自衛隊創設以来、防衛出動が命じられたことは一度もない。

### 災害派遣
自衛隊の災害派遣は自衛隊法第83条によって定められており、自然災害・人為的災害を問わず災害時に各都道府県知事などの要請によって防衛大臣又はその指定する者（方面総監、自衛艦隊司令官など）が部隊に出動を命令し、救援活動を行う。災害に際し、要請を待ついとまがない緊急事態と考えられる場合（震度5弱以上など）は要請を待たないで情報収集や救助のため部隊を派遣することができる。災害派遣には大規模災害派遣、原子力災害派遣が含まれる。災害派遣は地震、台風による集中豪雨（大雨）、三宅島や大島の火山噴火の際に実施されているほか、地下鉄サリン事件や日本航空123便墜落事故など消防のみでは対処が困難な事件・事故の際にも実施された。また、離島からの急患輸送や遭難者の捜索も災害派遣扱いとなる。
上記と異なる類型の災害派遣として、「近傍災害派遣」がある。近傍災害派遣は自衛隊法第83条第3項に定められており、防衛省施設の近傍において火災その他の災害が発生した場合、部隊長が必要に応じて部隊の派遣を行うことができる。
災害派遣の件数は毎年約800回前後で、2004年（平成16年）度では急患輸送が年616回、次いで消火支援が102回（うち近傍災害派遣が92件）で、その他すべてをあわせ自衛隊全体で884回出動している。1995年（平成7年）の阪神・淡路大震災においてはのべ約225万人が派遣され、2011年（平成23年）の東日本大震災では、3月19日 から同年5月10日 まで、50日間連続して10万人/日を超える規模の派遣を行うなどの災害派遣が行われた。

### 領空侵犯対応

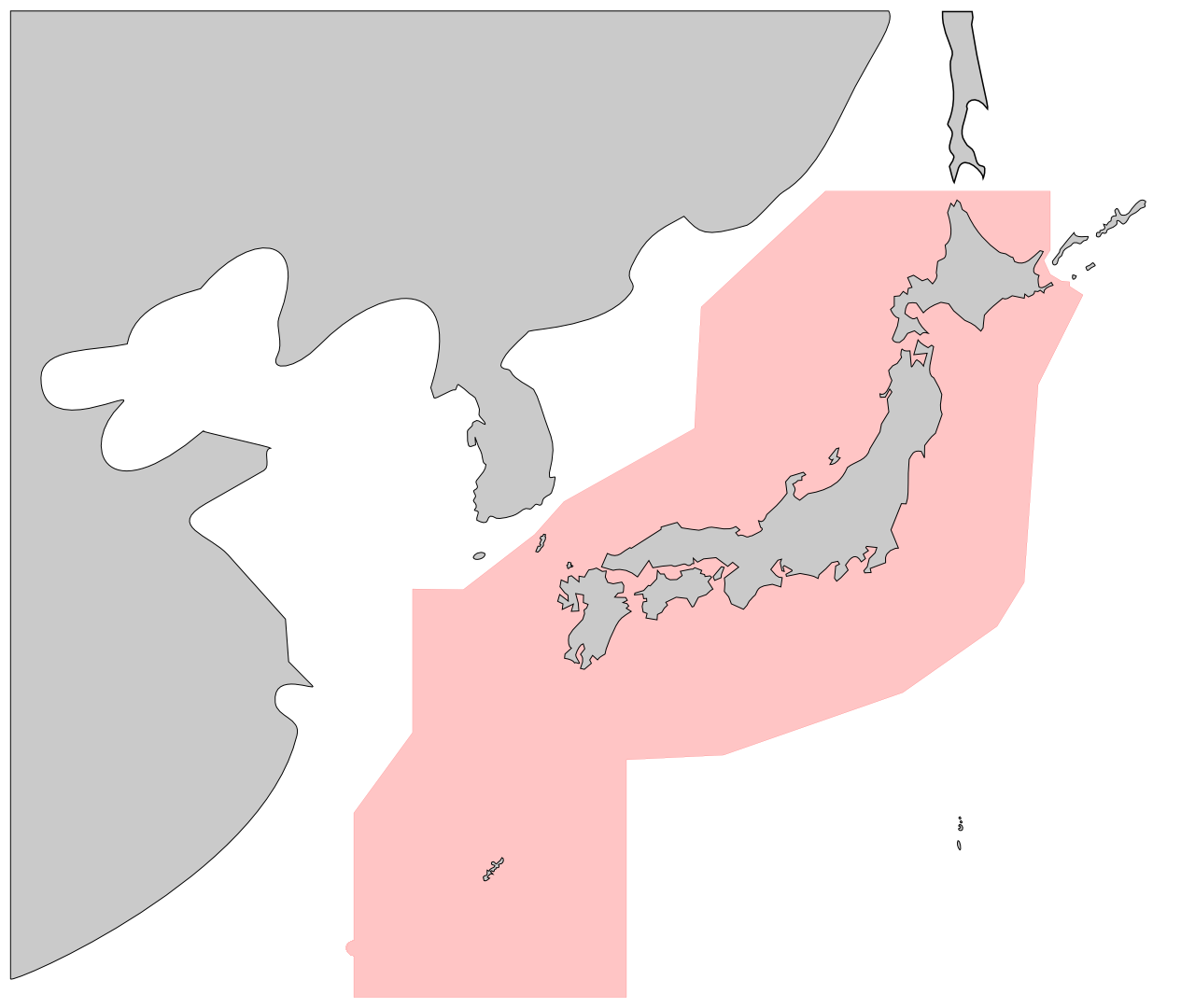
日本の防空識別圏

領空侵犯に関しては、自衛隊法第84条により防衛大臣は他国の航空機が国際法などに違反して日本の領空に侵入した場合、もしくは領空侵犯の畏れがある場合にこれを阻止する措置を行うことができる。領空侵犯に対する措置としては、領空侵犯機を日本の空港に着陸させるか、日本の領空から退去させるために必要な無線による警告、誘導、武器による警告などの措置をとることができる。
スクランブルは冷戦期には最高で年1,000回近く行なわれていたが、冷戦後は比較的少なくなり、おおよそ年100回 - 200回程度となったものの、21世紀になると中国機に対するスクランブルが増加した。飛行機は高速で移動するので、単純に領空侵犯が行なわれた時点でスクランブル発進するのではなく、防空識別圏（ADIZ：Air Defense Identification Zone）に入り、領空侵犯する恐れがあると判断された時点で発進し、実際に領空侵犯が起きるのは年数回程度となる。2024年現在、領空侵犯機に対して警告射撃を行なったのは1987年に起きた沖縄本島上空におけるソ連機侵犯事案と2024年の礼文島領空におけるロシア軍機侵犯事案（フレアの使用による警告）の2回である。スクランブルは、領空侵犯の恐れのある機に対する発進のほか、ハイジャックなど非常事態が起こった民間機の護衛、誘導などにも行われる。

### 海上における警備行動
海上警備行動は自衛隊法第82条に定められており、海上における人命、財産、治安の維持のため特別の必要がある場合、防衛大臣が自衛隊に必要な行動をとるよう命じ、内閣総理大臣の承認を受ける。

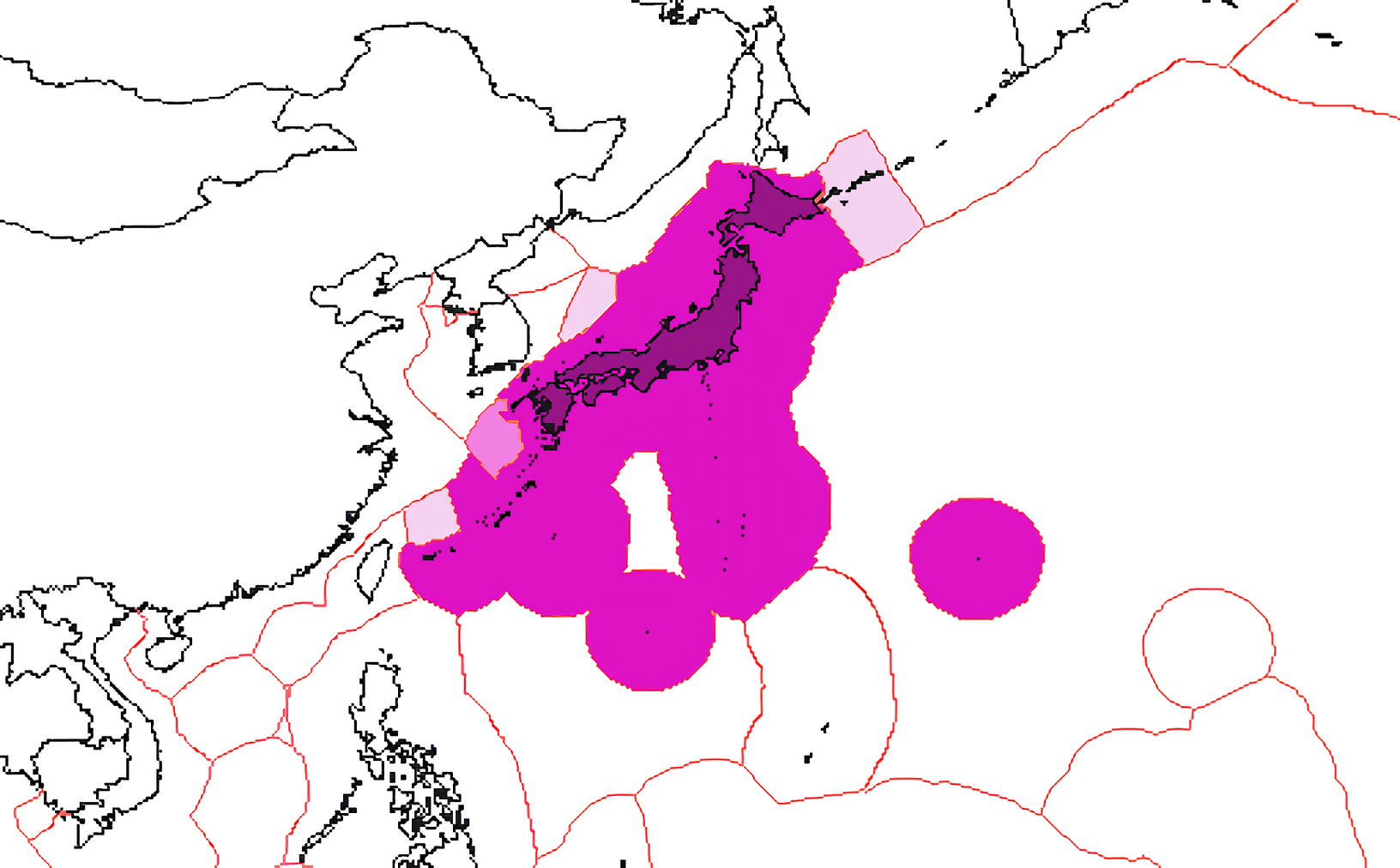
日本の排他的経済水域
日本単独のEEZ
韓国との共同開発区域
周辺国との係争区域

海上警備行動は1999年（平成11年）3月23日から24日にかけて不審船（北朝鮮の工作船）が日本の領海内に侵入した事件（能登半島沖不審船事件）の際初めて発動され、この命令に基づき威嚇として護衛艦が計25回の射撃、対潜哨戒機P-3Cが計12発の対潜爆弾投下を実施した。また2004年（平成16年）11月10日に沖縄県先島諸島周辺で中国海軍の潜水艦が潜航状態で領海侵犯した事件（漢級原子力潜水艦領海侵犯事件）の際にも発動され、哨戒機P-3C、対潜ヘリSH-60J、護衛艦「ゆうだち」「くらま」による追跡が行われた。
1996年（平成8年）、国連海洋法条約の批准に際し、同年12月、自衛隊の部隊が同条約の定めるところにより、日本の領海及び内水で潜没航行する潜水艦に対して浮上・掲旗要求、退去要求を行うにあたり、あらかじめ閣議においてその基本方針と手順を決定しておき、個々の事案発生時に、改めて個別の閣議決定を経ることなく、内閣総理大臣の判断により、自衛隊の部隊が迅速に対処し得る旨の閣議決定（「我が国の領海及び内水で潜没航行する外国潜水艦への対処について」）がなされた。2004年（平成16年）11月10日早朝、国籍不明の潜水艦が先島群島周辺海域の日本の領海内を南から北方向へ向け潜没航行しているのを海自哨戒機（P-3C）が確認したことから、所要の措置を講ずるために、同日、上記閣議決定を踏まえ、1999年（平成11年）の能登半島沖不審船事案以来2度目となる海上警備行動が発令された。

### 弾道ミサイル等の破壊措置

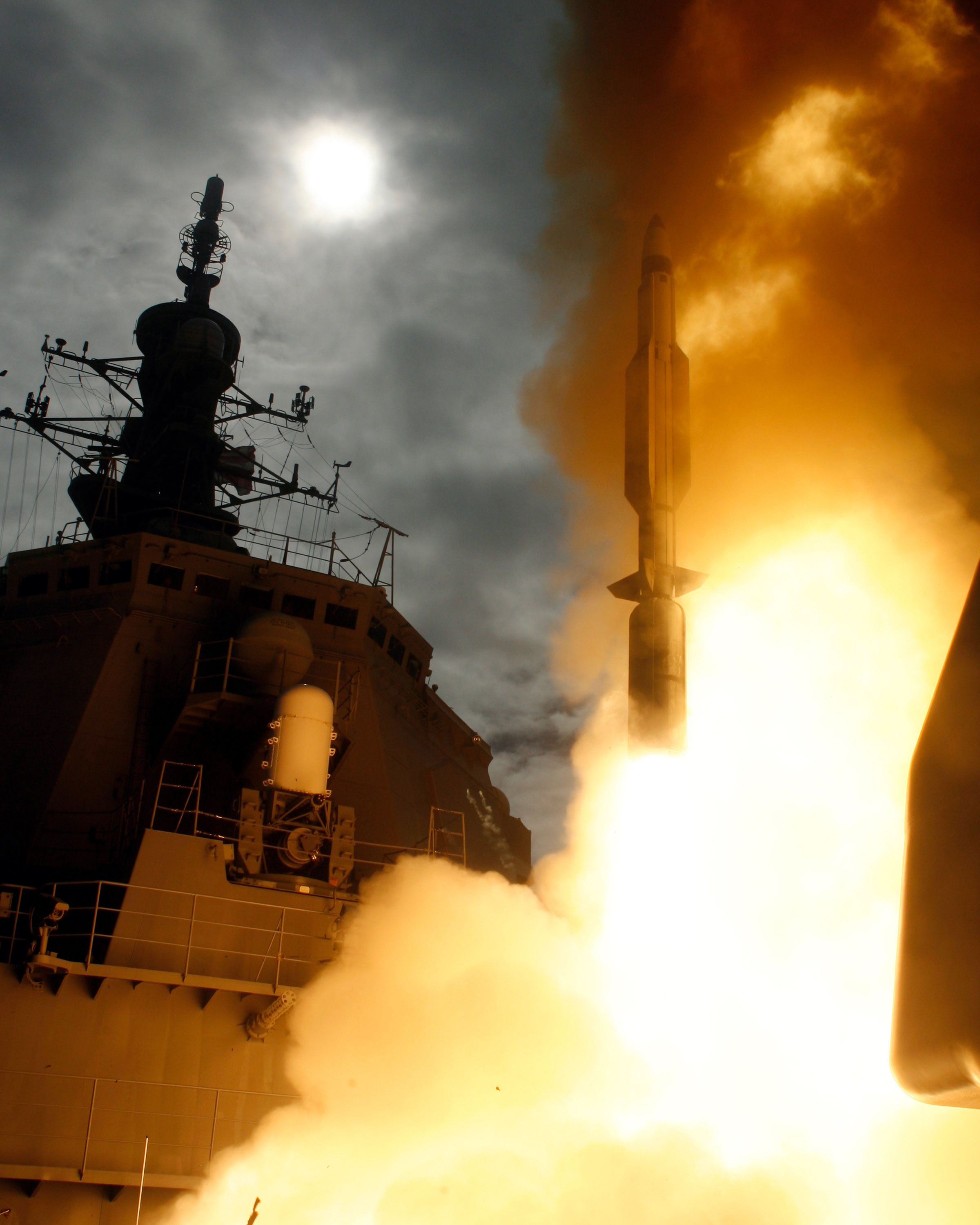
2007年（平成19年）12月17日
護衛艦「こんごう」からのRIM-161（SM-3）の発射

弾道ミサイル防衛（BMD）に関する行動類型としては、自衛隊法第82条の3に「弾道ミサイル等の破壊措置」が定められている。この条項は2003年（平成15年）に弾道ミサイル防衛システム導入が決定されたことを受け、2005年（平成17年）の法改正で整備された。
弾道ミサイル等の落下により人命または財産に対して重大な被害が生じると認められる事態に対して適用される条項で、内閣総理大臣の承認を得て防衛大臣が部隊に必要な措置をとることを命ずる。内閣総理大臣の承認を受ける暇がない緊急の場合にはあらかじめ作成された緊急対処要領に従って部隊に出動を命ずる。同条による措置がとられた場合、内閣総理大臣はその結果を国会に報告する必要がある。
各自衛隊は弾道ミサイル防衛に関する装備の整備を進めており、弾道ミサイルの探知手段としてイージス艦の改修と新型地上配備型レーダーの配備と既存レーダーの改修が行われる。また迎撃ミサイルとしてSM-3（スタンダードミサイル3型）とPAC-3（パトリオット）の配備を決定している。
2009年（平成21年）3月27日、政府は安全保障会議を開き北朝鮮が「人工衛星」打ち上げ名目で発射した長距離弾道ミサイルが日本の領土・領海に落下する事態に備え、ミサイル防衛（MD）システムで迎撃する方針を決めた。これを受け、浜田靖一防衛相が自衛隊法82条2の第3項に基づき「破壊措置命令」を自衛隊に発令した。

### 治安出動
自衛隊の治安出動は自衛隊法第78条および第81条によって定められており、第78条では命令による治安維持を定めている。内乱や騒擾状態など何らかの理由により一般の警察力のみでの治安維持が不可能となった場合に内閣総理大臣の命令により出動する。国会の承認は命令出動後20日以内に付議される。
第81条では都道府県知事からの要請を受けた場合の治安維持を定めており、国会の承認は必要なく内閣総理大臣の命令によって出動を行う。基本的に治安維持活動の場合警察官職務執行法を準用する。この治安出動は、1960年（昭和35年）代の安保闘争の際に発動が検討されたが、実際には出動しなかった。これまでに治安出動が命じられたことはない。

### 国民保護等派遣
2004年（平成16年）に制定された国民保護法並びに自衛隊法の一部を改正する法律により、改正されたいわゆる改正自衛隊法第75条には、自衛隊の新たな行動類型として国民保護等派遣が加わることとなった。
武力攻撃やテロなどが発生した際、都道府県知事の要請に基づき、防衛大臣の命で国民の保護のための措置をとることができるとされた。国民保護派遣ではなく、国民保護「等」派遣として規定されているのは、国民保護法が想定する事態として武力攻撃のみならず、テロに際しても武力攻撃事態に準じた措置がとれるように柔軟な表現を採ったため。
この国民保護等派遣において自衛隊が果たす役割としては、武力攻撃事態等又は緊急対処事態において、避難住民の誘導、集合場所での人員整理、避難状況の把握などの他、避難住民への食料品および飲料水の供給、物資の供給、医療活動、捜索及び救出などの活動が主に期待されている。その他にも、武力攻撃災害などへの対処、被災状況の把握や人命救助活動、消防および水防活動、NBC汚染対処などが想定され、また、武力攻撃災害などの応急の復旧において危険な瓦礫の除去、施設などの応急復旧、汚染の除去なども想定されている。
改正自衛隊法では、第75条において即応予備自衛官、予備自衛官の国民保護等派遣が可能となる。
国民保護等派遣における自衛隊の権限は、「警察官などがその場にいない場合に限り、警察官職務執行法の避難等の措置、犯罪の予防及び制止、立入、武器の使用の権限を行使する警察官相当の権限を行使することができる」他、「市町村長などがその場にいない場合に限り、自衛官は退避の指示、応急公用負担、警戒区域の設定、住民などに対する協力要請などの権限を行使することができる」とされている。
なお、国民保護等派遣が命ぜられた場合のほか、防衛出動又は治安出動が命ぜられた場合、必要があれば自衛隊は国民の保護のための措置をとることができる。

### 海外派遣

#### 部隊派遣

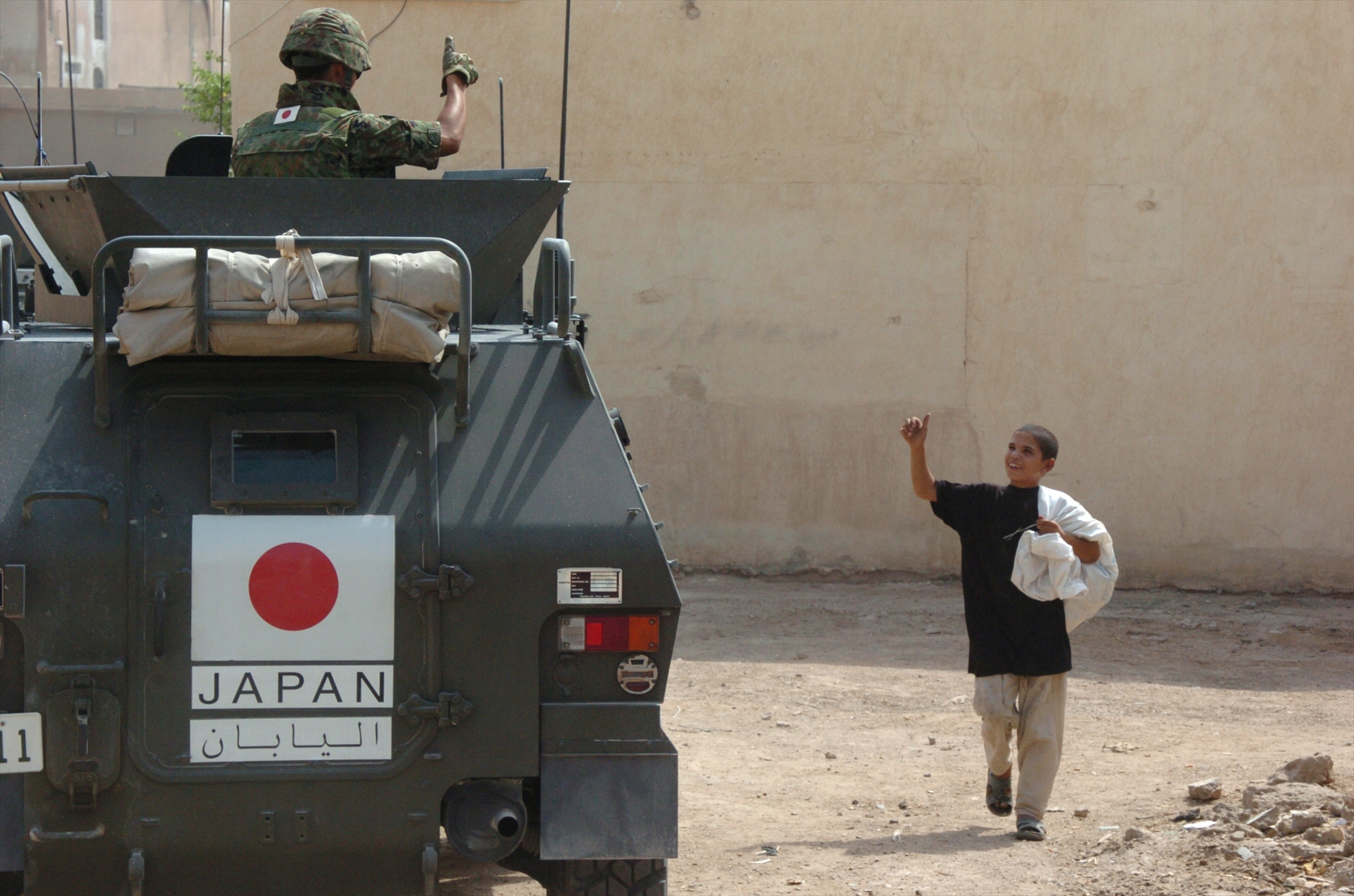
2013年（平成25年）4月9日
挨拶を交わす笑顔のイラク少年と戦争後の復興支援をする軽装甲機動車の隊員

1980年（昭和55年）代までは、専守防衛論議とのからみで、部隊の海外派遣は行われなかった。冷戦終結に伴う、国際政治環境の変化を受けて、湾岸戦争後の1991年（平成3年）のペルシャ湾への掃海艇派遣（自衛隊ペルシャ湾派遣）を皮切りに、それ以降PKO協力法に基づくカンボジアや東ティモールなどへのPKO業務、国際緊急援助隊業務を行っている。

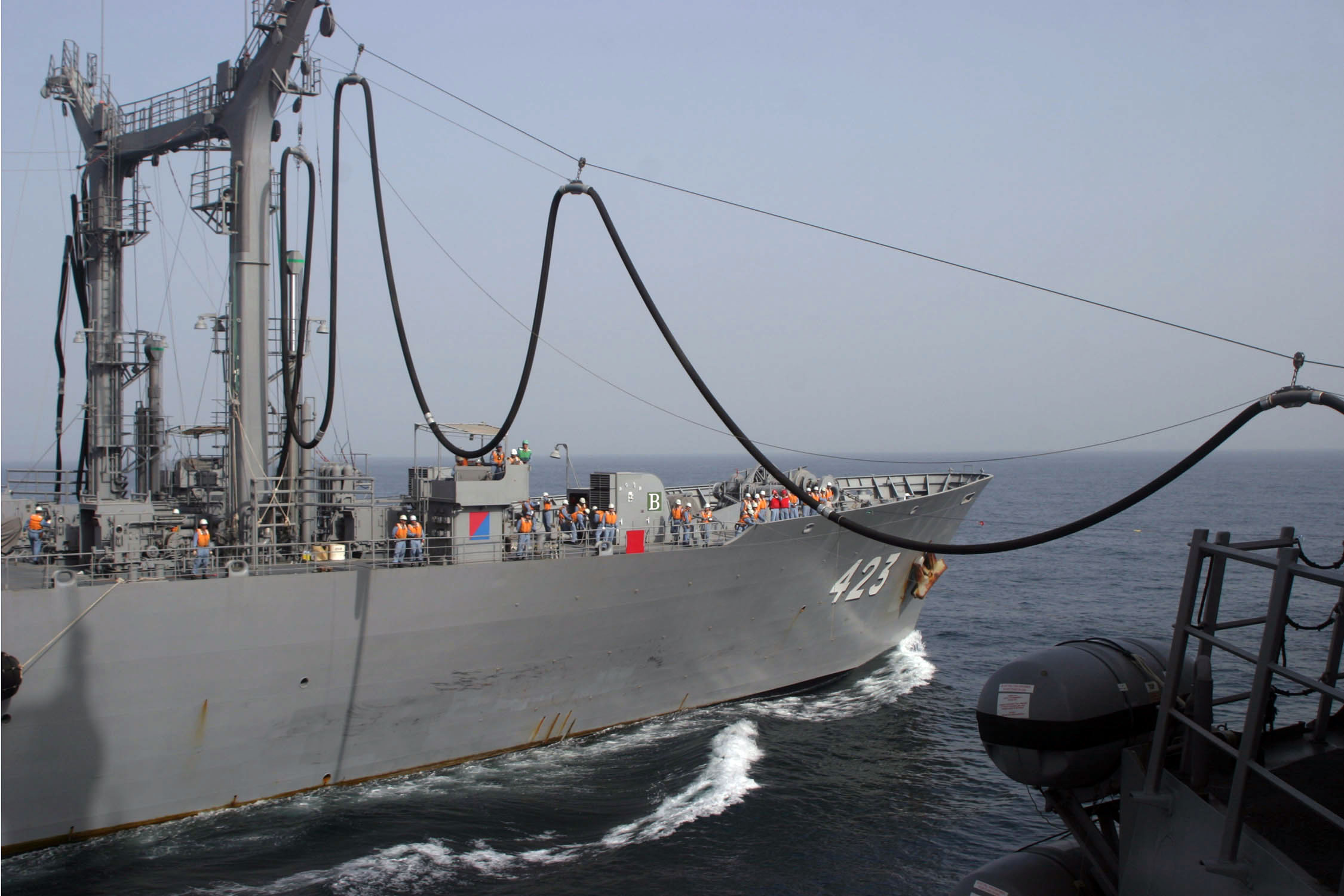
2006年（平成18年）3月15日
インド洋派遣で、アメリカ海軍のミサイル駆逐艦「ディケーター」へ燃料補給を行う海上自衛隊の補給艦「ときわ」

その他に、自衛隊はアメリカ同時多発テロ事件を受けテロ対策特別措置法によりインド洋周辺にて補給艦による他国の艦船への燃料や物資の補給や輸送機による物資の輸送を行なっている。インド洋に派遣する船舶は補給艦2隻および護衛艦3隻以内と定められている。また輸送機においては輸送を行う航空自衛隊の部隊の自衛官の数に相応する数量の拳銃等の所持が認められている。また、イラク戦争後のイラク復興援助のために、イラク復興支援特別措置法に基づき、陸上自衛隊や航空自衛隊の部隊によるイラク派遣を行っていた。

#### 能力構築支援
2012年（平成24年）度から東ティモールやカンボジアで、非伝統的安全保障分野における派遣を開始した。今後、東南アジアを中心に自衛官等を派遣する。自衛隊は、2010年（平成22年）の防衛計画の大綱で、海賊への対処や、地雷・不発弾処理、災害対応などの能力構築支援（キャパシティ・ビルディング）の推進を表明しており、インドネシア、ベトナム、モンゴルでも実施している。

### 不発弾処理

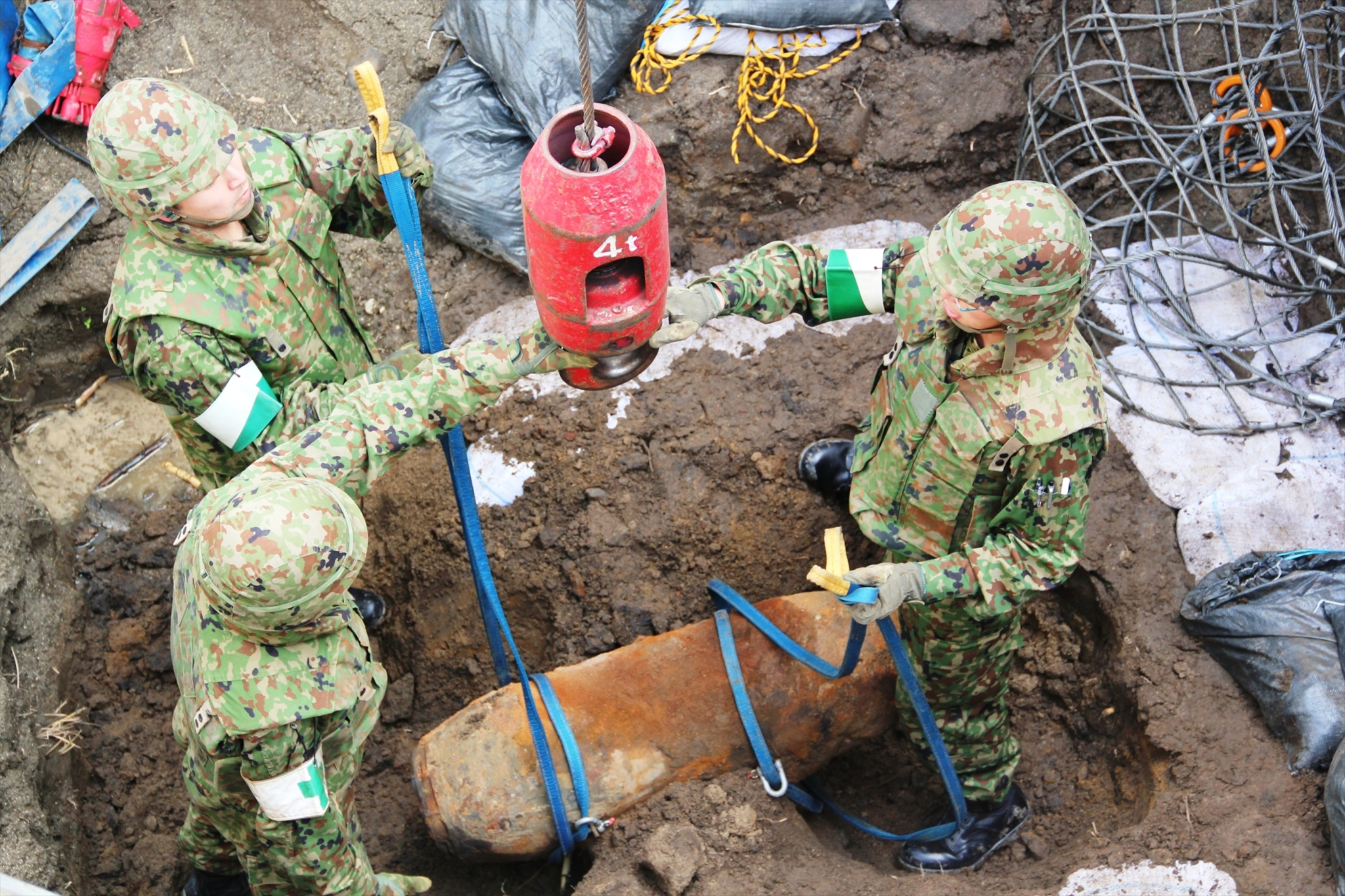
不発弾処理を行う陸上自衛隊（2012年11月、仙台空港）

不発弾処理に関しては自衛隊法附則第4項に記載されている。令和4年度は全国で1,372件/41.9tの処理を行っている。中でも沖縄は沖縄戦の影響から処理件数が多く令和4年度で467件（34％）/13.1t（31％）、沖縄返還以降の昭和47年度から令和6年9月の期間で40,018件/1,884tの処理を行なっている。

### 広報活動

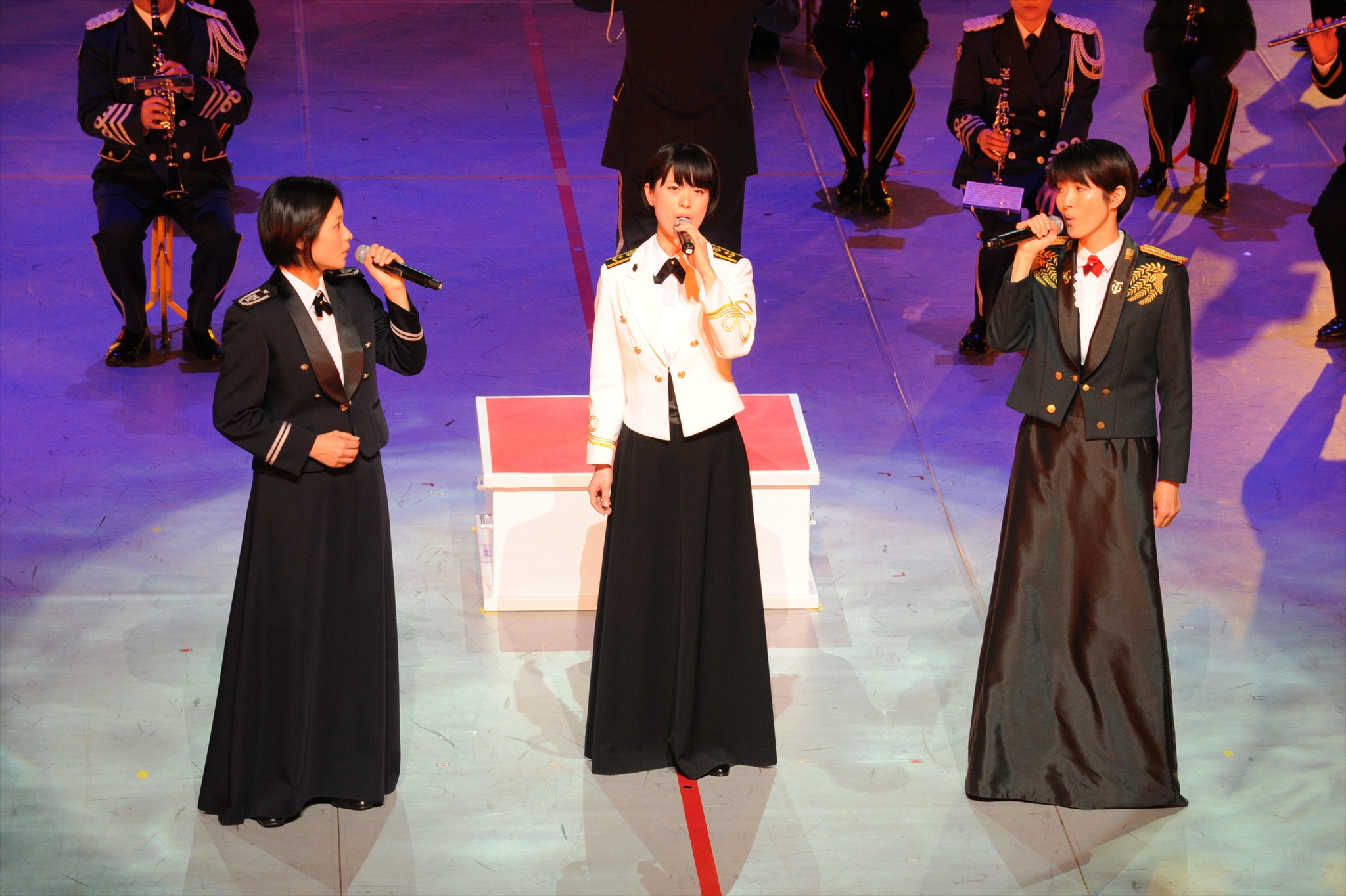
自衛隊音楽祭での広報活動

陸上自衛隊広報センター、海上自衛隊佐世保史料館、海上自衛隊呉史料館、鹿屋航空基地史料館、浜松広報館など、各地に広報用、観光用の施設を設けており、各自衛隊の装備品や、日本軍の兵器が展示され、また歴史や活動の広報が行われている。
他、自衛隊地方協力本部や各基地、駐屯地などは、地方局のラジオなどでレギュラー番組を持っており、毎週、自衛隊の情報を発信している。これらの番組は自衛官が出演しており、好評を得て全国放送される番組もある。

### その他の活動
外交活動
いくつかの国の在外公館には、軍事に関する情報収集を担当する防衛駐在官を派遣している。一佐もしくは将補が派遣され、軍人と外交官の身分を併せ持ち、軍事分野における各国の交流の促進と、軍事情報の合法的な収集を実施する。彼らが得た情報は、外務省と防衛省が共有し、活用する。
特殊な事件への協力
警察や消防、民間の医療機関では対処が難しい事件の協力。地下鉄サリン事件や福島第一原子力発電所事故での物質特定、除染作業、患者の治療などが挙げられる。また、警察や消防に対して、対テロ訓練の教育・指導をしている。
救助活動
登山客が山で遭難したり、海水浴客や漁民が海で遭難した時、消防や警察、海上保安庁と共に出動して救助活動に加わることがある。
急患輸送
離島や山間部、海上の船舶などで急患が発生し、病院への輸送手段がない場合、自衛隊が患者を輸送することがある。
皇族、政治家など要人の輸送
政府専用機の運用。詳細は日本国政府専用機及び特別航空輸送隊を参照。
イベントの支援
さっぽろ雪まつりでの雪像製作やオリンピック、国民体育大会などの協力。オリンピック支援集団など参照。大規模なイベント以外でも、各地の祭りなどに積極的に協力しており、音楽隊や、隊員のパレードなどでイベントを盛り上げる。
学術分野への協力
砕氷艦（南極観測船）「しらせ」の運用や、南極地域への隊員の派遣など、南極観測への協力。
土木工事の受託
陸上自衛隊の施設科などを中心に、土木工事等の受託を行う。
スポーツへの協力
開幕式での国歌君が代演奏 や、戦闘機を使っての展示飛行 などのイベントを実施する。また、自衛隊独自にチームを結成し、社会人リーグや各地の試合に出場するなどの活動を行なっている。
自衛隊体育学校では、「特別体育課程」があり、隊員の中でも特に資質に優れた者を選んでオリンピック選手要員として養成している。円谷幸吉などを始め、自衛官のメダリストも多数輩出している。
また、日本では銃規制が厳しく、特に拳銃は民間人が所持するのはほぼ不可能なので、拳銃による射撃が含まれる競技の選手は、ほとんどが自衛官か警察官である。また、陸上自衛隊朝霞駐屯地のように、射撃競技の試合会場として駐屯地内の射撃場を貸し出す場合もある。
メディアへの協力
映画やゲーム、アニメなどで協賛することがある。特に、作中で戦車や軍艦、戦闘機などが登場する場合、これら兵器の動いているシーンを撮影したり、動作音を録音するためには自衛隊の協力が不可欠な場合が多い。単に撮影に協力する以外にも、作中の軍事的知識のアドバイスを行う場合もある。

## 階級および旗章
陸上自衛隊・海上自衛隊・航空自衛隊の自衛官の階級は、自衛隊法に基づき、それぞれ陸将・海将・空将を最高位とし、それぞれ16階級が定められている。階級呼称も陸海空それぞれが完全に対応しており、将の階級を除いて略称が同じになる（将補・1佐・2佐など）。3尉以上を幹部自衛官とし、そのうち将・将補が高級幹部、1佐・2佐が上級幹部、3佐・1尉が中級幹部、2尉・3尉が初級幹部。その下に准尉があり、さらに下士官・兵に相当する曹・士の階級が設けられている。各自衛隊ではこれら階級に応じて階級章が定められている。
| 区分         | 区分         | 区分         | 陸上自衛隊                                                        | 海上自衛隊                                                        | 航空自衛隊                                                        |
| ------------ | ------------ | ------------ | ----------------------------------------------------------------- | ----------------------------------------------------------------- | ----------------------------------------------------------------- |
| 幹部         | 将官         | 将           | 統合幕僚長たる陸将 統合作戦司令官たる陸将 陸上幕僚長たる陸将 陸将 | 統合幕僚長たる海将 統合作戦司令官たる海将 海上幕僚長たる海将 海将 | 統合幕僚長たる空将 統合作戦司令官たる空将 航空幕僚長たる空将 空将 |
| 幹部         | 将官         | 将補         | 陸将補                                                            | 海将補                                                            | 空将補                                                            |
| 幹部         | 佐官         | 一佐         | 一等陸佐                                                          | 一等海佐                                                          | 一等空佐                                                          |
| 幹部         | 佐官         | 二佐         | 二等陸佐                                                          | 二等海佐                                                          | 二等空佐                                                          |
| 幹部         | 佐官         | 三佐         | 三等陸佐                                                          | 三等海佐                                                          | 三等空佐                                                          |
| 幹部         | 尉官         | 一尉         | 一等陸尉                                                          | 一等海尉                                                          | 一等空尉                                                          |
| 幹部         | 尉官         | 二尉         | 二等陸尉                                                          | 二等海尉                                                          | 二等空尉                                                          |
| 幹部         | 尉官         | 三尉         | 三等陸尉                                                          | 三等海尉                                                          | 三等空尉                                                          |
| 准尉         | 准尉         | 准尉         | 准陸尉                                                            | 准海尉                                                            | 准空尉                                                            |
| 曹士         | 曹           | 曹長         | 陸曹長                                                            | 海曹長                                                            | 空曹長                                                            |
| 曹士         | 曹           | 一曹         | 一等陸曹                                                          | 一等海曹                                                          | 一等空曹                                                          |
| 曹士         | 曹           | 二曹         | 二等陸曹                                                          | 二等海曹                                                          | 二等空曹                                                          |
| 曹士         | 曹           | 三曹         | 三等陸曹                                                          | 三等海曹                                                          | 三等空曹                                                          |
| 曹士         | 士           | 士長         | 陸士長                                                            | 海士長                                                            | 空士長                                                            |
| 曹士         | 士           | 一士         | 一等陸士                                                          | 一等海士                                                          | 一等空士                                                          |
| 曹士         | 士           | 二士         | 二等陸士                                                          | 二等海士                                                          | 二等空士                                                          |
| 自衛官候補生 | 自衛官候補生 | 自衛官候補生 | 自衛官候補生                                                      | 自衛官候補生                                                      | 自衛官候補生                                                      |

### 将官
将官は将と将補の二つが設けられている。将（陸将・海将・空将）の中でも統合幕僚長たる将、陸上幕僚長、海上幕僚長又は航空幕僚長たる将並びに統合作戦司令官たる将は、法令上は他の将と同一であるが事実上別個の階級とされ、大将に相当する扱いがなされており、四つ桜の階級章や階級名の大将の英訳が適用される等、他の将と異なっている。なお、統合幕僚長就任者は左胸（ポケット）にその身分を示す統合幕僚長章を着用する。また、将補は公務員指定職の適用を受ける「将補（一）」とそれ以外の「将補（二）」の二段階に分けられている。なお、自衛隊には1スターランクに相当する階級は無いが、外国軍隊の将官の人事バランスに対応した措置が採られている。

### 佐官・尉官
佐官・尉官は合わせて六段階に分けられている。定年も異なり、1佐は58歳、2佐・3佐は57歳、尉官は56歳である。また、俸給表からは1佐は「一佐（一）」「一佐（二）」「一佐（三）」の3段階に細分化されている。非公式な俗称ではこれを「1等1佐」「3等1佐」または「1佐の一」「1佐の三」（それぞれ俸給表の1等陸海空佐（一）、1等陸海空佐（三）にあたる）などと呼ぶことがある。

#### 1佐（一）
陸上自衛隊においては1佐（一）職にある自衛官が乗車する車両には紅色や白色に赤枠を設けて他と区別した台座に帽章1個（桜花一つの車両標識）が掲げられ、将官に準じて扱われる例がある。1佐で着任した副師団長や将補職の部隊長、団から隊へ縮小改変予定の団長、副旅団長、師団幕僚長、その他1佐職（一）がこれに該当し、これらは諸外国軍の准将相当とされる。海上自衛隊には護衛隊群司令や航空群司令等、本来は将補の役職に就く1佐（一）を代将と位置づけ、司令部乗艦の自衛艦のメインマストに白地に赤色桜花1つの代将旗の掲揚や、使用公用車両を通常の陸運局ナンバーの黒塗り乗用車（通常1佐までは自衛隊ナンバーのライトバン）とし、車両標識も紺色プレートに銀色桜花1つを掲示する等、将補並の待遇をする。自衛隊内では代将が呼称として使われることは無いが、諸外国軍からはコモドー（代将）の呼称を受ける。

### 旗章
自衛隊では指揮する指揮官の階級ないし部隊指揮官の旗が制定されている。幕僚長旗や指揮官旗の場合、桜花が概ね相当階級を示しており、桜花4つが幕僚長たる将・統合作戦司令官たる将を、桜花3つが将を、桜花2つが将補クラスを、そして海上自衛隊では、桜花1つが代将たる一等海佐を、それぞれ表している。
| 共通の旗            | 共通の旗     | 共通の旗                    | 共通の旗            | 共通の旗     | 共通の旗         | 共通の旗                |
| 内閣総理大臣旗      | 防衛大臣旗   | 防衛副大臣旗                | 防衛大臣政務官旗    | 統合幕僚長旗 | 統合作戦司令官旗 | 指揮官旗 （共同の部隊） |
| ------------------- | ------------ | --------------------------- | ------------------- | ------------ | ---------------- | ----------------------- |
|                     |              |                             |                     |              |                  |                         |
| 陸上自衛隊の旗      |              |                             |                     |              |                  |                         |
| 自衛隊旗 （連隊旗） | 陸上幕僚長旗 | 陸上総隊司令官旗 方面総監旗 | 師団長旗            | 旅団長旗     | 団長旗           |                         |
|                     |              |                             |                     |              |                  |                         |
| 海上自衛隊の旗      |              |                             |                     |              |                  |                         |
| 自衛艦旗            | 海上幕僚長旗 | 海将旗                      | 海将補旗            | 代将旗       |                  |                         |
|                     |              |                             |                     |              |                  |                         |
| 航空自衛隊の旗      |              |                             |                     |              |                  |                         |
| 航空自衛隊旗        | 航空幕僚長旗 | 指揮官旗 （空将）           | 指揮官旗 （空将補） |              |                  |                         |
|                     |              |                             |                     |              |                  |                         |

## 各国軍隊との関係
他国の軍隊との防衛交流を図り、防衛省高官の訪問、世界各国国防省高官の招待などを繰り返している。また、自衛官と外交官の身分を併有し、駐在武官に相当する防衛駐在官を関係の深い主要国に派遣している。海上自衛隊の初任幹部を乗せた練習艦隊の派遣もこれに貢献している。

### 同盟国

#### アメリカ合衆国

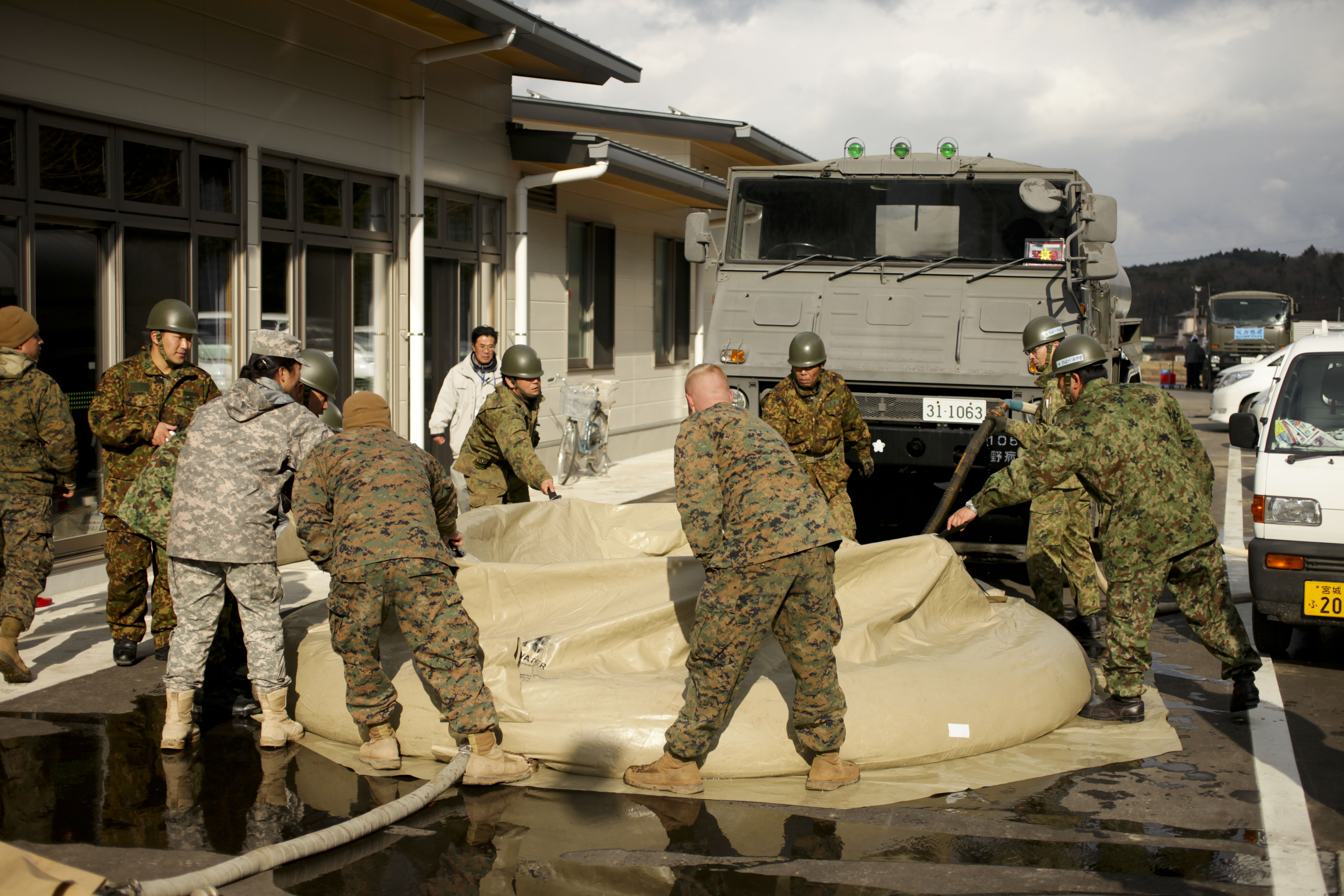
2011年（平成23年）3月26日
東日本大震災（東北地方太平洋沖地震）における自衛隊の災害派遣活動と在日米軍のトモダチ作戦における陸上自衛隊とアメリカ陸軍・アメリカの協力。

1997年（平成9年）日米両政府により締結された「SACO合意」（Special Action Committee on Okinawa、沖縄に関する特別行動委員会）により、日本の国防については日本が主に対処し、米軍は補助であるという原則が、文書の上で確認された。連携を保つための共同演習では、戦闘のほか「日米防衛協力の指針（ガイドライン）」に基づく非戦闘員の救出・輸送訓練など、多様な形態の演習を定期的に実施している。在日米軍の全兵力は、約5万人である。
在日米軍は条約に従い日本の領土内に駐留する唯一の外国の軍隊であるが、日米地位協定の第二条第四項（b）に基づき、日米合同委員会での合意のもと在日米軍が自衛隊基地を利用することが広く行われている。またエリア567のように、自衛隊の訓練空域を米軍が使う例もある。

### 協力国

#### オーストラリア
日本とオーストラリアは、双方ともアメリカ合衆国と極めて緊密な軍事関係を構築しており、その関係から防衛首脳の会談も他国と比べて頻繁に行われている。自衛隊がイラクに派遣されたときには、サマーワでオーストラリア軍と共に復興活動に従事した。
オーストラリア軍の全兵力は、約9万人である。
2003年（平成15年）9月、日本国防衛庁とオーストラリア国防省との間の防衛交流の発展に関する覚書に署名。
2007年（平成19年）2月15日には、外務・防衛当局の審議官級協議が行われ、自衛隊とオーストラリア国防軍の共同演習などを今後行うという方針を確認した。同年3月には、ジョン・ハワードオーストラリア首相が来日し、安倍晋三首相と「安全保障協力に関する日豪共同宣言（日豪安保共同宣言）」に署名、PKOの共同訓練、核・ミサイルなど大量破壊兵器遮断とテロ対策、国境を越えた犯罪予防協力など9項目での協力が成立した。
両国の外交・防衛閣僚による定期協議（2プラス2）の実施も盛り込まれ、これにより日本にとってオーストラリアは米国に次いで2番目の安保分野の協力国となった。
2008年（平成20年）12月、日本国防衛庁とオーストラリア国防省との間の防衛交流の発展に関する覚書を改定。
2010年（平成22年）5月19日には、両国は「物品役務相互提供協定（ACSA）」に署名した。日本がACSAを結ぶのは、アメリカに続き2か国目である。
2012年（平成24年）2月11日 - 24日、航空自衛隊は、アメリカ空軍、オーストラリア空軍と初の3者共同訓練をアメリカ領アンダーセン空軍基地で実施した。規模は空自約330人、アメリカ空軍は約400人、オーストラリア空軍は約300人である。
2012年（平成24年）6月4日 - 5日に日豪共同訓練、6月6日 - 6月8日に日米豪共同訓練を実施した。九州南東方海域で海上自衛隊からは護衛艦・潜水艦1隻、航空機1機。アメリカ海軍はミサイル駆逐艦・原子力潜水艦1隻、航空機1機、オーストラリア海軍は駆逐艦「バララット」、オーストラリア空軍の航空機1機が参加した。
2012年（平成24年）5月、玄葉光一郎外相とオーストラリアのカー外相が外務省飯倉公館で会談、情報保護協定を締結した。
2012年（平成24年）8月31日、南スーダンの国連平和維持活動（PKO）に派遣している陸上自衛隊の現地支援調整所に日豪防衛協力の一環で、オーストラリア軍の要員2人を受け入れた。オーストラリア軍との情報共有を進め、現地支援調整所が担う国連やNGOとの連絡調整の効率化を図る。
2015年（平成27年）7月、米豪合同軍事演習「タリスマン・セーバー」に自衛隊が初めて参加し、日米豪で上陸訓練を行った。
2022年（令和4年）1月、共同訓練を行う際などの対応をあらかじめ取り決めておく「日・豪円滑化協定」に署名、自衛隊とオーストラリア軍が円滑に活動できることになる。

#### イギリス
海上自衛隊の前身組織である大日本帝国海軍は設立時にイギリス海軍の教官が指導にあたっており、現代でも海軍カレーなどの文化が海上自衛隊に受け継がれている。
2011年（平成23年）10月31日、一川保夫防衛相はフィリップ・ハモンド英国防相と会談し、2004年（平成16年）1月に署名した旧覚書を発展させた、両国の防衛協力についての新たな覚書の策定作業を開始することで合意した。
F-35に敗れはしたが、イギリスは航空自衛隊の第4次F-X計画に、ユーロファイターを日本に積極的に売り込んできた。このF-Xでの積極的な売り込みの結果、日本とイギリスの間に国防関係の交流が発生した。2011年（平成23年）12月の武器輸出三原則緩和を受けて、2012年（平成24年）4月10日、野田佳彦首相はイギリスのデーヴィッド・キャメロン首相と首脳会談を行い、防衛装備品の共同開発・生産を早期に開始することで合意した。2013年3月、テロへの対処能力を向上させるため「化学防護服」を共同開発する方針で調整していることが判明している。
2012年（平成24年）6月、「日英防衛協力覚書」を取り交わす。
2012年（平成24年）7月7日、イギリスのフェアフォード王立空軍基地（RAF Fairford）で開催されるロイヤル・インターナショナル・エア・タトゥー（RIAT）に、初めて航空自衛隊のKC-767Jが参加した。
2015年（平成27年）7月14日、イギリスのフェアフォード王立空軍基地でのロイヤル・インターナショナル・エア・タトゥーに海上自衛隊のP-1が2機参加した。
2017年（平成29年）1月26日、ロンドンにおいて両国は「物品役務相互提供協定（ACSA）」に署名し、8月18日に外交上の公文を交換し発効した。日本がACSAを結ぶのは、アメリカ、オーストラリアに続き3か国目である。
2018年（平成30年）9月30日から10月12日まで、陸自の約60人と英陸軍の約50人が参加して富士学校や北富士演習場など3カ所で行われる、陸自が国内で米軍以外と２国間訓練を行うのは初めてだという。
2021年（令和3年）9月8日、イギリス海軍空母クイーンエリザベスが、横須賀に初寄港。

2023年（令和5年）1月11日、ロンドンにおいて円滑化協定に署名。オーストラリアに続き2か国目。

#### インド
インド海軍艦艇の初訪日は1969年（昭和44年）。また、2007年（平成19年）4月16日には、日米印3ヶ国間訓練が初めて実施された。房総南方海域で行われ、海上自衛隊からは第1護衛隊群司令の指揮する護衛艦4隻、米海軍からは第5空母打撃群司令の指揮する駆逐艦2隻、インド海軍からは東部方面艦隊司令官であるR・K・ドワン海軍少将の指揮する駆逐艦「マイソール」とミサイルコルベット艦「クタール」、補給艦「ジョティ」が参加し、通信訓練、近接運動、戦術運動等が行われた。
2006年（平成18年）3月、国連平和維持活動の国際連合兵力引き離し監視軍の派遣（自衛隊ゴラン高原派遣）で、ゴラン高原で同一宿営地に住居し、給食業務等を共同で行なっている。
2008年（平成20年）10月には、両国首脳が日印安全保障協力共同宣言に署名し、日本にとって、インドはアメリカ、オーストラリアに次いで、安全保障分野で正式な協力関係を結んだ3番目の国となった。
また、インドは国防の充実を図るため、これまで武器の輸出を事実上禁止してきた武器輸出三原則の緩和を睨み、防衛関連技術に関する協力強化を求める方針を示唆している。
2012年（平成24年）には、海上自衛隊とインド海軍による2国間演習を実施することを決めた。中国への対抗を目的としている。
日本とインドの交流は、2006年（平成18年）3月に森陸幕長がインドに訪問、2007年（平成19年）4月にシン陸軍参謀長、2009年（平成21年）8月にカプール陸軍参謀長が来日、2011年（平成23年）2月には火箱陸幕長がインドを訪問した。2011年（平成23年）8月にはインド陸軍の准将以下4人が富士総合火力演習を研修し、2012年（平成24年）1月には富士学校の陸自幹部がインドのトプチ火力演習を研修している。日本はインドに防衛駐在官を置き、インド防軍幕僚大学に留学生を送っているほか、インド陸軍も陸上自衛隊幹部学校の指揮幕僚課程（CGS）多国間セミナーなどに参加している。また、ゴラン高原の国連兵力引き離し監視隊（UNDOF）に派遣されている陸上自衛隊ゴラン高原輸送隊は、現地でインド陸軍とともに後方任務に当たっている。
2013年（平成25年）には、インドの防衛駐在官を陸海空の3人に強化する方針を決めた。3人体制は米中韓ロに続く5カ国目であり、近隣諸国や同盟国以外では初めてとなる。
2020年（平成2年）9月9日、ニューデリーにおいて両国は「物品役務相互提供協定（ACSA）」に署名し、2021年（令和3年）6月11日に外交上の公文を交換し7月11日発効した。日本がACSAを結ぶのは、アメリカ、オーストラリア、イギリス、フランス、カナダに続き6か国目である。

#### ドイツ
日本とドイツは、2024年（令和6年）1月29日、日・独物品役務相互提供協定（日独ACSA）への署名を実施し、7月12日発効した。

#### フィリピン
日本とフィリピンは、2006年（平成18年）6月に日比防衛首脳会談を行うなど、定期的に防衛首脳、次官級の交流を行なっている。2012年（平成24年）3月から4月にかけて行われるアメリカとフィリピンの合同演習に自衛隊が参加することが決定した。また、フィリピン軍の基地や訓練施設を、自衛隊が共同使用することも検討されている。
2013年（平成25年）には、フィリピンを襲った台風ヨランダの甚大な被害を救援するため、フィリピン政府に要請に基づき、過去最大の1180人からなる海外派遣が行われた。
2016年（平成28年）5月、日本から最大5機のTC-90をフィリピン海軍へ有償貸与する事が両国間で合意した。自衛隊装備の他国供与第一号となる。南シナ海での監視能力強化を図りたいフィリピンはP-3C対潜哨戒機を希望していたが、高度な運用能力を要するP-3Cに代わり、より扱い易いTC-90の移転が前年から検討されていた。専用の哨戒装備を持たないTC-90であっても、フィリピン海軍現有のBN-2に比べて大幅な能力向上が見込める。防衛省においては、人道支援・災害救援での能力向上を挙げている。
2024年（令和6年）7月8日、マニラにおいて円滑化協定（RAA）に署名した。

#### ベトナム
2011年（平成23年）10月24日、ベトナムのフン・クアン・タイン国防相が来日し、防衛省で「日越防衛協力・交流に関する覚書」を交わし、海上安保における協力関係を確認した。防衛大学校ではベトナム軍少尉候補生の交換留学の受け入れを継続的に行っている。

#### フランス
2010年（平成22年）5月には、外薗健一朗航空幕僚長がフランスを訪問し、同年9月にはピエール・フランソワ・フォリシェフランス海軍参謀長が来日するなど、日本とフランスは友好的な交流を続けている。
2011年（平成23年）10月に、「日仏情報保護協定」を締結した。
2012年（平成24年）2月22日には、ヴァンデミエールが佐世保港へ入港。2月27日、海上自衛隊およびアメリカ海軍と共同訓練をおこなった。また、武器輸出三原則緩和を受けて、武器や防衛装備品の共同開発・生産を進める方向で調整されている。
2017年（平成29年）6月19日、 パリ航空ショーにP-1哨戒機1機が地上展示された。
2018年（平成30年）7月13日　パリにおいて両国は「物品役務相互提供協定（ACSA）」に署名し、2019年（令和元年）5月27日に外交上の公文の交換を完了、6月26日発効した。日本がACSAを結ぶのは、アメリカ、オーストラリア、イギリスに続き4か国目である。

#### カナダ
2010年（平成22年）11月、カナダと「日加政治・平和安保共同宣言」を発表。
2018年（平成30年）4月21日　トロントにおいて両国は「物品役務相互提供協定（ACSA）」に署名し、2019年（令和元年）6月18日に外交上の公文を交換、7月18日発効した。日本がACSAを結ぶのは、アメリカ、オーストラリア、イギリス、フランスに続き5か国目である。

#### イタリア
2012年（平成24年）6月、イタリアと「日伊防衛交流・協力の意図表明文書」に署名した。

#### シンガポール
2009年（平成21年）12月、シンガポールは日本にとって東南アジアで最初の防衛協力・交流の覚書を締結した国である。拡大ASEAN国防相会議で防衛医学分野の専門家会合の共催。

#### モンゴル
2012年（平成24年）1月、「日モンゴル防衛協力・交流の覚書」を署名した。また、モンゴルが主催したPKO多国間訓練「カーン・クエスト」に自衛隊が参加している。

#### バーレーン
2012年（平成24年）4月、バーレーンと「日バーレーン防衛交流に関する覚書」を署名した。

#### ケニア
2024年（令和6年）2月、ケニアと「日ケニア防衛協力・交流に関する意図表明文書」を署名した。

### その他

#### 北大西洋条約機構
2010年（平成22年）6月に北大西洋条約機構（NATO）と「日・NATO情報保護協定」を締結している。

#### ジブチ共和国
アフリカ・ジブチには自衛隊初の海外活動拠点がある。ジブチ国際空港の北側の土地約12ヘクタールを借り上げて、司令部庁舎・隊舎・P3C哨戒機の整備用格納庫・体育館などがある。

### 周辺諸国

#### 中国

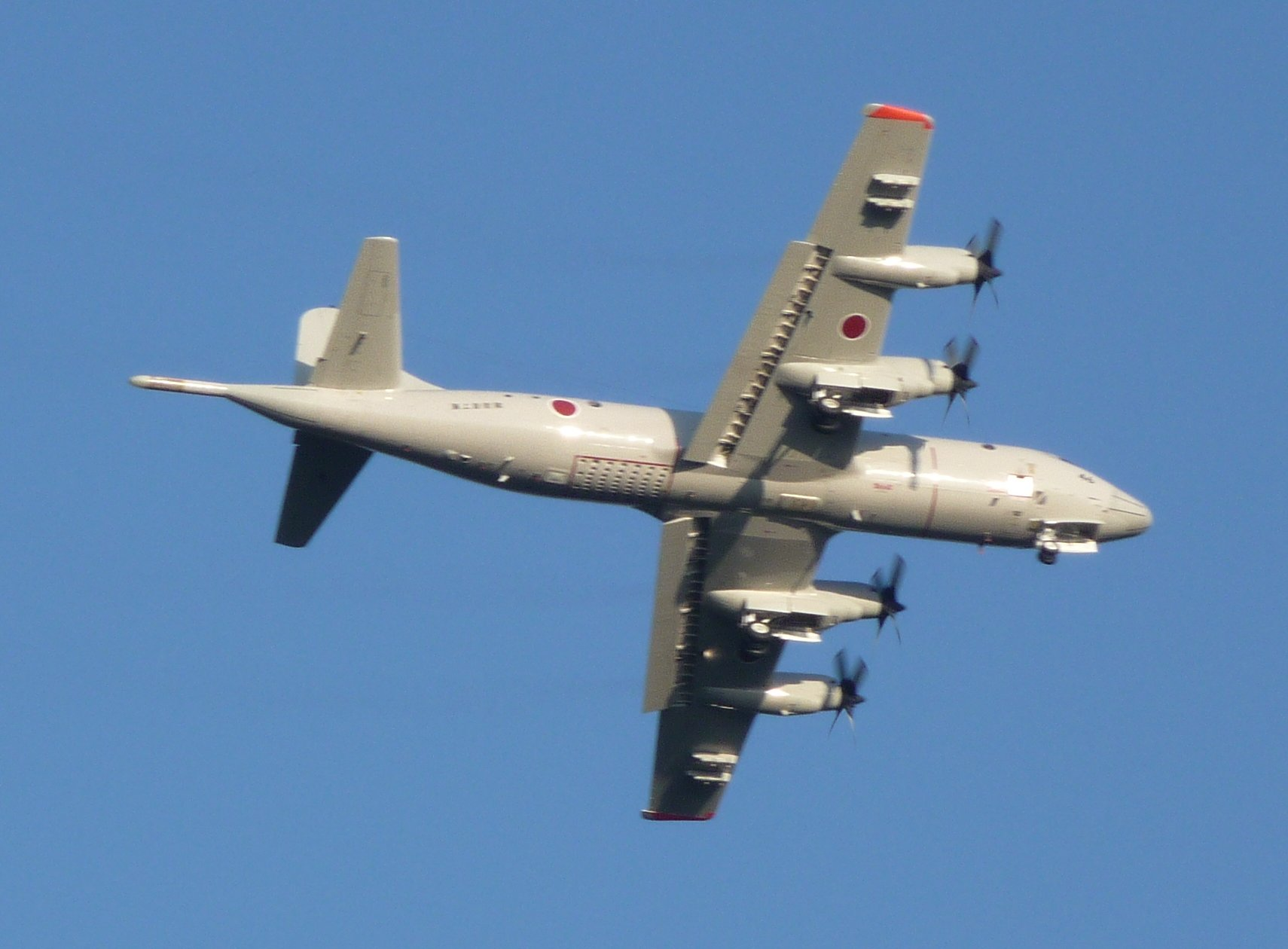
2009年（平成21年）11月6日
漢級原子力潜水艦領海侵犯事件では、海上自衛隊のP-3C哨戒機が海上警備行動に基づき、アクティブソノブイなどを投下して中国の潜水艦を追跡した。

日本政府は尖閣諸島は日本固有の領土であり、領有権問題は存在しないとしているが、1971年（昭和46年）に地下資源埋蔵の可能性が確認されて以降、中国政府は尖閣諸島の領有権を主張し、日本が沖ノ鳥島に排他的経済水域を設定していることに異議を唱えている。吉林省と新疆ウイグル自治区はミサイル基地が存在し、通常弾頭、核弾頭双方の中距離弾道ミサイル約25基の照準を日本の主要都市や在沖縄米軍基地へ向けている可能性が指摘されており、アメリカ海軍の空母機動部隊の軍事プレゼンスを排除する目的で、対艦弾道ミサイルの能力向上と配備を推進している。また、日本領海内を潜水航行する原子力潜水艦を海上自衛隊が追跡した漢級原子力潜水艦領海侵犯事件の事例がある。中国人民解放軍の全兵力は約230万人である。
2007年（平成19年）11月、中国海軍のミサイル駆逐艦「深圳」が中国艦艇では戦後初めて日本に親善入港した。
2008年（平成20年）に発生した四川大地震では海上自衛隊の護衛艦が海南島に援助物資を緊急輸送した。
2009年（平成21年）11月、中国海軍の練習艦「鄭和」が江田島と呉に入港した。
2010年（平成22年）4月、東シナ海で中国海軍の軍事訓練を監視中の護衛艦あさゆきに中国海軍の哨戒ヘリが異常接近する威嚇行為事件が発生した。
2013年（平成25年）1月、東シナ海で中国海軍フリゲートが護衛艦ゆうだちを射撃管制レーダーでロックオンする中国海軍レーダー照射事件が発生した。
2019年（令和元年）10月、令和初の国際観艦式に招待されて初参加した中国海軍の艦艇が日本に寄港するも令和元年東日本台風（台風19号）で観艦式は中止となり、8年ぶりかつ日本近海で初の共同訓練を海上自衛隊と行った。
2021年（令和3年）10月、中国海軍とロシア海軍の軍艦10隻が、対馬海峡、津軽海峡、大隅海峡を航行した。
2022年（令和4年）8月、中国軍が、台湾周辺での軍事作戦を実施した。

#### ロシア
ロシアは日本と北方領土問題を有している。歴史的には日ソ中立条約の背信行為やシベリア抑留などが禍根となっている。不定期に電子戦機や爆撃機を日本領空付近まで進出させ、電子情報の収集などを行なっており、この場合は、航空自衛隊によるスクランブルを受ける。また、情報収集艦を日本近海に配置して海上からも電子情報の収集および潜水艦を展開するための海洋観測をおこない、海上自衛隊による監視の対象となっている。ロシア連邦軍の全兵力は約100万人である。
1970年（昭和45年）陸上自衛隊第11戦車大隊は、占守島の戦いでソ連赤軍に大打撃を与えたの侵攻を撃砕した日本陸軍の士魂精神を受け継ぎ「士魂戦車大隊」と命名された。
1996年（平成8年）に海上自衛隊艦艇がウラジオストクを訪問して以来、毎年艦艇の相互訪問を行っている。1998年（平成10年）以降は捜索・救難共同訓練を行っている。「日露海上事故防止協定」も結んでいる。
1999年（平成11年）に「日露防衛交流に関する覚書」を締結した。
2002年（平成14年）10月には、海上自衛隊50周年を記念した国際観艦式に招待されソ連海軍時代を含めて初めてロシア海軍の潜水艦の日本寄港があった。
2006年（平成18年）に「日露防衛交流に関する覚書」を改定した。
2012年（平成24年）に「日露防衛交流に関する覚書」を改定した。安全保障分野で日露両政府の協力関係を拡大する。
2021年（令和3年）10月、中国海軍とロシア海軍の軍艦10隻が、対馬海峡、津軽海峡、大隅海峡を航行した。

#### 北朝鮮

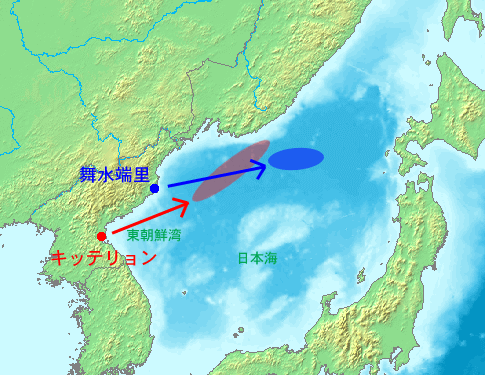
2006年（平成18年）の北朝鮮のミサイル発射実験によって、テポドン2号が着弾したと推測される海域（青色）

北朝鮮は韓国およびアメリカ合衆国を主体とする国連軍と休戦中であり、準戦時状態を維持していることから、事実上の軍事同盟国である日本も敵視している。また、北朝鮮の工作員による日本人の拉致が行われている。
また、北朝鮮は、国際的に非難を浴びた度重なる核実験の強行と、度重なる北朝鮮によるミサイル発射実験により、日本と高い軍事的緊張状態にある。日本は北朝鮮の船の入港禁止、および輸出入の全面禁止という経済制裁を実施しており、事実上、北朝鮮とは断交状態にある。
『防衛白書』では北朝鮮による核兵器や、化学兵器、生物兵器などの保有を「重大な脅威」と公式表明し、自衛隊は朝鮮人民軍を特に強く警戒している。朝鮮人民軍の全兵力は約190万人である。
2008年（平成20年）5月31日、人民軍上層部が「日本の反動勢力は、日本列島がわが革命的武装力の容赦ない打撃圏内にあるということをひとときも忘れてはならない」と警告し敵対姿勢を改めて鮮明にしている。
日本国内には、北朝鮮のミサイル攻撃への抑止力となる反撃能力と有事法の整備を求める世論がある。
2014年（平成26年）現在、北朝鮮は核弾頭の小型化に成功し、多数のノドンミサイルで日本を核攻撃できる能力を既に備えていることが米韓当局から確実視されており、更に日韓両国を黄海上から核攻撃できる潜水艦発射弾道ミサイル（SLBM）の開発もかなり進展しているとされ、日朝の軍事関係は緊張が高まっている。

#### 韓国

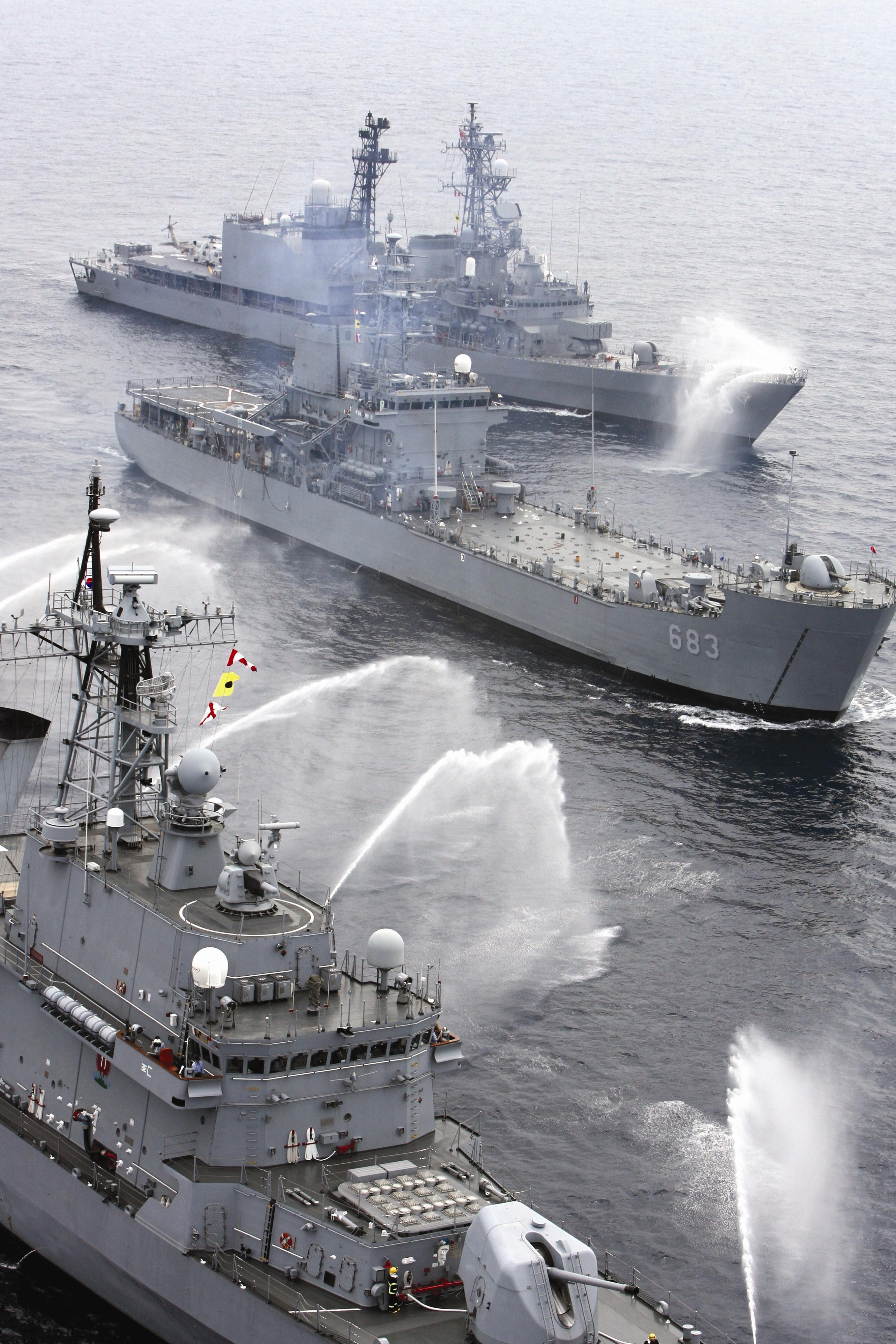
日韓海軍捜索・救助訓練

日本と韓国とは竹島（韓国名：独島）の領有権問題を抱えている。一方、アメリカ合衆国を介した間接的な協力関係にもある。中曽根内閣時代に日米韓関係の強化が図られ、合同訓練、武官の交換や学生の留学、艦艇の派遣や音楽隊の派遣・招致など防衛交流がある。
大韓民国国軍の全兵力は約62万人である。
1994年（平成6年）から海上自衛隊と韓国海軍との間で艦艇の相互訪問が開始された。
1999年（平成11年）には初の捜索・救難共同訓練を行った。
2013年（平成25年）日本政府及び自衛隊は国際連合、韓国軍からの要請により韓国軍南スーダンPKO部隊に弾薬1万発を供与した。
2018年（平成30年）韓国国際観艦式に海上自衛隊の護衛艦の参加を要請されたが、参加条件として自衛艦旗の掲揚を自粛するよう韓国政府から求められたため、日本政府は韓国国際観艦式に参加することを中止した。また、2018年（平成30年）12月20日には
能登半島沖で韓国海軍「クァンゲト・デワン」級駆逐艦から厚木基地の海上自衛隊第4航空群所属P-1が火器管制レーダーを照射された韓国海軍レーダー照射問題が発生した。

#### 台湾
国交のない台湾（中華民国）とは、具体的な軍事的交流もない。台湾も尖閣諸島の領有を主張していて、日本との領有権に関する問題があり、民間船舶の他、海巡署の巡視船がしばしば領海侵犯を起こしている。台湾の航空機が、航空自衛隊によるスクランブルの対象になる事案は、ロシア、中国についで三番目に多い。
2008年（平成20年）3月13日、防衛省の高見沢将林防衛政策局長は、「台湾有事は日本の問題」であり、周辺事態法の適用可能性もあると語り、自衛隊にとって台湾の政治事情は重要である認識を示した。
また、アメリカの沖縄占領時にアメリカ空軍が設定していた防空識別圏を、日本はそのまま引き継いだため、与那国島の西側2/3は台湾の防空識別圏として扱われるようになった。日本と台湾に重要な懸案が無かったため、このことは長年、重大な問題にはならなかったものの、与那国島の島民を含む沖縄県では、自分たちの空の一部を外国の軍が管理するという現状に不安を持っていた。台湾軍の全兵力は、約30万人である。
2010年（平成22年）5月26日、防衛省は長年放置されていたこの問題を解消するため、防空識別圏の見直しを検討する方針を示し、台湾側にも通知した。台湾外交部は遺憾の意を表明し、認めないことを明言している。
防衛省は2010年（平成22年）6月24日、防空識別圏見直しについての防衛省訓令を翌6月25日から実施することを発表した。

## 駐留国
- ジブチ
自衛隊はアフリカのジブチ共和国における自衛隊拠点（基地）を運用している。国際法では日本の軍事基地（在日米軍のようなもの）に相当しており、約400人ほどがいる。ソマリア沖の海賊被害に対応するため、2011年（平成23年）7月に開設[136]された。

## 装備
自衛隊は専守防衛の観点から、大規模な戦力投射能力を有していない。過去には航空自衛隊がF-4を輸入、ライセンス生産する際に、同機の対地攻撃能力や空中給油装置を問題視した日本社会党からの指摘を受けて取り外す措置を行ったり、C-1を開発する際、周辺国の脅威になるという点からあえて航続距離を短くしたりした例もある。

### 特徴

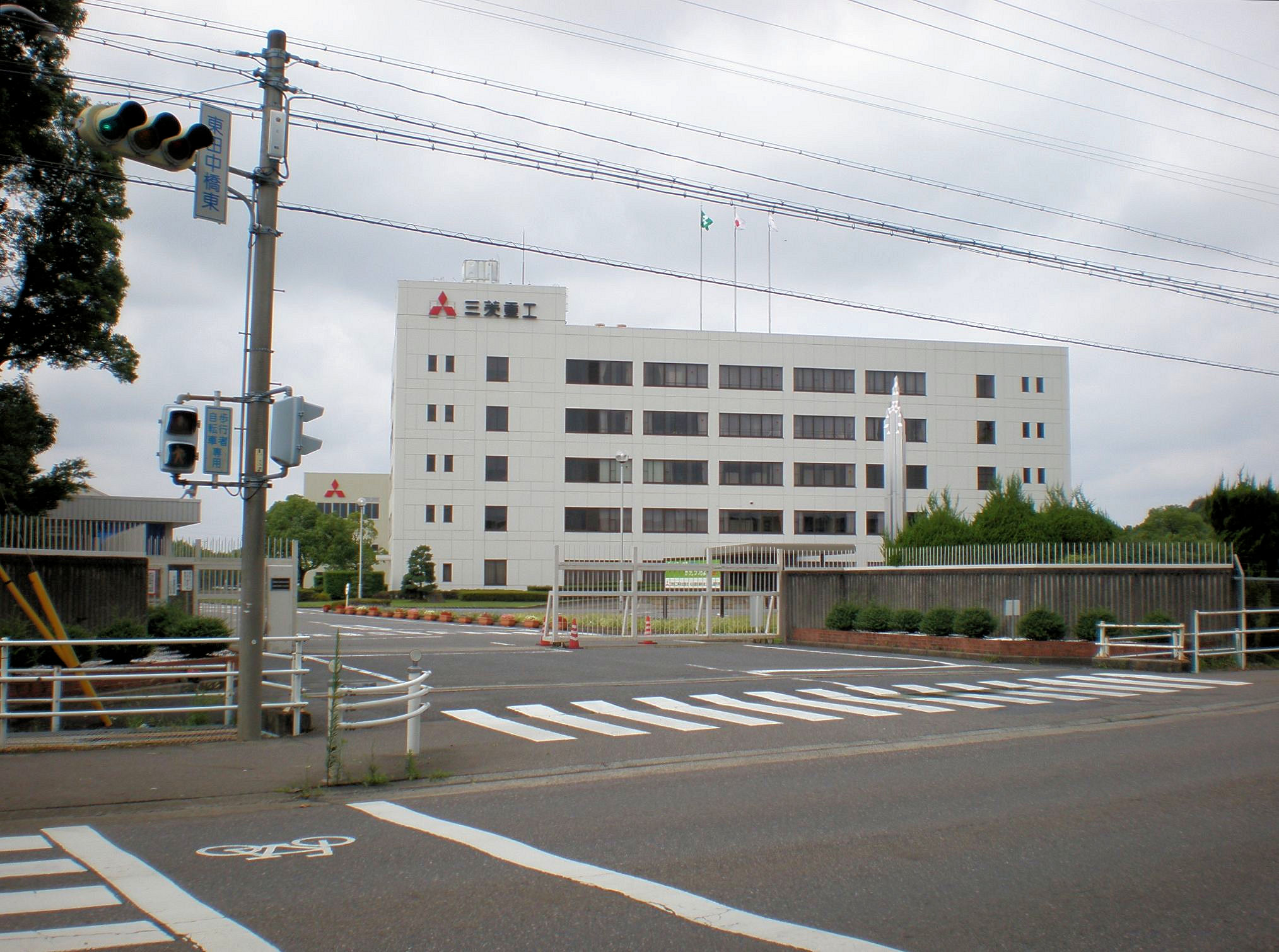
自衛隊のミサイルを開発している
三菱重工業名古屋誘導推進システム製作所（愛知県小牧市）

主力戦車など、兵器の能力は世界的にも一線級を維持しており、潜水艦技術では、通常動力型において世界最大級のたいげい型潜水艦を配備する。
装備は基本的に日本製であるが、特殊部隊向けの装備、戦闘機などは欧米の製品を輸入している。日本に製造技術がない物の場合、既製品を輸入するよりもノックダウン生産やライセンス生産を選択し、保守や改良、後継品の国産化に役立つ工業技術の獲得、維持に努めている。
以前は武器輸出三原則および政府統一見解による武器輸出規制のため、輸出や量産、他国との共同開発ができず、結果として単価が諸外国に比べて高額になった装備品もある。近年、防衛省や産業界、防衛政策に通じた政治家などは、米国との共同開発が必要なミサイル防衛等における当該原則緩和の必要性を踏まえ、武器輸出三原則の見直しを要望している。技術革新が進むにつれて、特に最新技術を盛り込んだ武器は高価になり、たとえアメリカ合衆国のような超大国ですら、もはや1国単独で軍需産業を維持、発展させることは困難な状況となっている。そのため、武器の開発や生産は国際共同が主流となりつつある。
この流れに沿って、2014年（平成26年）4月1日、第2次安倍内閣は武器輸出三原則を改定して防衛装備移転三原則を新たに策定した。従来の武器の国産重視政策を転換し、武器の輸出制限を大幅に緩和するとともに、国際共同開発を積極的に推進することとなった。
憲法解釈と専守防衛の理念、周辺情勢、金銭的負担などに関連してかつては各種の弾道ミサイルや対地巡航ミサイル、航空母艦、戦略爆撃機などの開発や配備の是非については議論があったが島嶼防衛用高速滑空弾(中距離弾道ミサイル)、12式地対艦誘導弾能力向上型(巡航ミサイル)、いずも型護衛艦(固定翼機の運用能力を持つ軽空母)などの長射程の対地攻撃能力を持つ装備の開発、取得が推進されている。核兵器に対しては“防御用の小型核兵器であれば憲法解釈上は装備可能であるが非核三原則にもとづき装備はしない”という政府見解が出されている。
かつては空中給油機の配備も困難とされてきたが、飛行訓練の効率化や海外派遣時の航続距離延長のため、KC-767空中給油機が配備されている。
従来は消極的であった自衛隊海外派遣も2009年（平成21年）現在では主要任務の一つになり、ソマリアやジブチなどアフリカ地域に部隊を展開するなど、自衛隊の活動の幅は広がっている。これに伴い、国内で開発する兵器も海外展開を視野に入れた性能が要求されるようになってきており、次世代輸送機C-2は、C-1やC-130を大きく超える巡航距離を目指して開発され、2016年（平成28年）6月に量産初号機が航空自衛隊に引き渡された。
航空母艦については、対潜能力や輸送能力の向上を目的として、諸外国ではヘリ空母に相当するひゅうが型護衛艦が導入された。ひゅうが型よりさらに大型となる基準排水量19500トンのいずも型護衛艦が、2010年（平成22年）度予算で建造費1208億円により認められた。就役後は、陸上自衛隊のトラック約50台、人員約400人を輸送し、かつ他の艦艇への補給能力を持つことができる。2018年（平成30年）には、いずも型護衛艦を事実上の空母へ改修し、F-35B戦闘機を導入することが決定し、「いずも」では2020年（令和2年）度予算でF-35B戦闘機の発着艦を可能にするための改修が行われた。

### 主要な装備品

#### 陸上自衛隊

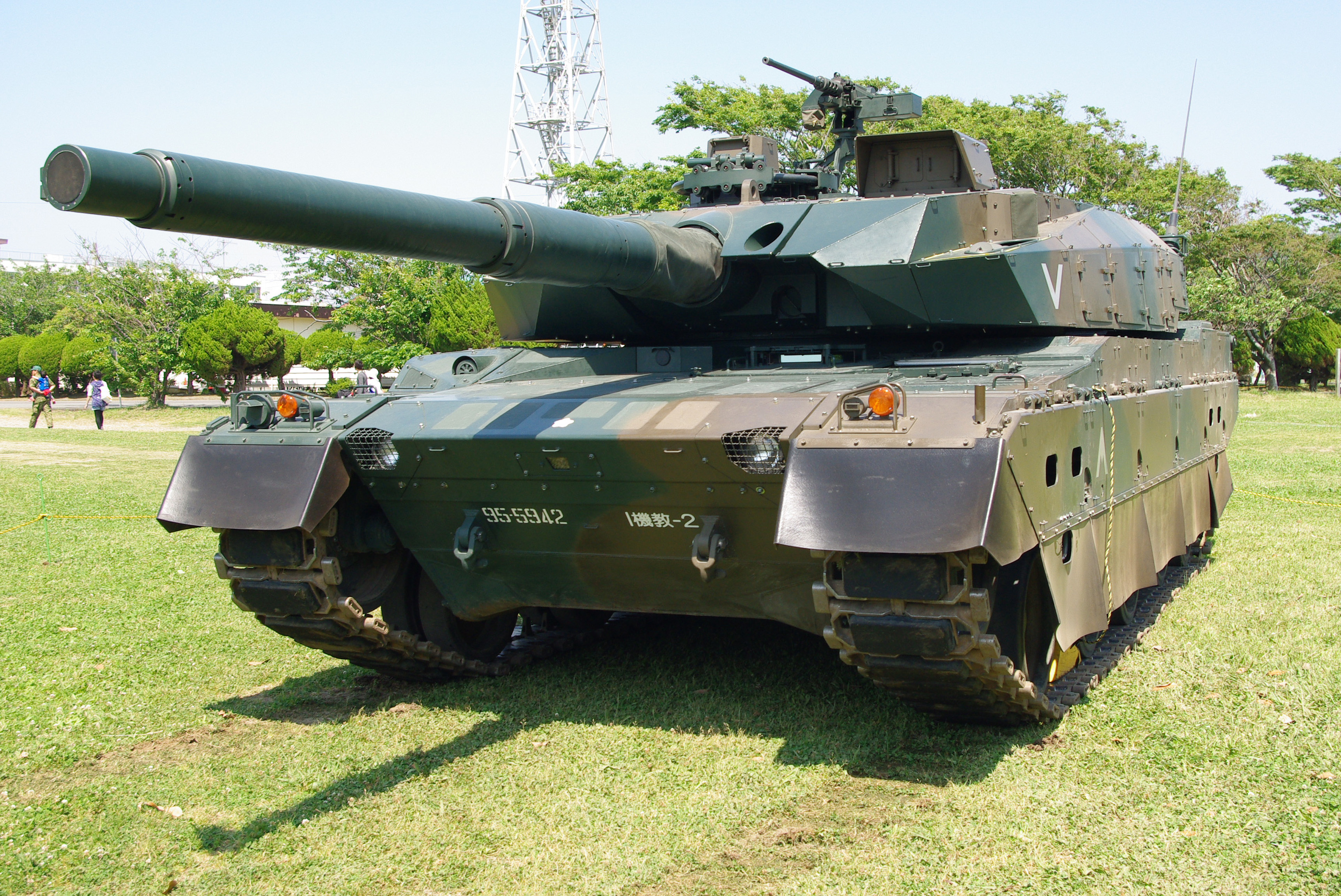
10式戦車
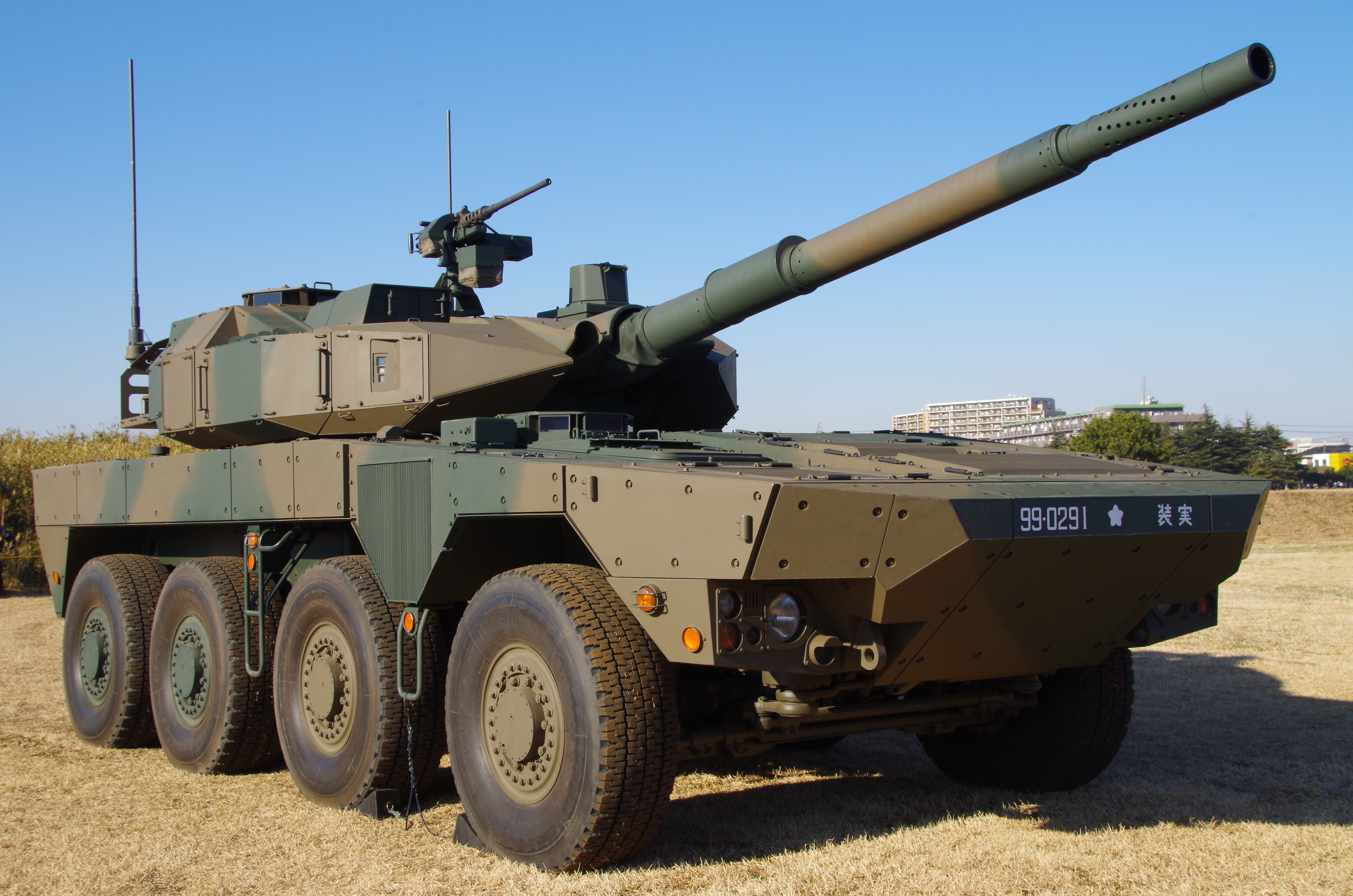
16式機動戦闘車
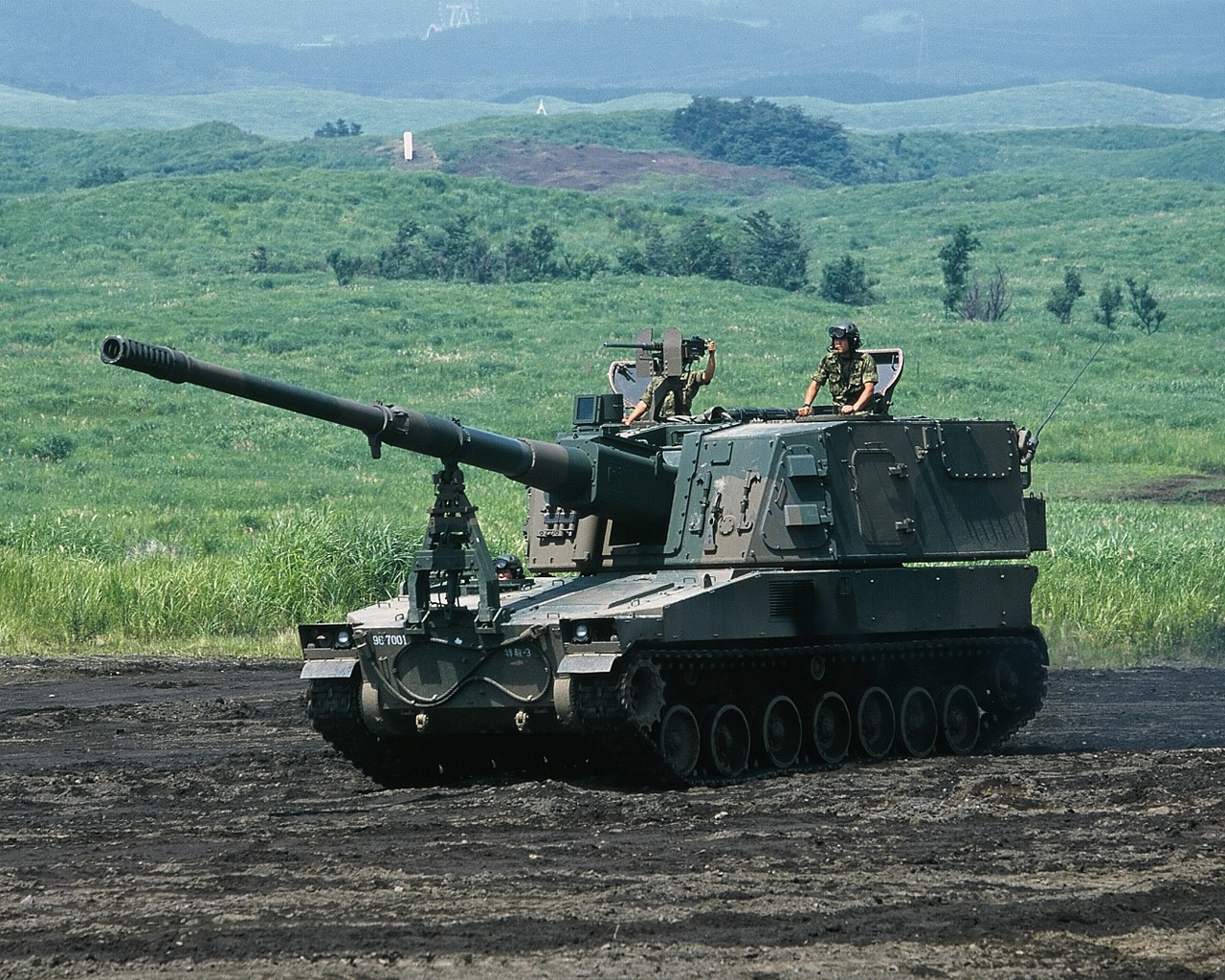
99式自走155mmりゅう弾砲
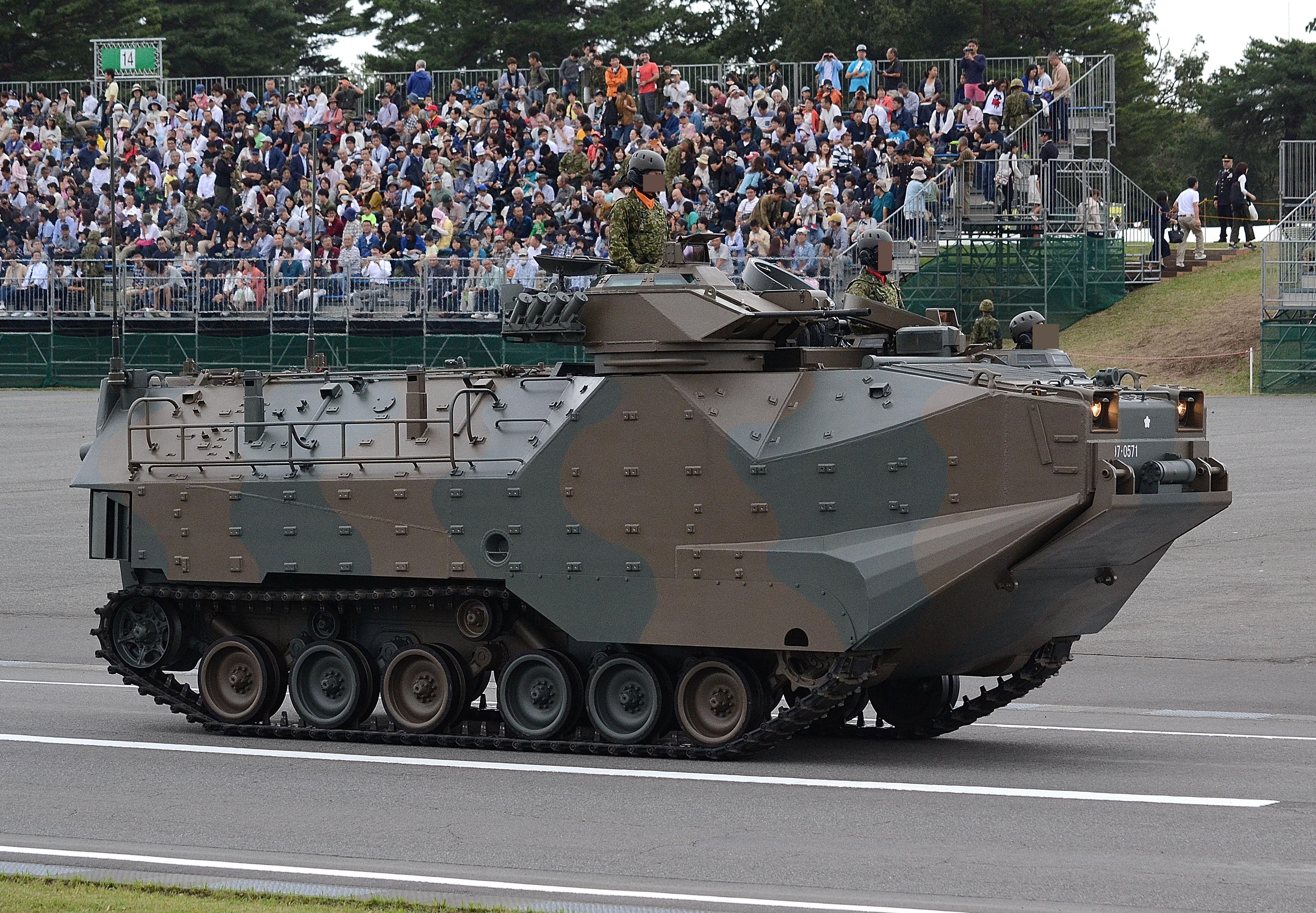
水陸両用車（AAV7）
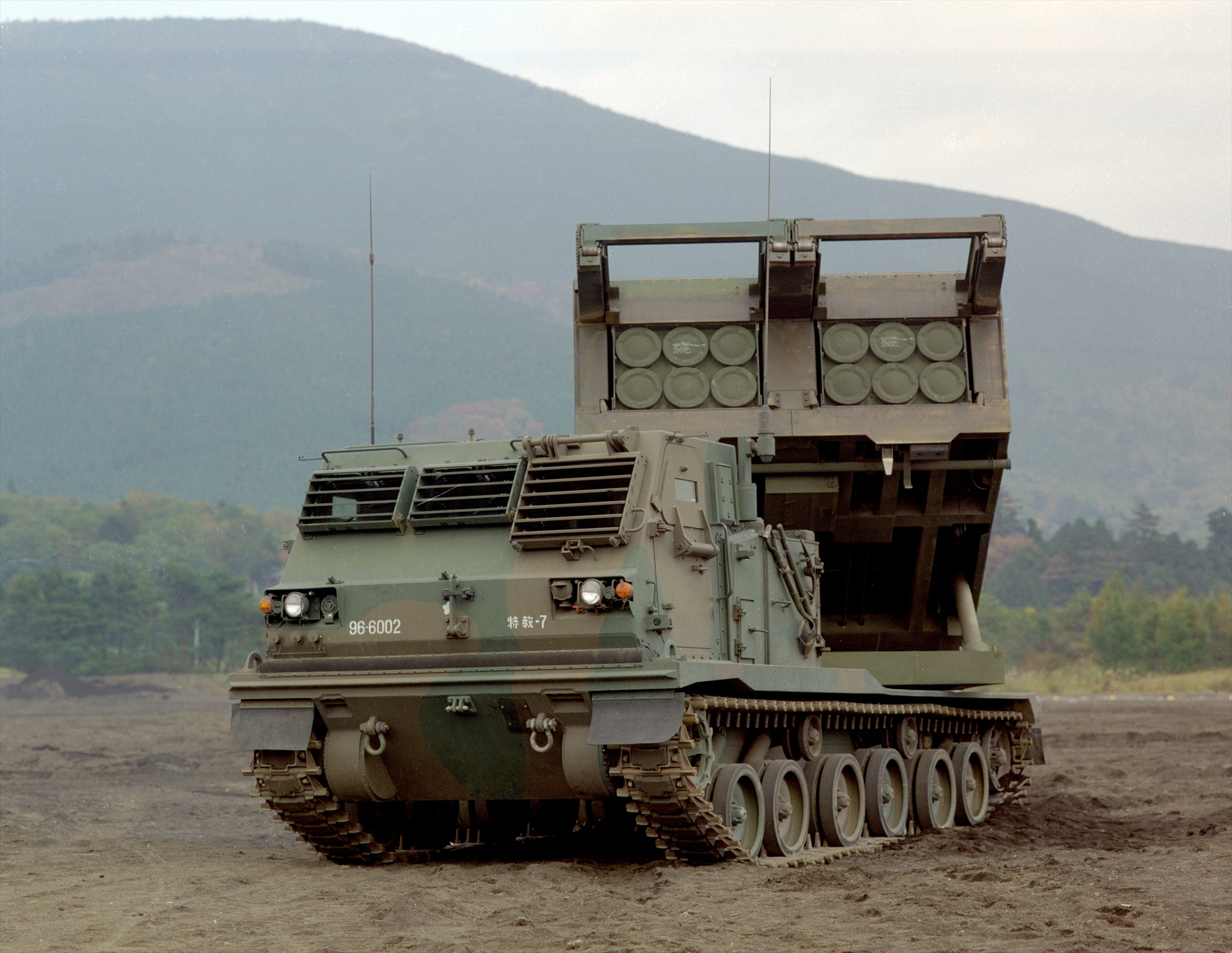
多連装ロケットシステム 自走発射機 M270 MLRS
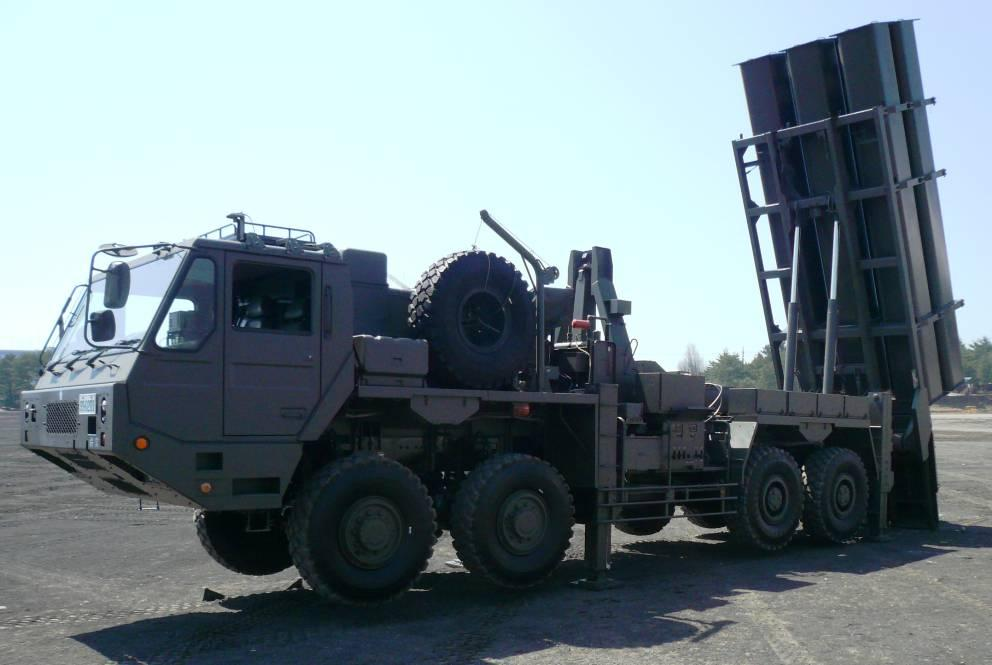
12式地対艦誘導弾
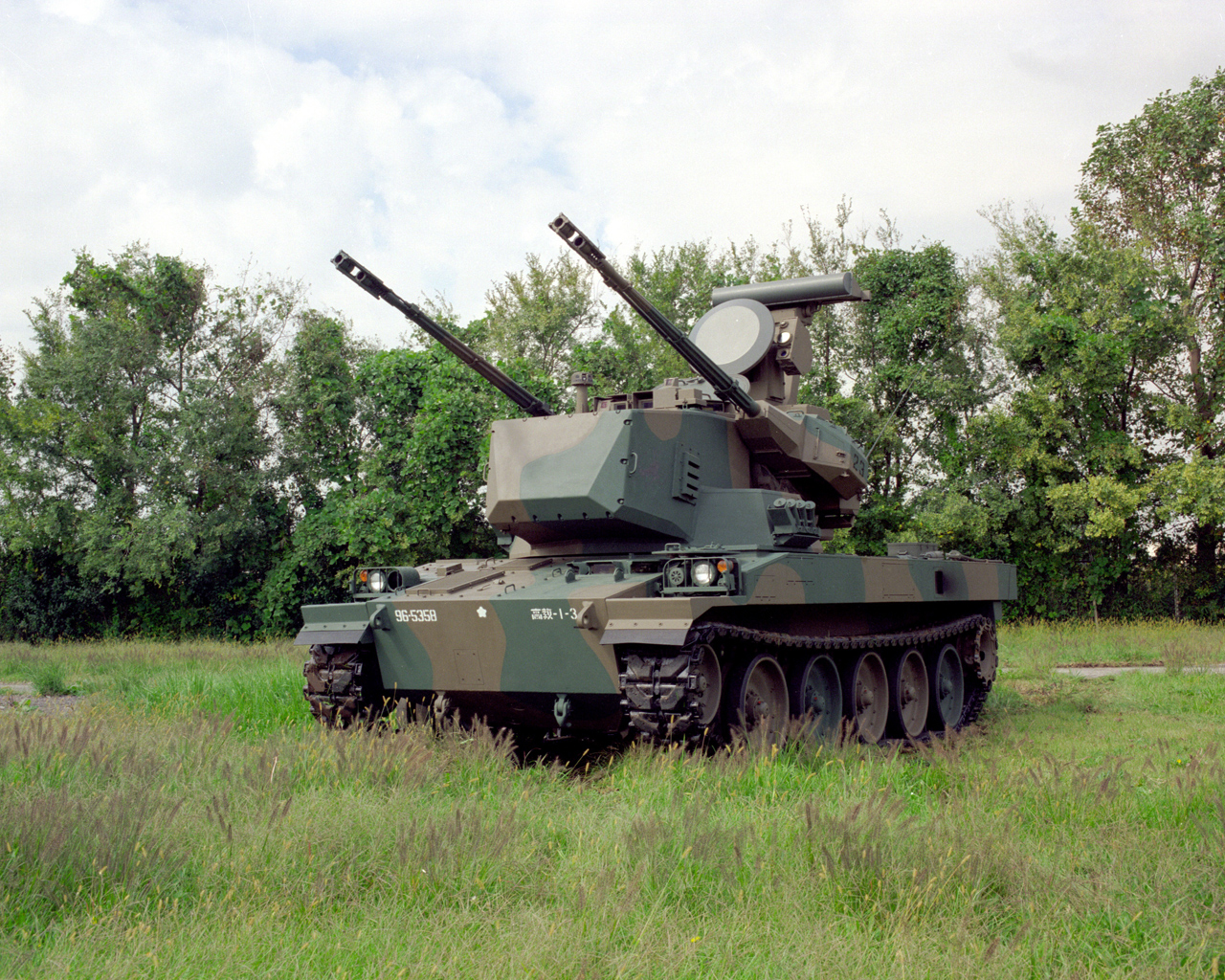
87式自走高射機関砲
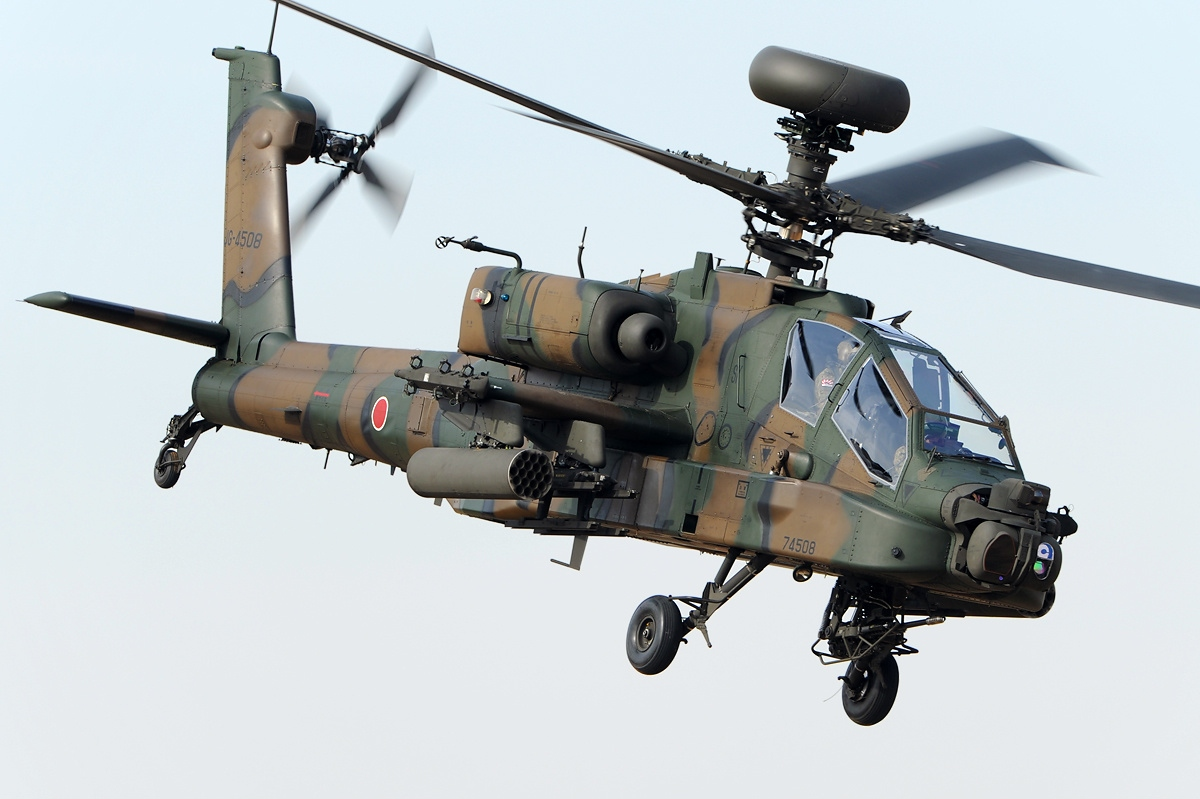
AH-64D アパッチ・ロングボウ
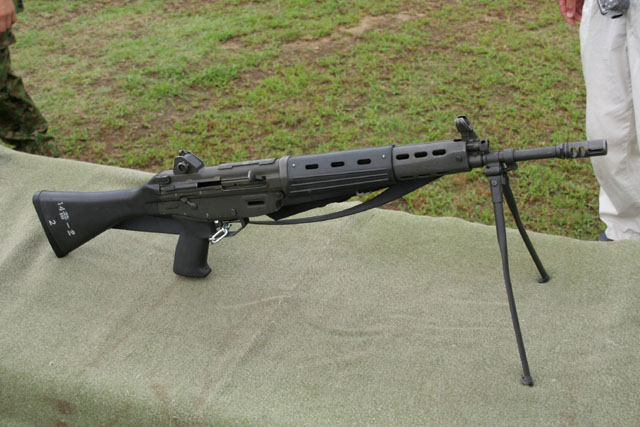
89式5.56mm小銃
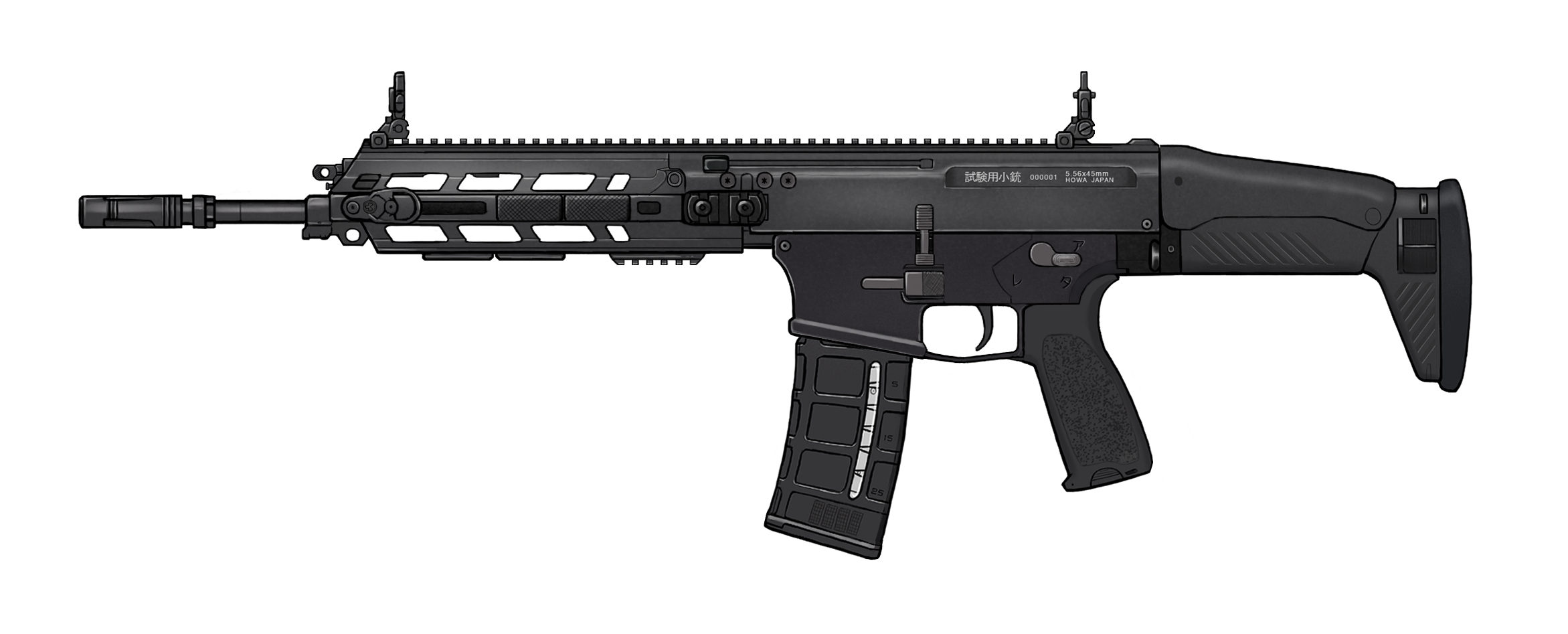
20式5.56mm小銃

#### 海上自衛隊

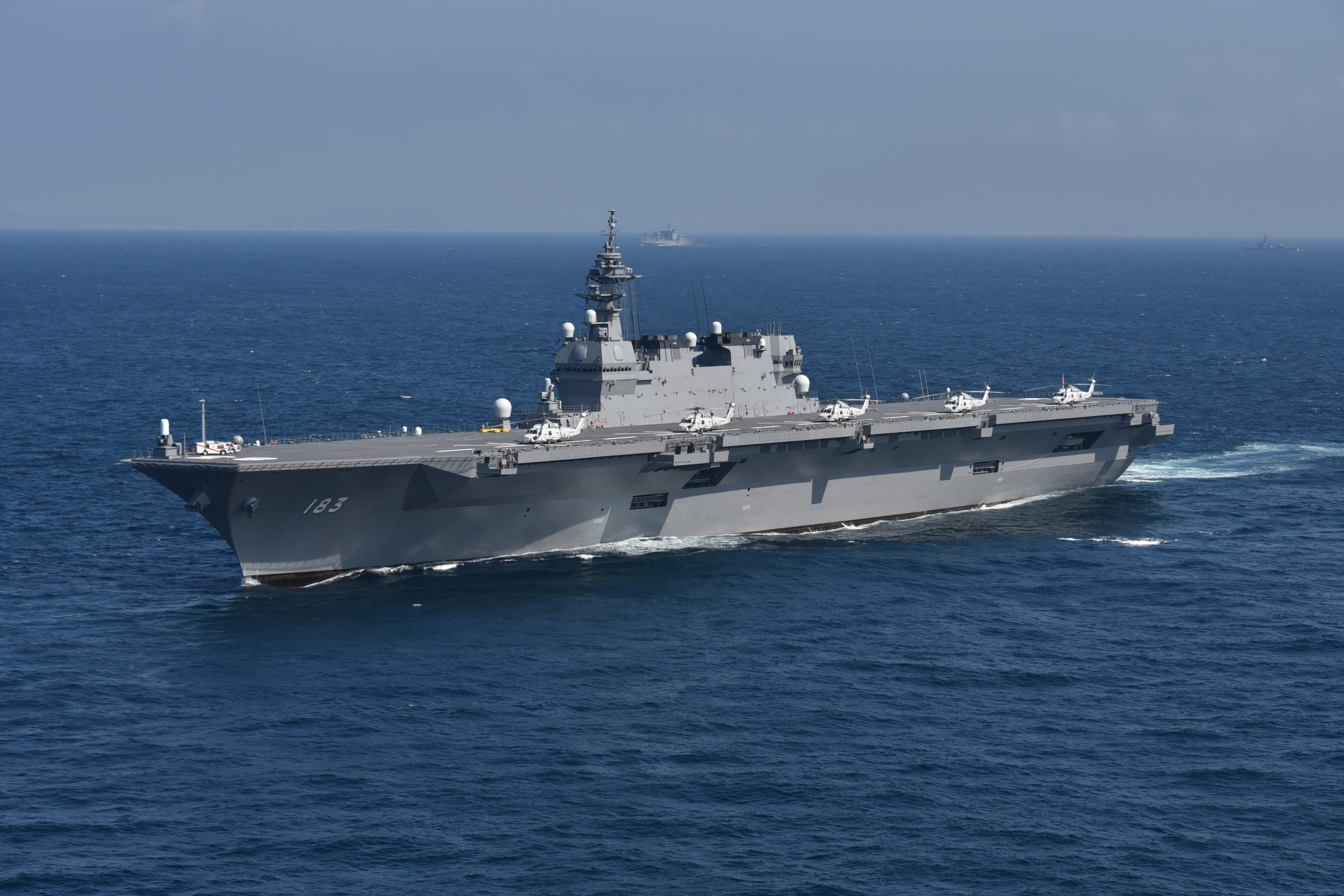
ヘリ搭載型護衛艦「いずも」
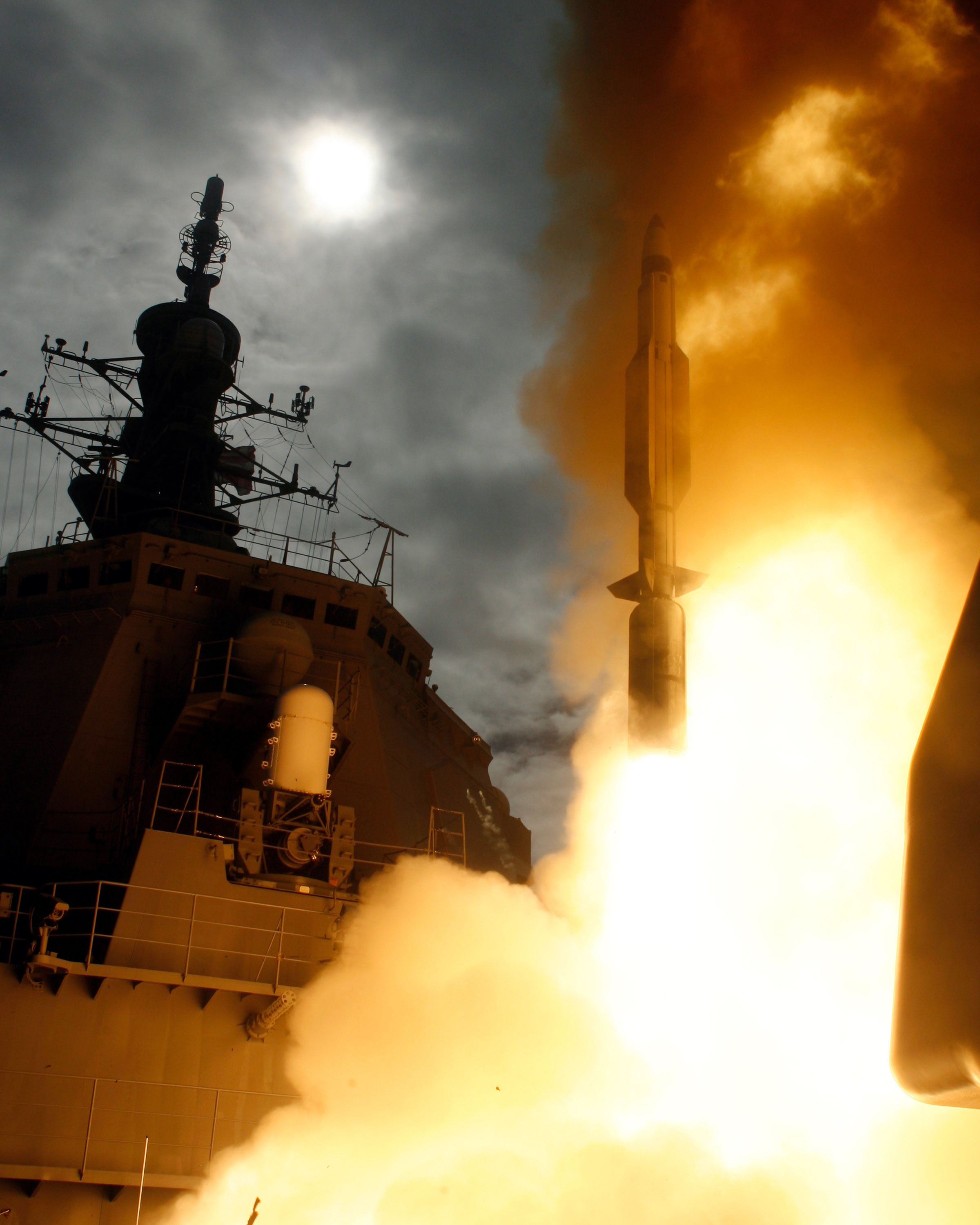
弾道弾迎撃ミサイルSM-3を発射するイージス護衛艦「こんごう」
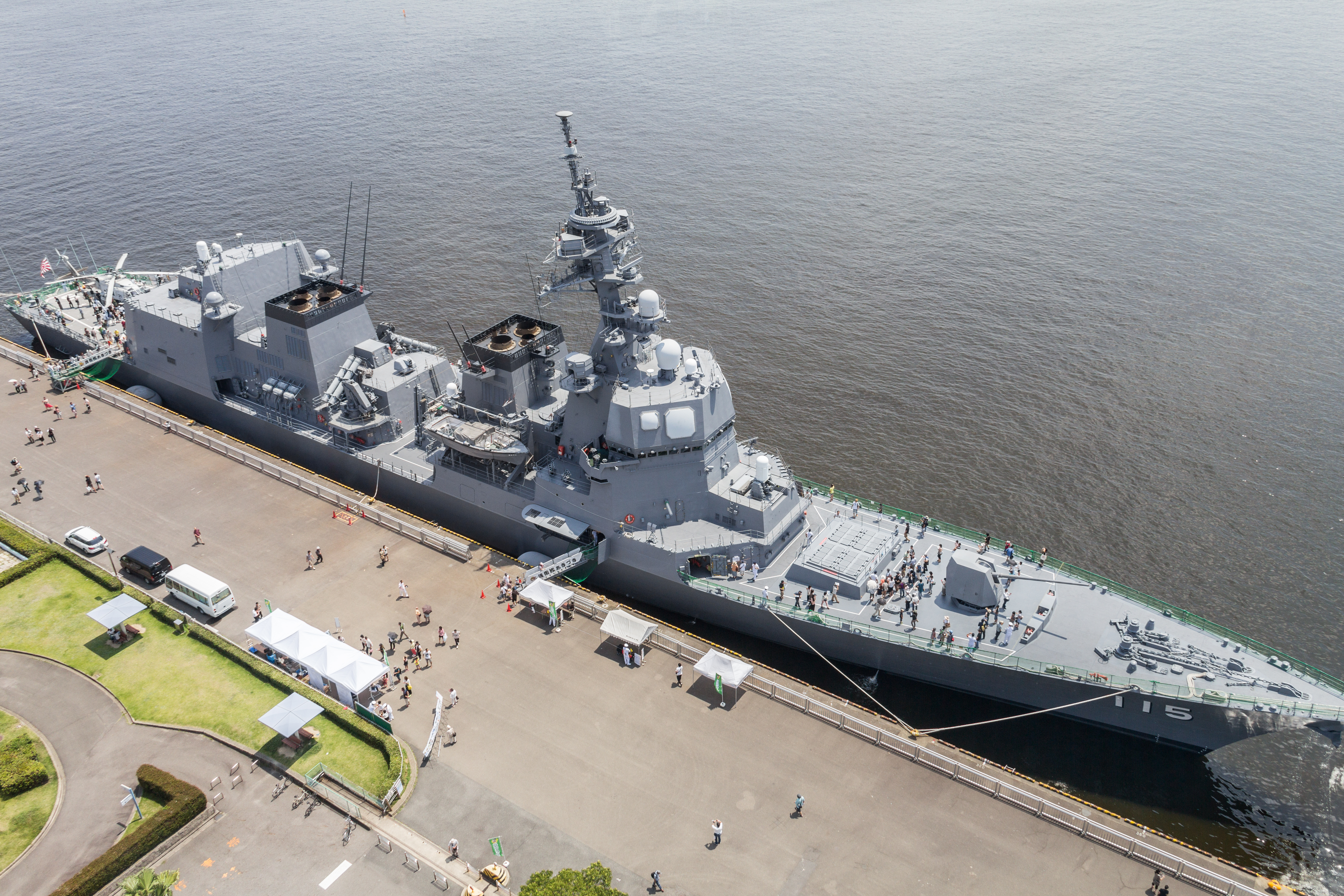
護衛艦「あきづき」
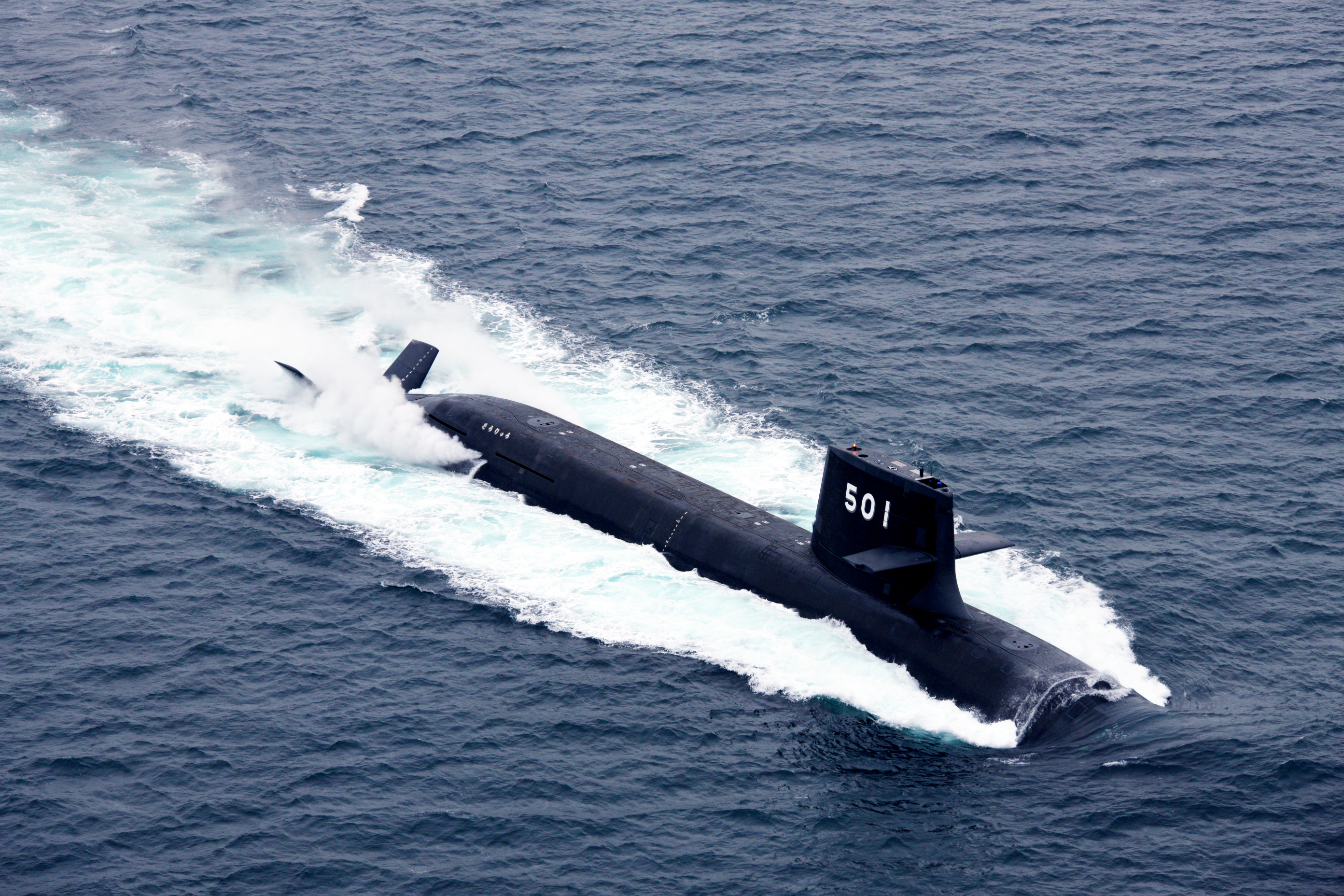
AIP潜水艦「そうりゅう」
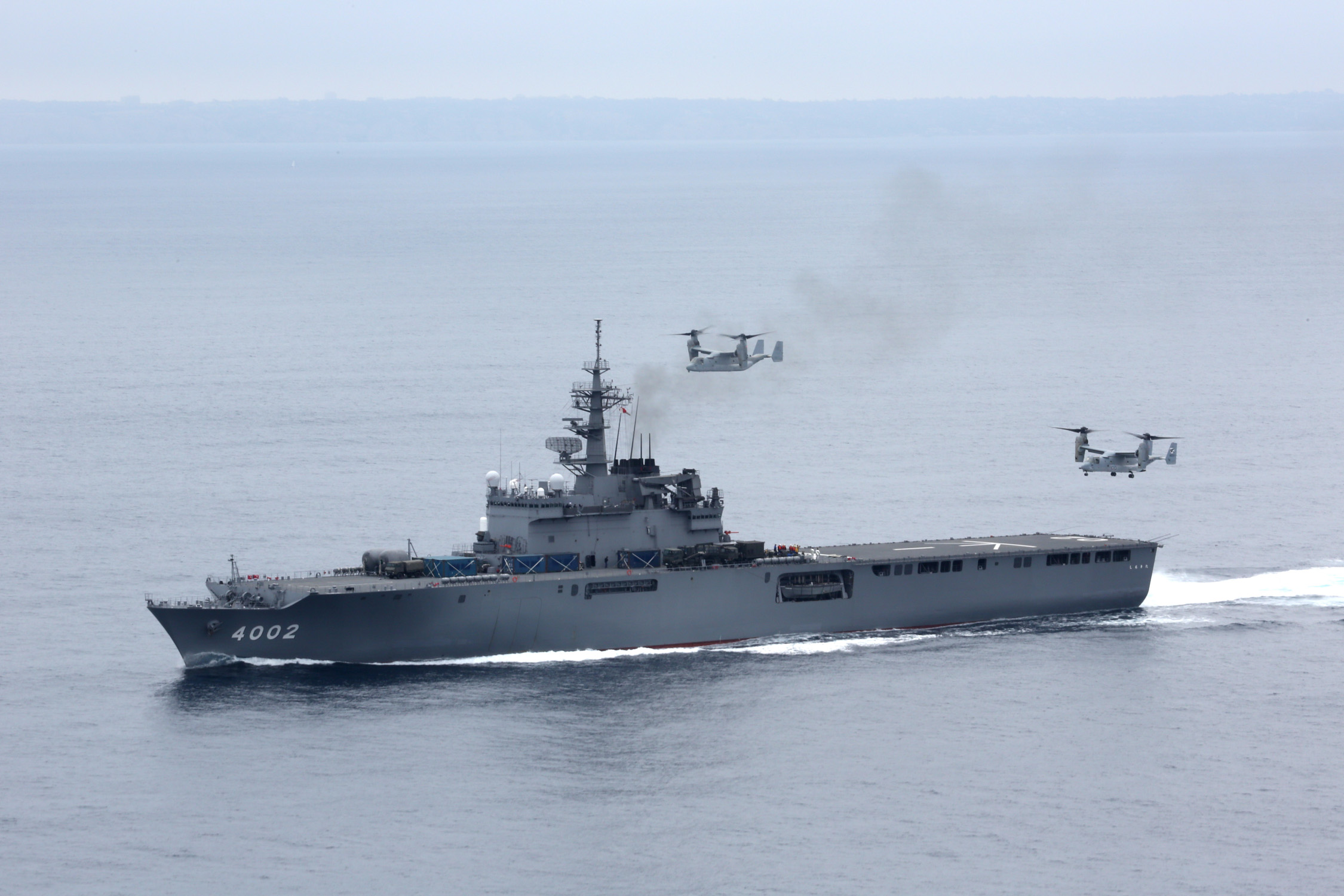
輸送艦「しもきた」と発着艦を試みるV-22 オスプレイ
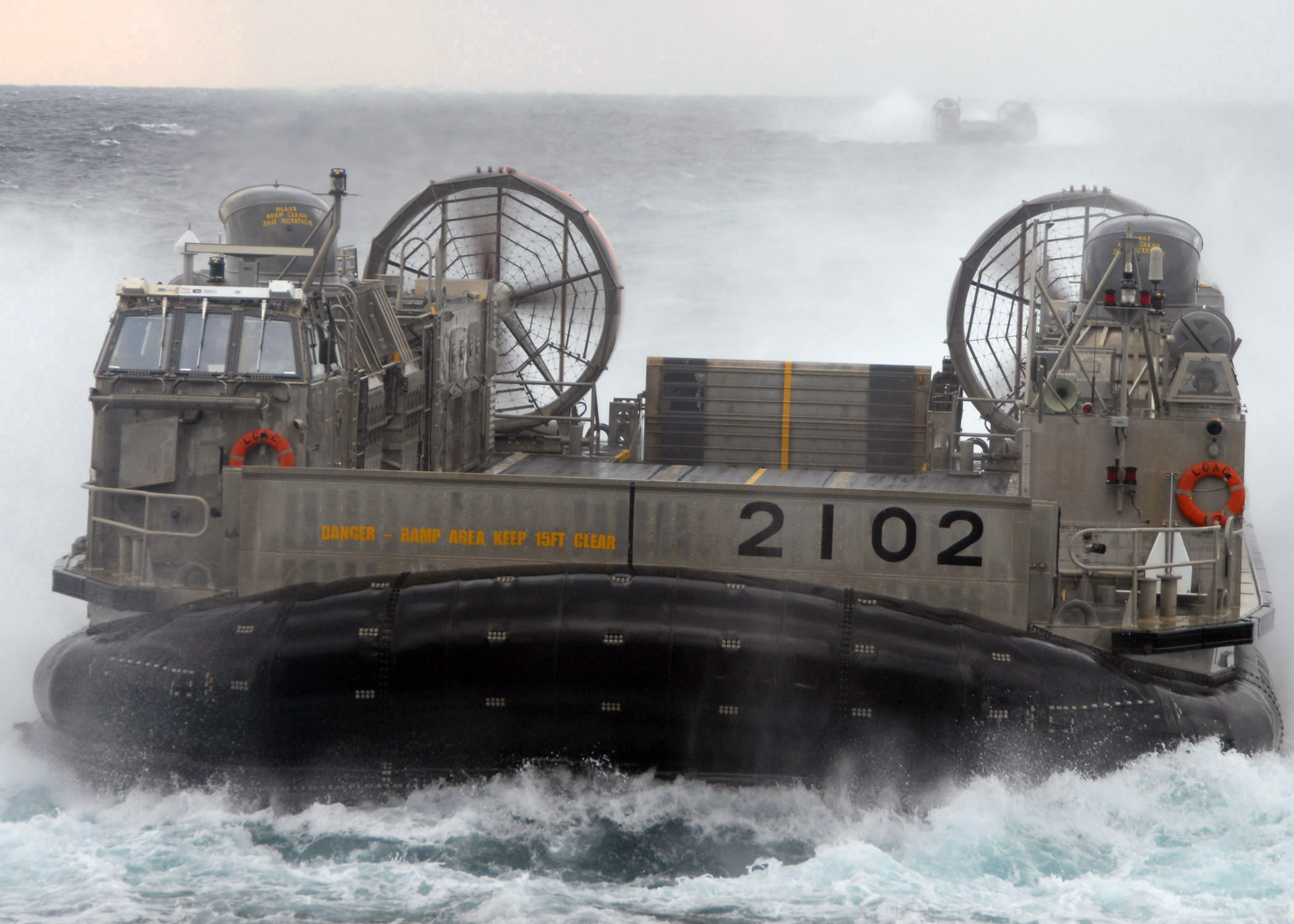
エアクッション艇1号型
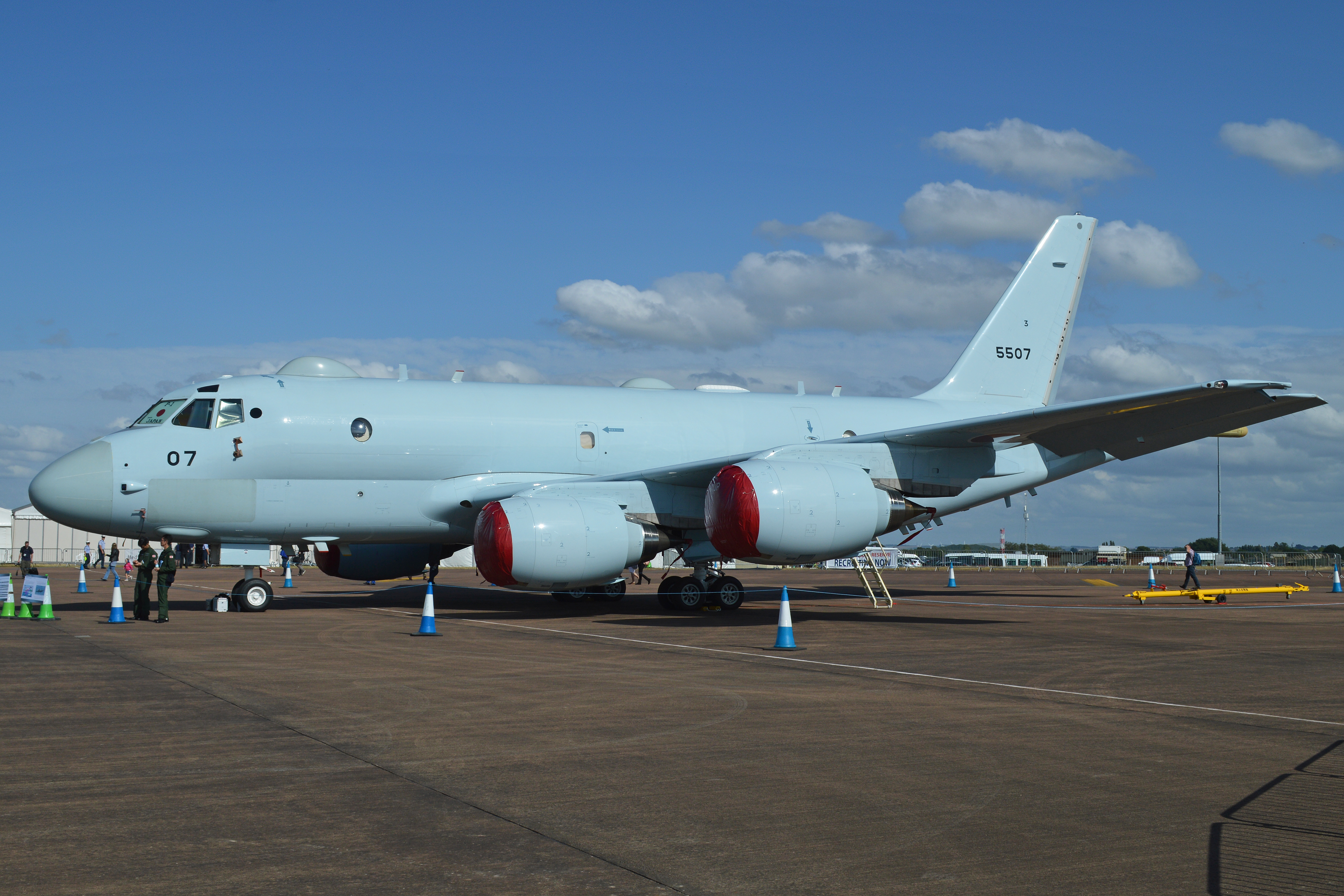
P-1哨戒機
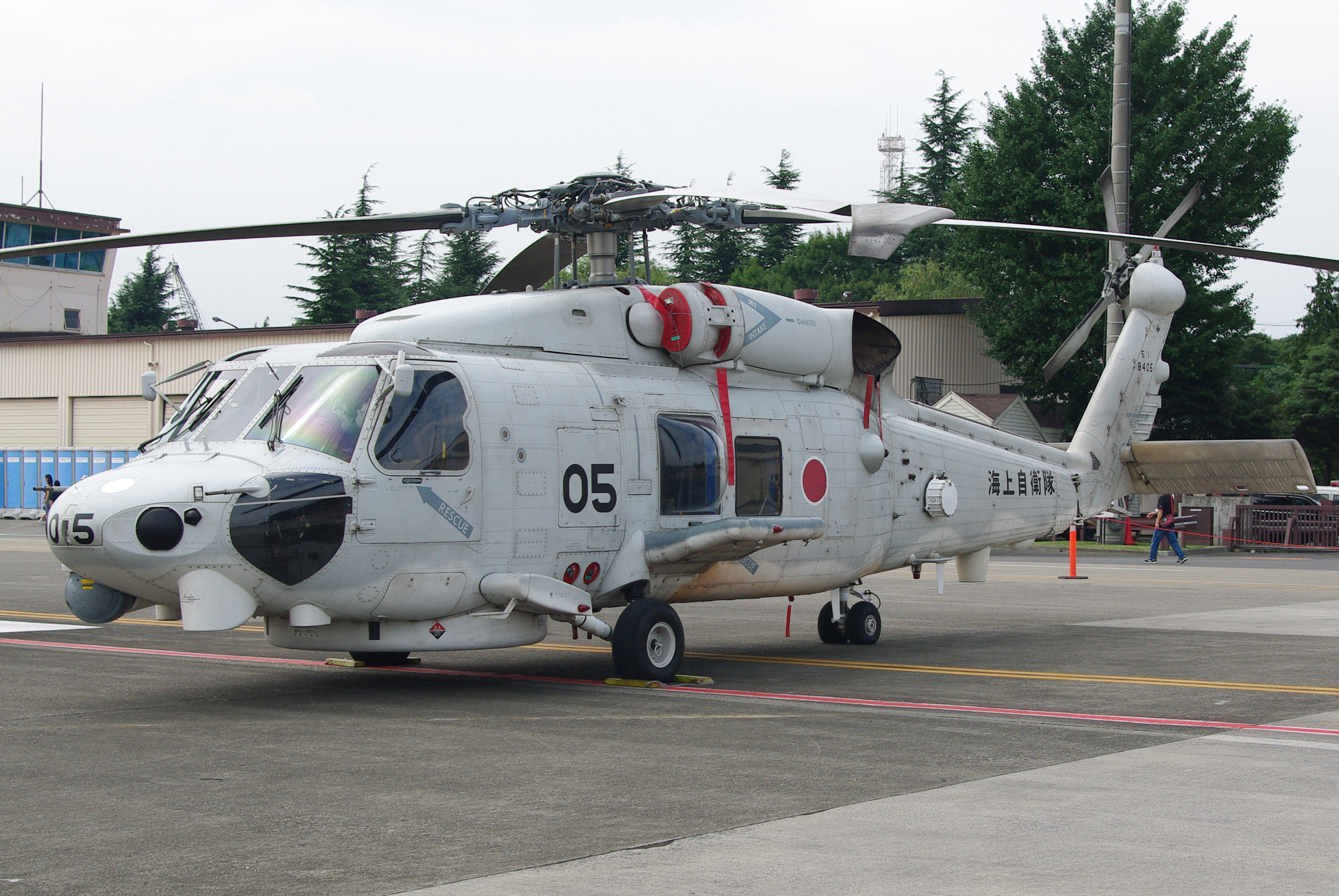
SH-60K哨戒ヘリコプター
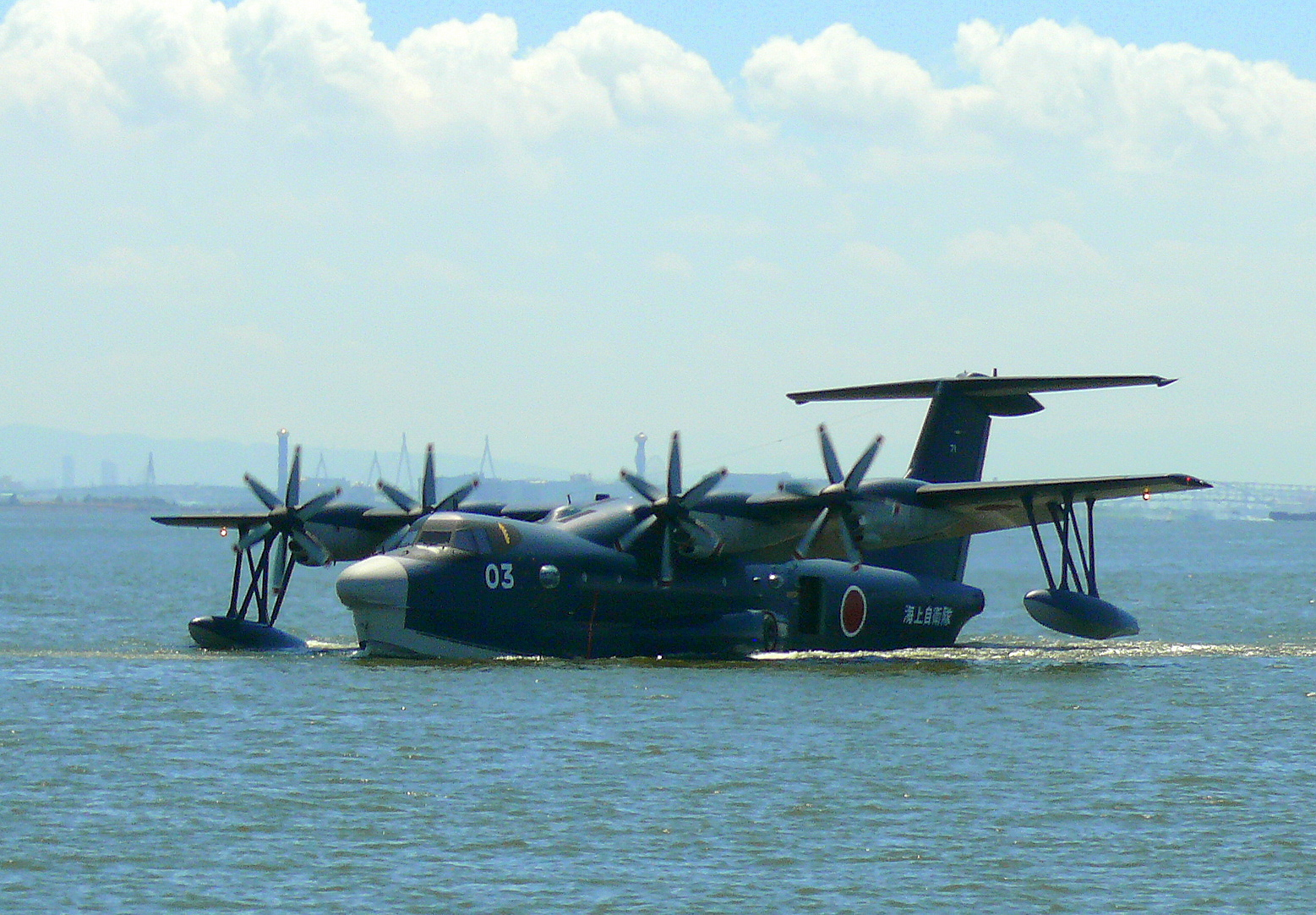
US-2飛行艇

#### 航空自衛隊

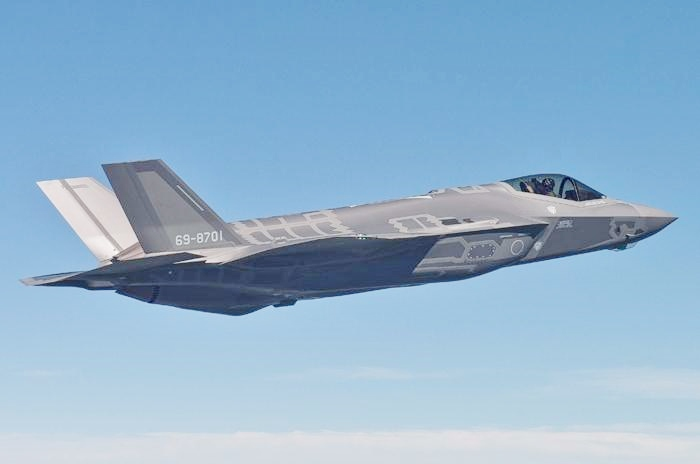
F-35A戦闘機
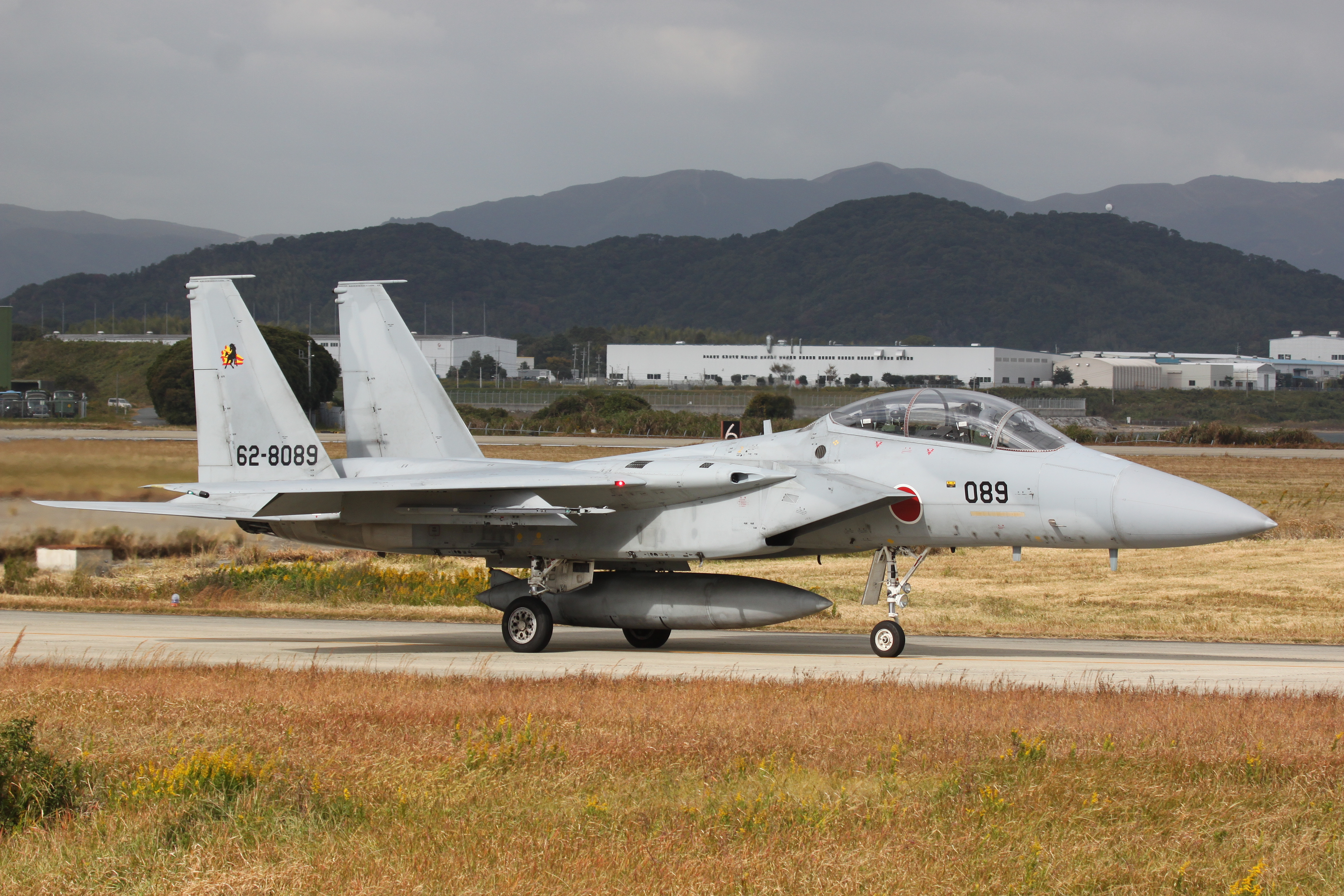
F-15J/DJ戦闘機
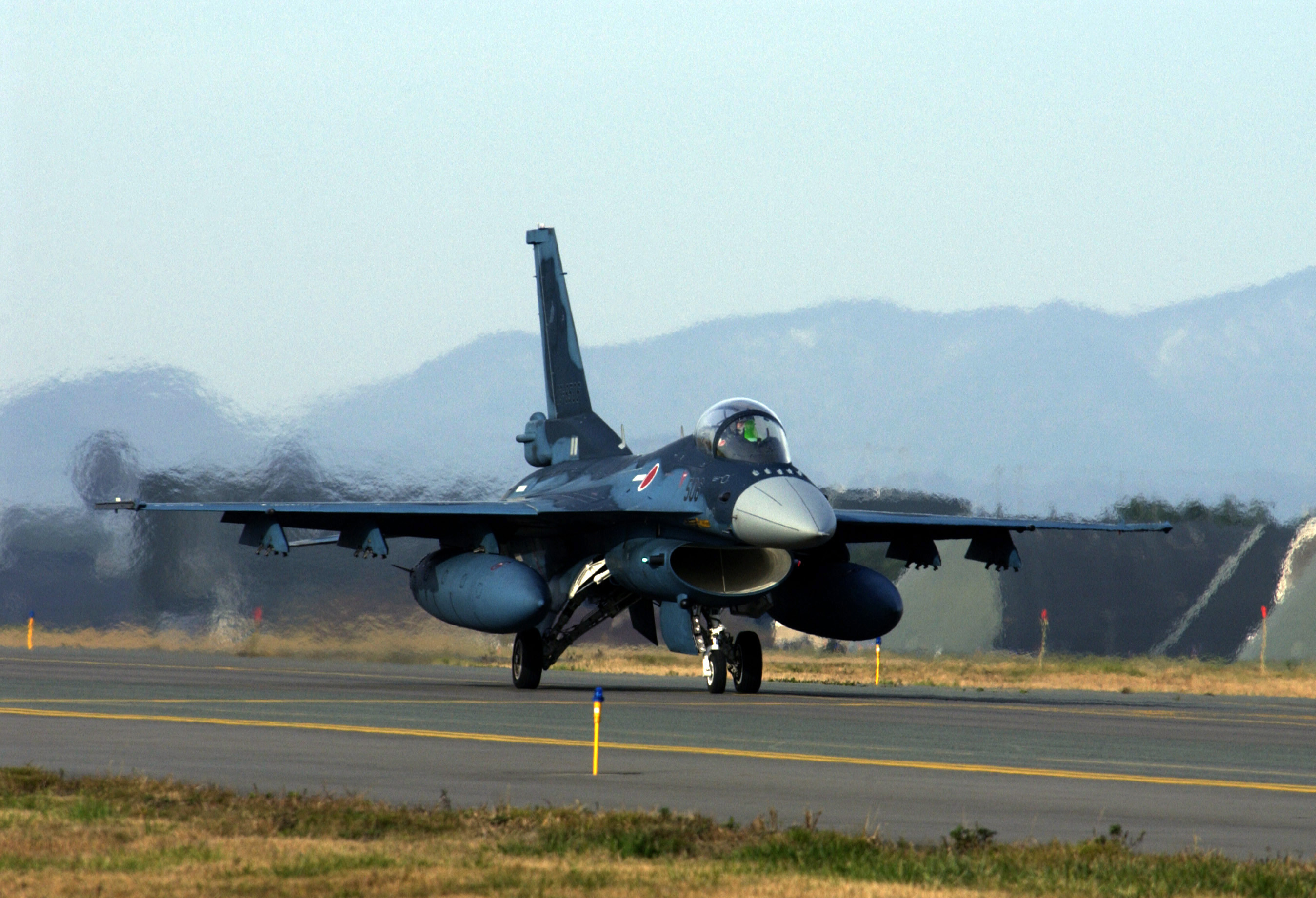
F-2A/B戦闘機
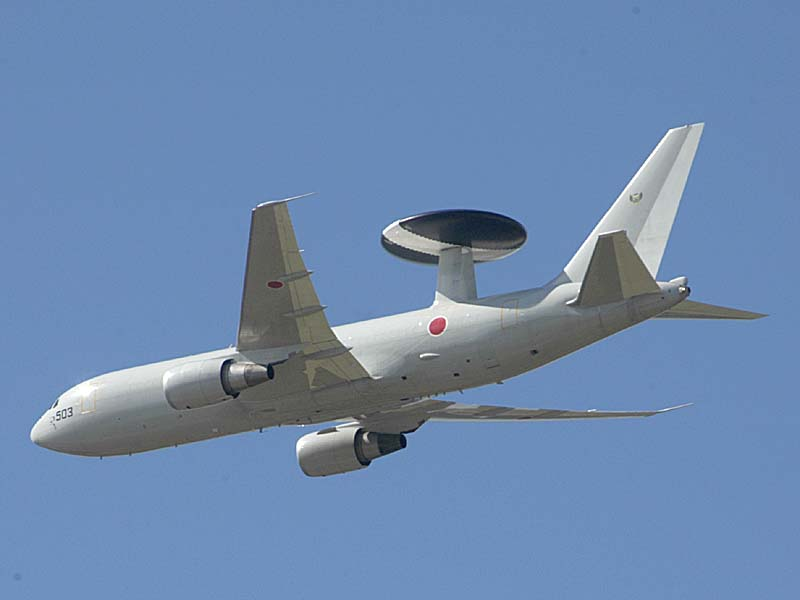
E-767早期警戒管制機
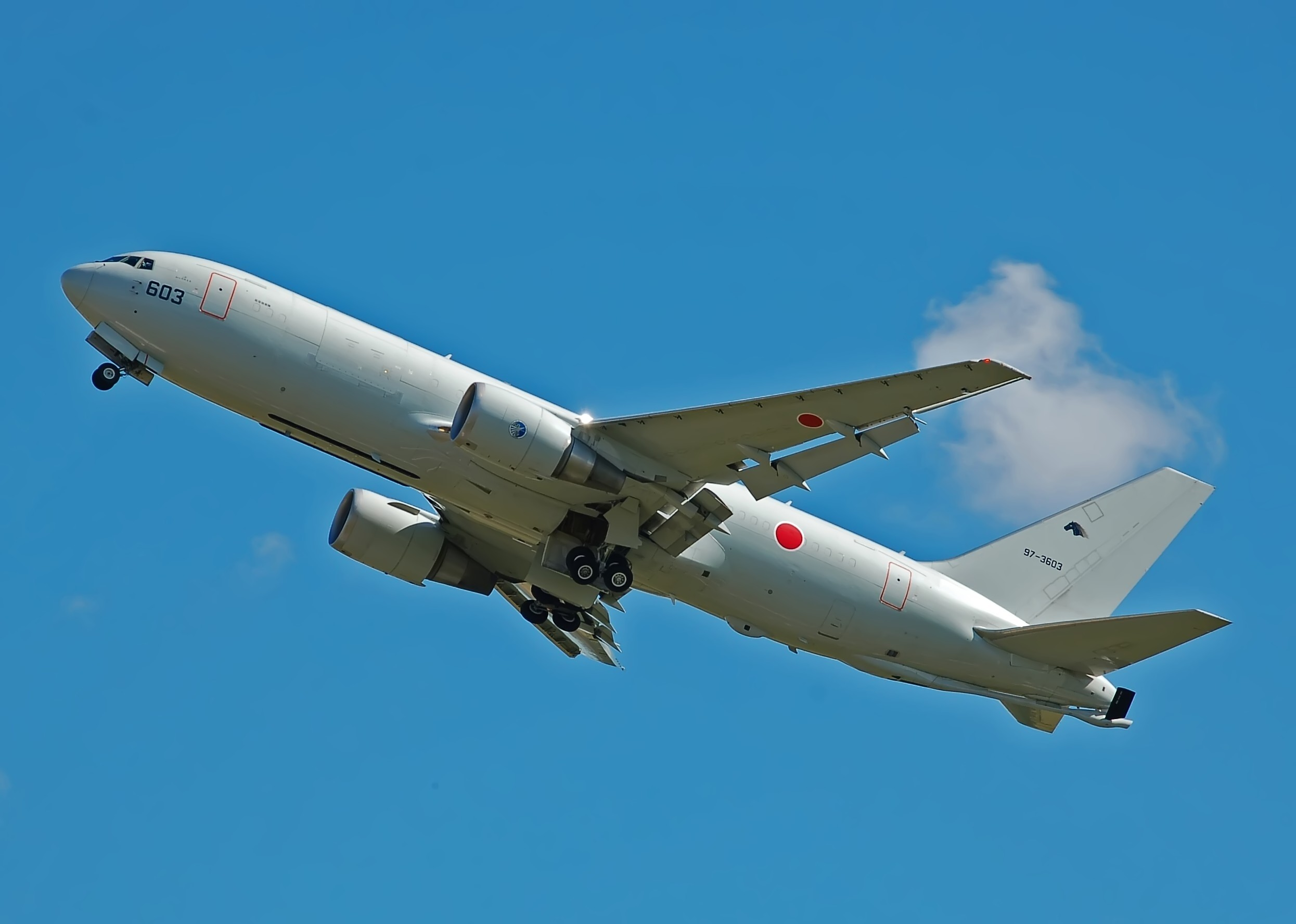
KC-767J空中給油機
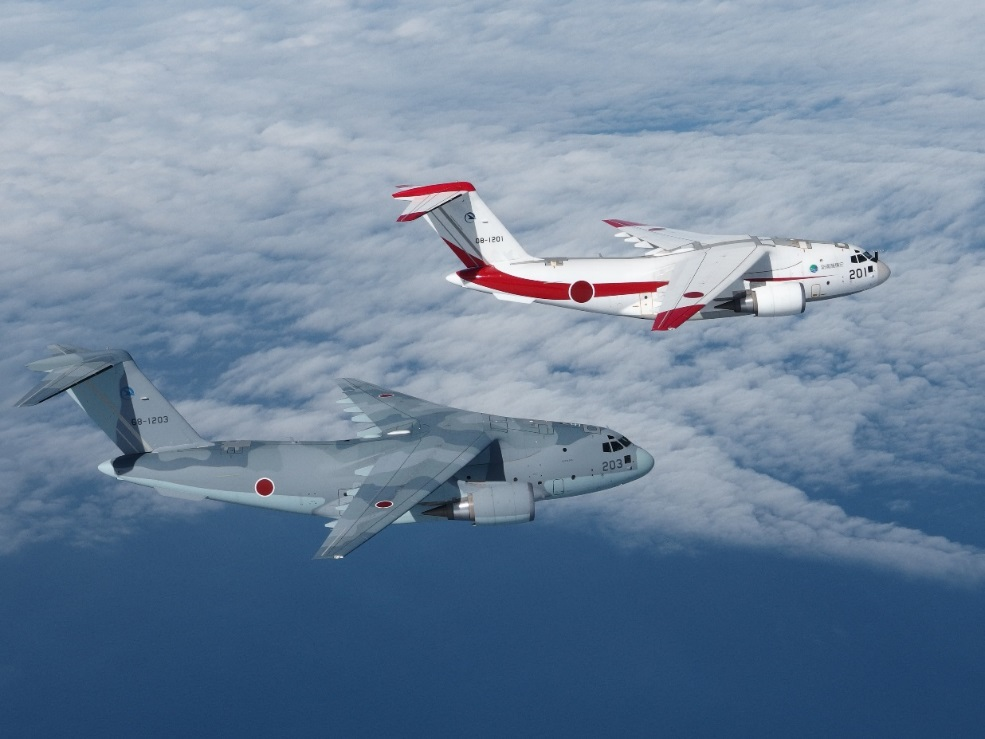
C-2輸送機
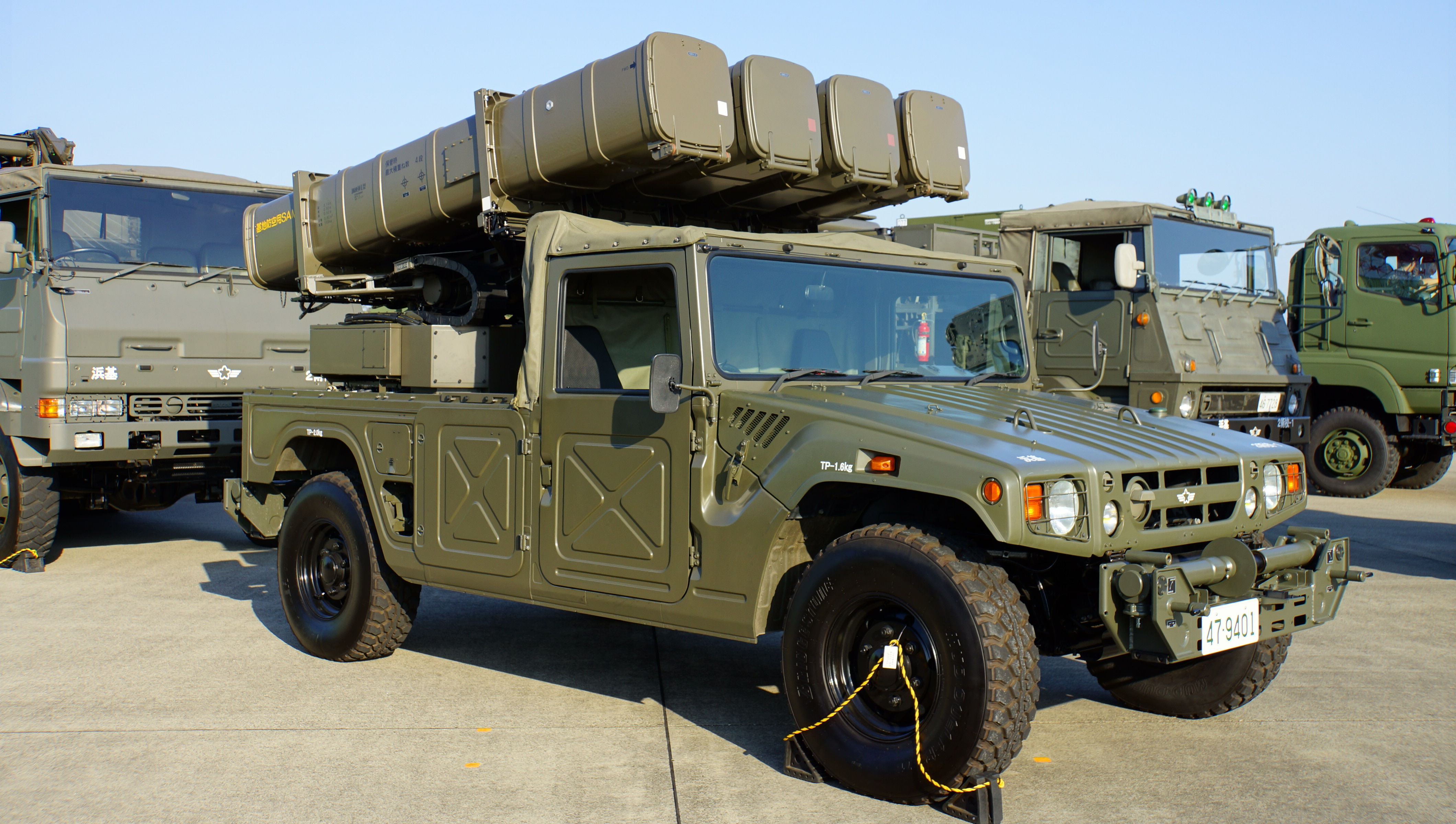
基地防空用地対空誘導弾
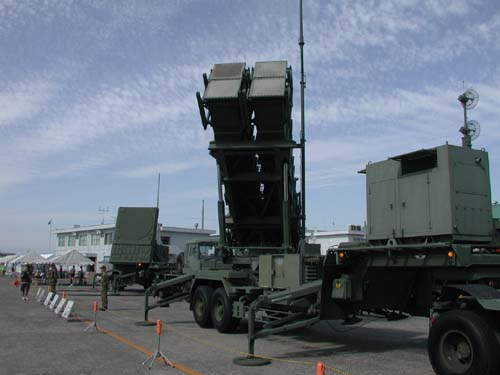
地対空誘導弾ペトリオット（PAC-2/PAC-3）
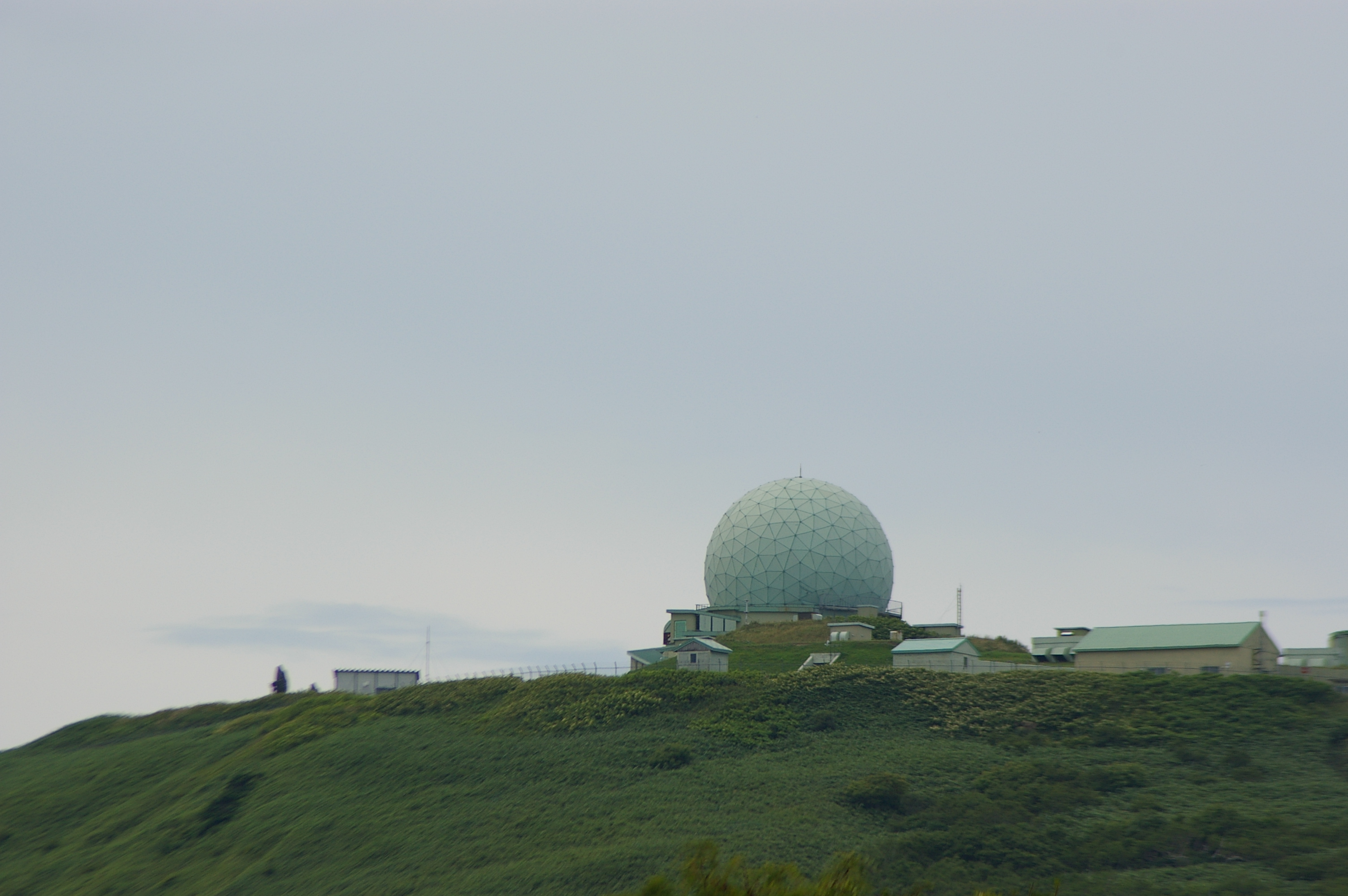
第18警戒隊のレーダーサイトJ/FPS-2

## 音楽

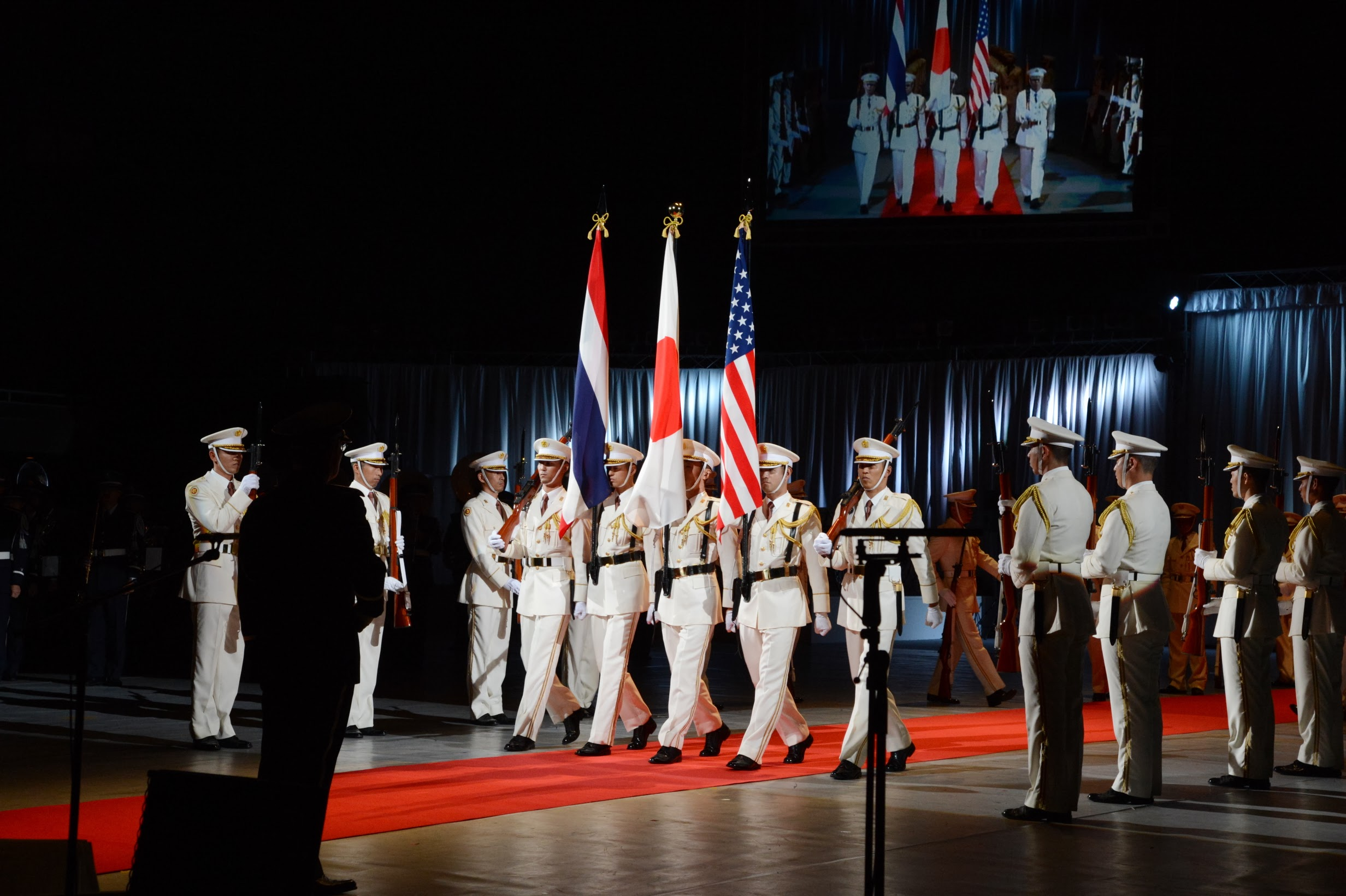
平成25年度自衛隊音楽まつり

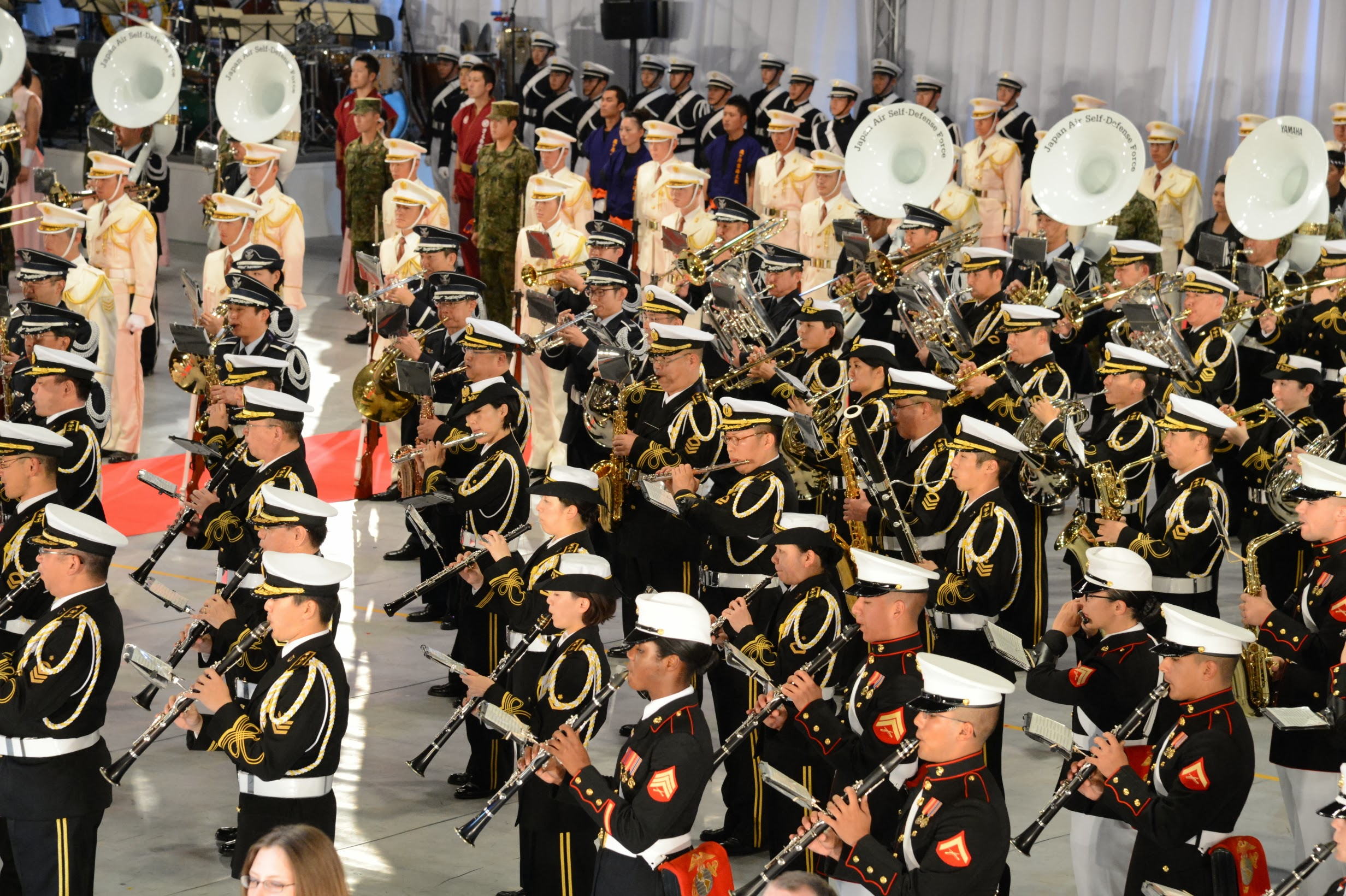
平成25年度自衛隊音楽まつり

防衛省各自衛隊は、公式の行進曲、隊歌を制定している。またそれぞれの部隊が独自に部隊歌を作曲、制定（部隊制定）している場合もある。防衛大学校は、将来の陸海空幹部自衛官を養成する防衛省の機関の為、陸海空いずれもの行進曲を使用する場合もある。

### 主な行進曲
『陸軍分列行進曲』
大日本帝国陸軍の行進曲として作曲・制定され、陸上自衛隊、日本の警察の行進曲として使用されている日本の儀礼曲。

#### 陸上自衛隊
- 『大空』須摩洋朔

陸上自衛隊の前身に当たる、1951年（昭和26年）8月10日に行われた警察予備隊発足1周年記念観閲式の為に、中央音楽隊初代隊長・須摩洋朔が作曲。2010年（平成22年）度の中央観閲式では、中央病院高等看護学院学生隊（男性隊員を含む）並びに陸海空女性自衛官部隊の観閲行進時に奏楽された。
- 『扶桑歌』シャルル・ルルー（陸軍省編曲）

1886年（明治19年）作曲の観兵式分列行進曲（陸軍省制定）を再制定したもの。観閲式において普通科（徒歩行進）部隊の観閲行進時に奏楽されるのが普通である。2010年度（平成22年度）の自衛隊観閲式では、観閲部隊指揮官（並びに幕僚）、部隊用国旗（旗手・旗衛手）、防衛大学校学生隊、防衛医科大学校学生隊、高等工科学校生徒隊、普通科部隊、空挺部隊の観閲行進の時に奏楽された。曲名『扶桑歌』の扶桑とは日本の異称で、陸軍の観兵式（中分列式）のために作曲・制定された曲であることから『陸軍分列行進曲（分列行進曲）』や『分列式行進曲』などとも呼ばれる、（2007年（平成19年）度自衛隊観閲式からは同曲を「陸軍…」の名称で紹介しているが、音楽隊では"行進曲「扶桑歌」"の譜が使われている。また、陸軍省とほぼ同時に同曲を制定した警察庁も「扶桑歌」の名称で現在まで使用している。「陸軍…」の名称は戦前には見られない。戦後いつ「陸軍…」の名称が使われ始めたか、経緯も含めて不明）。

#### 海上自衛隊
- 『軍艦』瀬戸口藤吉

1897年（明治30年）作曲の海軍省制定行進曲を再制定したもの。観閲式において海上自衛隊部隊の行進時に奏楽される他、進水式などの儀式で奏楽される。課業行進曲や会報などに録音した物（主にCD収録音源）が使われることもある。

#### 航空自衛隊
- 『空の精鋭』矢部政男

航空自衛隊は発足より長らく米国の行進曲『ブラビューラ』を行進曲として使用してきたが、1992年（平成4年）、航空自衛隊創設40周年の折に『空の精鋭』を作曲、公式行進曲として制定した。観閲式において航空自衛隊部隊の行進時に奏楽される。

#### 防衛大学校
- 『飛翔』神明

2002年（平成14年）に防衛大学校創立50周年記念行事の一環として防衛大学校同窓会より寄贈された。「防衛大学校への入校とともに、今まで生活とはおよそかけ離れた厳しい規律や訓練の中に身を置き、卒業時には帽章の鳩のごとくたくましく、力強く羽ばたいていく防大生の姿をイメージ」して作曲された。作曲者の神明は陸上自衛隊中央音楽隊勤務。課業行進曲としても使用されている。
- 『英華壮観』

防衛大学校同窓会から防衛大学校に寄贈された新行進曲。

#### その他
- 『祝典ギャロップ』須摩洋朔

中央音楽隊初代隊長・須摩洋朔が、昭和28年度自衛隊観閲式の車両行進曲として作曲。観閲式に於ける、車両部隊の行進時に奏楽される。
- 『陽光を背に』

平成30年度自衛隊観閲式で初演奏された「祝典ギャロップ」に代わる新車両行進曲。
- 『凱旋』堀滝比呂[140]

2004年（平成16年）の陸上自衛隊創設50周年記念行進曲として中央音楽隊ファゴット奏者・堀滝比呂が作曲。中央観閲式における、音楽隊（陸海空合同）の観閲行進（入場）時に奏楽される。
- 『君が代行進曲』吉本光藏

海軍軍楽生・吉本光藏作曲の行進曲で作曲年は不明。トリオ部に使われている軍歌『皇国の守り』は、文学博士・外山正一の詩に伊沢修二が曲をつけた。

## 自衛隊の博物館
- 海上自衛隊佐世保史料館（セイルタワー）
- 海上自衛隊呉史料館（てつのくじら館）：海上自衛隊の歴史や装備品の紹介などが展示されている。
- 鹿屋航空基地史料館
- 陸上自衛隊広報センター（りっくんランド）：陸上自衛隊について、歴史・組織・防衛装備等多角的な面から解説し、日本国民に対する広報活動を行っている。
- 浜松広報館（エアパーク）：航空自衛隊を日本国民により多く理解してもらうことを目的として、1999年4月にオープンした。

## 自衛隊を巡る論争
平和主義を標榜する日本では、自衛隊の存在や運用に関して多くの議論がなされている。

### 自衛隊違憲論
2015年6月下旬に『朝日新聞』が行った憲法学者へのアンケートによれば、自衛隊の存在が「憲法違反にあたる」と答えたのは回答した憲法学者122人のうち50人（41%）で、「憲法違反の可能性がある」と答えたのは27人（22%）であった。「憲法違反にはあたらない可能性がある」と答えたのは13人（11%）で、「憲法違反にはあたらない」と答えたのは28人（23%）、4人（3%）は無回答だった。安倍晋三首相は2017年9月25日に「朝日新聞の調査で憲法学者の7割以上が憲法違反だと言っている」と発言したが、『朝日新聞』はファクトチェック（事実検証）で2015年のアンケートの結果と異なる点を指摘し、「7割以上」という数字は1991年10月から11月にかけて憲法学者を対象に行ったアンケートの結果であり、「調査から26年が経過しており、現在の憲法学者の見解を説明するために用いるデータとしては適切とは言えない」と指摘した。なお、1991年に憲法学者を対象に行われた『朝日新聞』のアンケートでは、「9条に照らして、自衛隊はそもそも違憲」と答えたのが78%、「9条は「自衛のための必要最小限度の実力」の保持は認めているが、現在の自衛隊はこの限度を超えているため違憲」と答えたのが6%、「9条は「自衛のための必要最小限度の実力」の保持を認めており、現在の自衛隊はこの範囲内だから合憲」と答えたのが9%、「9条に照らしても、自衛隊は無限定に合憲」と答えたのが2%だった。
戦後の社会党を中心とした左派政党など護憲派や市民団体は、自衛隊は日米安全保障条約と共に違憲だと主張してきた。「戦後の再軍備自体が想定されていなかった日本国憲法が出来た時の解釈からすれば明確に違憲どころかそれ以前の問題であった」といった主張である（新党憲法9条）。非武装中立を志向する政党、団体、人々からは日本政府が日本国憲法を専守防衛の自衛隊は戦後史の中で日本国民に定着した事実上の合憲的存在であるとの解釈していることを批判している。
自民党と連立することで、村山政権が発足した後に従来は非武装中立を主張していた野党第一党日本社会党（後に社民党と民主党に党員が分裂）は1994年9月の第61回臨時全国大会において、「『非武装』は党是を超える人類の理想」としつつ「自衛のための必要最小限度の実力組織である自衛隊を認める」、とそれまで野党で自衛隊を合憲としてきた公明党、民社党に対しての従来の主張だった「自衛隊違憲論」から「自衛隊合憲論」へと転換した。しかし、社民党は2006年2月に「現状、明らかに違憲状態にある自衛隊は縮小を図り、国境警備・災害救助・国際協力などの任務別組織に改編・解消して非武装の日本を目指します」と社会民主党宣言を出して以前の非武装中立路線へと再転換した。社民党の照屋寛徳参議院議員（第61回臨時全国大会当時は社会党員）は1994年当時も2013年にも自衛隊は“違憲状態”を超えて「違憲な存在」と考えていることを表明している。日本共産党も同様に自衛隊を違憲と主張して、自衛隊による訓練や地方自治体イベントへの参加に対して抗議活動をしている。2018年にも地方自治体が主催・共催・後援する災害救助等の行事等への自衛隊員が参加することにも日本共産党は反対し、「自衛隊を参加させないで、消防や警察のみにしてください。」 と主張して抗議している。
濱田浩一郎によれば、日本共産党は1968年に「アジア侵略の従属軍隊であるとともに、軍国主義復活の先頭にたっている人民弾圧の軍隊であり、憲法九条をじゅうりんしてつくられた非合法の軍隊である」と自衛隊を定義した。阪神淡路大震災の時に自衛隊の必要性が国民的に強く理解されるまで、保守系言論を除く日本のマスコミ、日本共産党、日本社会党、日教組、自治労など左派労組、その党員や支持者は自衛隊を「反社会的存在」として糾弾していた。日本の一般世論は当時は左派市民団体による自衛隊への批判活動に無関心で、一部は自衛隊を違憲で解体すべきだとの主張に同調していた。「自衛隊いじめ」 は社会のいたるところにあり、成人した19から20歳の自衛官が成人式に参加する際に集団で押し掛けて妨害して帰らせる事件が革新が強い地域で頻発した。父親が自衛官だった大野敏明は安保闘争翌年の1961年の様子を「小学生も安保反対デモのまねをしていた」と語っている。小学校4年生だった大野は社会科の授業中に担任の女性教師から「大野君のお父さんは自衛官、自衛隊は人を殺すのが仕事で憲法違反の集団。」「みんな、大きくなっても大野君のお父さんのようにならないようにしましょう。先生たちは自衛隊や(日米)安保をなくすために闘っている。」と言われた。大野は同級生から除け者にされ、教室の隅での給食、上履き窃盗、ランドセルの中身を捨てられたり、下校途中に投げられた石で負傷した。大野は、親に説得されるまで登校を拒否した。濱田は公私を分けない教師の発言を批判し、当時の大野の心や「説得」した自衛官の父の気持ちを思うと胸が痛むと述べている。大野は転勤の多い自衛官の子弟が多数在籍していた都立の全寮制高校に進学した際に自分だけが特殊な経験をしたのではなかったと知ったと述べている。他の子弟も小学校や中学教師に「自衛官は人殺し」「鉄砲もって喜んでいる」と皆の前で言われたために、同級生にも「人殺しの子供」と罵られた経験者や親や兄弟、親族を馬鹿にした日教組の教師に反発したために内申書の評価を下げられる被害を受けた。日教組や自治労など熱心な活動をする組合員、専従組合員を中心に自衛隊員子弟の入学反対運動や子弟の目の前で授業中に自衛隊を憲法違反で解体されるべきなどして吊し上げていた。このような表だっての言動や活動は「自衛隊が必要」との意見への支持とこのような活動への嫌悪が国民的に広まると激減した。濱田は自衛隊違憲論による未だ残る市民団体や革新政党による自衛隊員やその家族への攻撃が、護憲運動への批判と総評系を中心に労働組合への嫌悪感を強める結果になって支持層を減らしたと評している。
2000年代に入ると左派にも変化が見られるようになり、日本共産党は第22回大会において「段階的解消」という主張はそのままに「違憲だが有事の際には活用する」という「自衛隊活用論」を表明した。これに対し河野克俊は自衛隊が国民に信頼されるようになった現代では、護憲派も旧来の主張では賛同が得られないと気がついたための方策だが、矛盾した主張だと指摘している。一方で保守派の「自衛のための必要最小限度の実力」という合憲解釈も、装備が貧弱であった発足当初では通用したが最新装備を導入している現代では無理があり、違憲論・合憲論は共に破綻しているとした。また9条改正の議論が進まない理由として、改正に反対する立憲民主党や日本共産党よりも、改憲を党是としている自民党に多い「自衛隊は既成事実化しているため苦労してまで改憲しなくていい」という『まあいいんじゃない保守』の議員が問題としている。河野は現在の「いい加減な憲法」を改正し、他国の軍隊と同じく、禁止事項を定めるネガティブ・リスト方式の国防軍法を制定すべきと主張している。
安倍晋三首相が、国会答弁で答えた「ほとんどの教科書に自衛隊が違憲だという記述がある」という発言を受けて、BuzzFeed News(2017年10月20日)は、当該年に中学・高校で使われた「公民、政治・経済、現代社会」の全教科書をチェック。「自衛隊は違憲」と断定した教科書はなく、いずれも「違憲だという主張もある」といった「主張」の紹介だったことから、首相の発言は「誤情報とまでは言えないが、誤解を招く」と結論づけた。

### 法的位置付け
憲法9条に関する学説には、憲法9条第1項において全ての戦力が放棄されたとする立場（峻別不能説）、憲法9条第1項の規定では自衛戦争は放棄されていないが、第1項の趣旨を受けて憲法9条第2項に戦力の不保持と交戦権の否認が定められた結果として全ての戦争が放棄されたとする立場（遂行不能説）、「前項の目的」とは「国際紛争を解決する手段」としての戦争放棄を指すのであり自衛戦争及び自衛のための戦力は放棄されていないとする立場（限定放棄説） がある。政府見解は憲法制定時より憲法9条第1項では自衛戦争は放棄されていないが、第2項の戦力不保持と交戦権の否認の結果として全ての戦争が放棄されているとする遂行不能説に立ちつつ、冷戦構造の深まりの中でこのような枠組みを維持しながら、交戦権を伴う自衛戦争と自衛権の行使としての必要最小限度の自衛行動とは異なるものであり後者については憲法上許容されていると解釈するに至っている。ただ、自衛行動の範囲について、鈴木善幸内閣の政府答弁書は、集団的自衛権については国際法上これを有してはいるものの憲法上行使は許されないと解釈していた。これについて1999年（平成11年）の参議院予算委員会において大森政輔内閣法制局長官（当時）は「個別的自衛権に基づく我が国を防衛するために必要最小限度の自衛行動というものは憲法が否定していないということを申し上げたのでございまして、いわゆる戦争の三分類による自衛戦争ができるんだということを申し上げたわけではないと。自衛戦争という場合には当然交戦権が伴うんでしょうけれども、先ほど我が国がなし得ると申し上げましたのは、自衛戦争という意味よりももう少し縮減された、あるいは次元の異なる個別的自衛権に基づく自衛行動というふうにお聞き取りいただきたいと思います」 と述べた。また、1999年（平成11年）の参議院外交防衛委員会において秋山收内閣法制局第一部長（当時）は「自衛戦争の際の交戦権というのも、自衛戦争におけるこのような意味の交戦権というふうに考えています。このような交戦権は、憲法九条二項で認めないものと書かれているところでございます。一方、自衛行動と申しますのは、我が国が憲法九条のもとで許容される自衛権の行使として行う武力の行使をその内容とするものでございまして、これは外国からの急迫不正の武力攻撃に対して、ほかに有効、適切な手段がない場合に、これを排除するために必要最小限の範囲内で行われる実力行使でございます」と述べている。しかし、自衛行動の範囲について、政府見解は、その後、2014年（平成26年）の閣議決定により集団的自衛権についても密接な関係にある他国への攻撃であり、国民の生命、自由及び幸福追求の権利が根底から覆される明白な危険がある場合などに限って必要最小限度の範囲で行使可能とする憲法解釈の見直しが行われた。
この問題に関する最高裁判所の判断はまだ行われておらず、自衛隊自体が合憲であるか違憲であるかの憲法判断は下されていない。ただし、砂川事件の上告審で最高裁判所は自衛権の存在については「わが国が主権国として持つ固有の自衛権は何ら否定されたものではなく、わが憲法の平和主義は決して無防備、無抵抗を定めたものではない」とし「わが国が、自国の平和と安全を維持しその存立を全うするために必要な自衛のための措置をとりうることは、国家固有の権能の行使として当然のことといわなければならない。」と判示した。ただし、この最高裁の判例は駐留米軍の合憲性についての判例である。

#### 戦力の不保持との関係
日本国憲法第9条2項前段は戦力の不保持について規定する。限定放棄説の立場からは一般に自衛のための戦力は保持しうると解釈するのに対し、峻別不能説や遂行不能説の立場からは戦力は一切保持できないと解釈する。このうち遂行不能説においては憲法9条第1項の趣旨を受けて同条第2項により「戦力」の不保持が定められている結果として全ての戦争が放棄されていると解釈するため、この立場をとる場合には憲法9条2項によって保持できないとされている「戦力」がどの程度の実力組織を指すとみるべきかという点が特に重要となる。
自衛隊が日本国憲法第9条にてその保持が禁じられている「陸海空軍その他の戦力」に当たるか否かに関しては長らく議論が交わされてきた。現在の通説では戦力を“軍隊および有事の際にそれに転化しうる程度の実力部隊”と解釈し、目的と実体の二つの側面から「軍隊」と「警察力」を区別する。後者を越えるものが「戦力」に該当すると考える者もいる。現在自衛隊が保持している戦闘艦や戦車、ミサイルなどの武力を考えれば、有事の際に軍隊に転化しうる戦力に該当するといわざるを得ず、自衛隊は日本国憲法9条2項の戦力に該当し、違憲であると主張する者もいる。
政府見解は憲法9条第2項は「戦力」の保持を禁止しているという解釈のもと、これは自衛のための必要最小限度の実力を保持することを禁止する趣旨のものではなく、これを超える実力を保持することを禁止する趣旨であるとし、自衛隊のような自衛のための任務を有し、その目的において必要相当な範囲の実力部隊を設けることは憲法に違反するものではないとしている。
これに関連して、政府見解は交戦権を伴う自衛戦争と自衛権に基づく自衛行動とは異なるものであるとし、憲法上自衛権は否定されておらず、国際法上、我が国を防衛するため必要最小限度の実力を行使すること（自衛行動権）は当然に認められているとの立場をとっている。ただ、自衛行動の範囲については、2014年（平成26年）7月の閣議決定により集団的自衛権についても密接な関係にある他国への攻撃であり、国民の生命、自由及び幸福追求の権利が根底から覆される明白な危険がある場合などに限って必要最小限度の範囲で行使可能とする憲法解釈の見直しが行われている。
日本政府の見解は一貫して「自衛隊は、憲法上必要最小限度を超える実力を保持し得ない等の制約を課せられており、通常の観念で考えられる軍隊とは異なるものと考える。 また、自衛隊が国際法上『軍隊』として取り扱われるか否かは、個々の国際法の趣旨に照らして判断されるべきものであると考える 」となっている。
「国際法上の軍隊」として取り扱われるか否かについては、中山太郎外務大臣の国会答弁において、「自衛隊は、憲法上必要最小限度を超える実力を保持し得ない等の厳しい制約を課せられております。通常の観念で考えられます軍隊ではありませんが、国際法上は軍隊として取り扱われておりまして、自衛官は軍隊の構成員に該当いたします」と述べた。「軍隊」という語は多義的で、防衛庁長官の国会答弁においても、「近代戦を有効に遂行し得る意味の軍隊ではないのでございます。ただ、防衛的の、防衛力を発揮できるという意味におきまして、もし軍隊とおっしゃるならば、おっしゃってもよろしいというのが従来の防衛庁、政府の発言でございます」と述べ、「自衛隊は軍隊か」という問題は、軍隊の定義如何の問題に帰結するのであって重要な問題ではないとしている。

#### 交戦権の否認との関係
日本国憲法9条2項後段は交戦権の否認について規定する。政府見解では同項の「交戦権」とは「交戦国が国際法上有する種々の権利の総称」を意味するもので、このような意味の交戦権が同項によって否認されていると解しており、一方で自衛権の行使に当たっては、国際法上、我が国を防衛するため必要最小限度の実力を行使すること（自衛行動権）が当然に認められているのであって、その行使は交戦権の行使とは別のものとして憲法上許容されているという立場をとっている。
この点について、1969年（昭和44年）の参議院予算委員会において高辻正己内閣法制局長官（当時）は「あくまでも憲法の第九条二項が否認をしている交戦権、これは絶対に持てない。しかし、自衛権の行使に伴って生ずる自衛行動、これを有効適切に行なわれるそれぞれの現実具体的な根拠としての自衛行動権、これは交戦権と違って認められないわけではなかろうということを申し上げた趣旨でございますので、不明な点がありましたら、そのように御了解を願いたいと思います」と述べている。
自衛隊の身分がこうした「憲法の解釈」によって保証されているという曖昧な状態に対し、憲法を改正して自衛隊保持を明記すべきという意見もある（憲法改正論議）。
用語については、独特の用語を用いて、軍事色を薄めているものがある（自衛隊用語）。

### 各政党の自衛隊に対する見解
- 自由民主党
  - 党内の意見は様々で、「憲法9条を改正して自衛隊を軍隊と位置づけ自衛軍とするべき」と主張している者もいる。野党時代（民国連立政権下）の2012年（平成24年）4月27日に決定した日本国憲法改正草案では「国防軍」と明記された[178] ほか、同年12月に施行され政権復帰を果たした第46回衆議院議員総選挙の政権公約においても「国防軍と位置づける」と明記していた[179]。
  - 2018年（平成30年）3月26日に自由民主党憲法改正推進本部（現：憲法改正実現本部）が公表した「憲法改正に関する議論の状況について」においては、現行の9条1項・2項及びその解釈を維持した上で、「自衛隊」を明記するとともに「自衛の措置（自衛権）」についても言及すべきとしている[180]。
- 立憲民主党
  - 党内の意見は様々であるが、いわゆる「自衛隊加憲論」には以下の理由により反対している[181]。
    - 1.  「後法は前法に優越する」という法解釈の基本原則により、9条1項2項の規定が空文化する（注1）。この場合、自衛隊の権限は法律に委ねられ、憲法上は、いわゆるフルスペックの集団的自衛権行使が可能となりかねない。これでは、専守防衛を旨とした平和主義という日本国憲法の基本原理が覆る。
    - 2. 現在の安全保障法制を前提に自衛隊を明記すれば、少なくとも集団的自衛権の一部行使容認を追認することになる。集団的自衛権の行使要件（注2）は、広範かつ曖昧であり、専守防衛を旨とした平和主義という日本国憲法の基本原理に反する。
    - 3. 権力が立憲主義に反しても、事後的に追認することで正当化される前例となり、権力を拘束するという立憲主義そのものが空洞化する。
    - （注1：従前の解釈を維持しようとするならば、明確かつ詳細にそれを明記する必要がある。これは相当大部かつ厳格な規定が必要となる。また、その際には、集団的自衛権一部行使容認という立憲主義違反について、容認する規定とするのか、否定する規定とするのか、明確にされなければならない。）
    - （注2：わが国に対する武力攻撃が発生していないにもかかわらず、「我が国と密接な関係にある他国に対する武力攻撃が発生し、これにより我が国の存立が脅かされ、国民の生命、自由及び幸福追求の権利が根底から覆される明白な危険があること」という要件。この要件は、いわゆる昭和47年（1972年）見解が日本に対する武力攻撃を念頭に置いていたのに対し、新たに「同盟国等に対する武力攻撃」を含むとする解釈を「基本的な論理」（7月1日閣議決定）に基づくと称する点で便宜的・恣意的な解釈変更といわざるを得ない。）
- 日本維新の会
  - 2022年（令和4年）の第26回参議院議員通常選挙の公約では、積極防衛能力整備・自衛隊の存在を憲法に明記すべきとしている[182]。
- 公明党
  - かつては自衛隊を憲法違反として廃止を主張、現在は自公連立政権下において自民党とほぼ同じ主張をしている。ただし、自衛隊海外派遣や防衛費増額、憲法での自衛隊の存在明記あるいは改憲による軍隊への位置づけなどについては、自民党に比べ消極的となっている。
  - 2022年参院選の公約では、自衛隊の憲法への明記について「引き続き検討を進めていく」との表現を盛り込み、「引き続き慎重に議論していく」としていた2021年（令和3年）の第49回衆議院議員総選挙より踏み込んだ。一方で憲法9条は、「今後とも堅持する」と強調した[183]。
- 国民民主党
  - 9条について、自衛隊を保持する「現実」との乖離を埋めるため、「政府解釈」の積み重ねと変更を繰り返してきた結果、「現実」を規律・統制する力が失われていると指摘し、速やかに解決策を見つけ出すべきだとし、制約された「自衛権の行使」と「自衛隊の保持」を憲法に規定するべきとしている[184]。
- 社会民主党
  - 自衛隊の存在自体は合憲であるが、海外派遣などは「違憲である」と主張している。自衛隊は縮小を図り、国境警備、災害救助、国際協力などの任務別組織に改編・解消して日本は非武装であるべきとしている。「9条への自衛隊の明記」については、「『戦争を放棄し、戦力を保持しない』とした憲法を変え、自衛隊が何をやっても違憲と言えなくなり、戦争のできる国にする『改悪』だ」と反対している[185]。
- 日本共産党
  - 自衛隊の存在は憲法違反であるとし、9条への自衛隊の明記については日本の平和と民主主義にとって危険であり、「戦力を持たない」「交戦権を否認する」という9条の根本を空洞化させ、海外での無制限の武力行使を可能にするものだとして反対している。日米安全保障条約の解消を目指しながら、解消前は可能な限り自衛隊を縮小し、日米安保条約解消後も国民が要望すれば存続し、国民が国際情勢などから問題ないと判断すれば、憲法9条の完全実施を実現するため自衛隊を解消させていくという『段階的解消論』に立っている。ただし、大規模災害や急迫不正の国家主権侵害など必要な場合においては活用すべきとの立場をとる[186][187]。
- みんなでつくる党（旧：NHK党、政治家女子48党）
  - 「憲法9条への自衛隊の明記」については、「『戦力の不保持』を定めた9条2項と、自衛隊の存在は明らかに矛盾がある」として、「9条2項の削除も検討すべき」としている。その上で、憲法に自衛隊を明記することも検討すべきだとしている[188]。

### 自衛隊関係者への人権侵害や運用面での阻害
- 自衛官募集相談員を務めた人物の証言によれば、自衛隊創設直後は、一部市民から石を投げられたりするため、自衛官は制服着用で外を歩けない状況だった[189]。
- 自衛官の子供へのいじめや差別（警察官の子供にも行われた。教師が、いじめを解消するどころか助長するという悪質なケースもある[注釈 14]）。
- 東京都：立川市長による自衛隊員住民登録拒否事件（1973年）や沖縄返還直後に住民票を交付されなかったり、隊員の子弟が学校に入学できなかったなど[191]のように、地方自治体首長によって自衛官の基本的人権が侵害された例がある。
- 埼玉県：朝霞自衛官殺害事件（1971年）では、勤務中の自衛官が新左翼の学生に刺殺された。また『朝日ジャーナル』『週刊プレイボーイ』の記者が犯人に協力、証拠隠滅の手伝いおよび逃走資金の提供を行った。
- 自衛官の配偶者や子供の中には差別を恐れ、配偶者や親の職業を隠さざるを得なかった例もある[注釈 15]。

また、自衛隊の運用について次のような妨害を受けることがある。
- 自衛隊の公共施設使用に対する、法的根拠のない妨害や抗議。例：自衛隊音楽会で市民会館を使用しようとしたところ市民団体「九条の会」から抗議を受けた[192]。
- ベレンコ中尉亡命事件（1976年）では、現場を北海道警察が封鎖し、自衛隊には情報収集が許されなかった。ただこのようなケースは俗に言う「縄張り争い」ともいえる。
- 災害派遣において派遣先自治体の対応が遅れた事例について、自治体首長のイデオロギーのために自衛隊を活用する気がなかったのではないか、と批判されることがある。例としては1999年（平成11年）6月23日から7月3日まで九州から東北地方南部までを襲った集中豪雨災害で、当時の広島市長秋葉忠利は広島市内で死者・行方不明者が多発しても災害派遣要請を行わなかった[注釈 16]。阪神・淡路大震災でも、当時の神戸市長の行動が批判されることがある。

### 世論調査
第二次世界大戦中の軍国主義への反発、戦後の占領下でのアメリカによる思想操作、また憲法9条2項に基づく解釈から、軍事的武力組織である自衛隊は違憲の存在として扱われてきた。吉田茂は首相辞任後の1957年（昭和32年）2月初旬頃、吉田邸を訪ねた卒業間近の防衛大学校第一期生の学生3人に対して「君たちは、自衛隊在職中、決して国民から感謝されたり、歓迎されたりすることなく自衛隊を終わるかも知れない。非難とか誹謗ばかりの一生かもしれない。ご苦労なことだと思う。しかし、自衛隊が国民から歓迎され、ちやほやされる事態とは、外国から攻撃されて国家存亡の危機にある時とか、災害派遣の時とか、国民が困窮しているときだけなのだ。言葉を変えれば、君たちが日蔭者であるときのほうが、国民や日本は幸せなのだ。一生ご苦労なことだと思うが、国家のために忍び堪えて貰いたい。自衛隊の将来は君たちの双肩にかかっている。しっかり頼むよ。」と語ったと、3人のうちの一人である平間洋一は証言している。
日本政府が2006年（平成18年）に行った世論調査では、回答者の84.9%が自衛隊に対する印象が「良い」（「良い印象を持っている」37.9%、「悪い印象は持っていない」47.0%）とし、過去最高を記録した。また、内閣府所管の世論調査機関である中央調査社が2008年8月に行った調査 によれば、自衛隊は調査対象となった組織のうち、医療機関と並んで最も信頼度が高かった。
さらに、2012年（平成24年）1月の世論調査では、「良い印象を持っている」とする者の割合が91.7%（「良い印象を持っている」37.5%+「どちらかといえば良い印象を持っている」54.2%）、「悪い印象を持っている」とする者の割合が5.3%（「どちらかといえば悪い印象を持っている」4.5%+「悪い印象を持っている」0.8%）となっていて、前回の調査結果と比較して見ると、「良い印象を持っている」（80.9%→91.7%）とする者の割合が上昇している。
2012年（平成24年）3月10日、内閣府が公開した「自衛隊・防衛問題に関する世論調査」では、東日本大震災（東北地方太平洋沖地震）での自衛隊の活動を評価するとした回答は97.7%、自衛隊に好印象を持つという回答も91.7%で、過去最高を記録した。災害派遣活動を「全く評価しない」とした回答はゼロであり、東日本大震災における自衛隊の活動が多くの国民に認知された形となった。他、自衛隊の存在目的では、中国軍の軍備増強による影響で「外国からの侵略防止」が78.6%となり、前年比8%増加した。
2012年（平成24年）4月30日、FNNは世論調査を行い、憲法改正をした場合、「自衛隊の位置づけを明確にするべきだ」と「思う」は71.7%、「集団的自衛権を認め、明文化するべきだ」と「思う」は62.1%だった。同年6月5日にアメリカの世論調査機関ピュー・リサーチ・センターが発表した調査によると、「日本国民の約89%が自衛隊は国の方向性に良い影響を与えている」と回答した。

## 題材となった作品

### 映画
- ジェット機出動 第101航空基地（1957年）[204]
- 脱線三銃士（1958年）
- 暁の翼（1960年）
- 激闘の地平線（1960年）
- 俺らは空の暴れん坊（1961年）
- 七人のあらくれ（1961年）
- 嵐を突っ切るジェット機（1961年）
- ジェット航空団（1961年）[205]
- 第八空挺部隊 壮烈鬼隊長（1963年）
- 今日もわれ大空にあり（1964年）
- 宇宙大怪獣ギララ（1967年）
- 大巨獣ガッパ（1967年）
- ジェットF104脱出せよ（1968年）
- 喜劇 右むけェ左!（1970年）
- 日本沈没（1973年、2006年） - 小松左京原作
- 東京湾炎上（1975年）
- 不毛地帯（1976年） - 山崎豊子原作
- 特攻任侠自衛隊（1977年）[206]
- 皇帝のいない八月（1978年） - 小林久三原作
- ブルークリスマス（1978年）
- 野性の証明（1978年） - 森村誠一原作
- 戦国自衛隊（1979年） - 半村良原作、主演・千葉真一、製作・角川春樹事務所
- 首都消失（1987年） - 小松左京原作
- トップファイター（1988年）[207]
- マドンナのごとく（1990年） - 藤堂志津子原作
- BEST GUY（1990年）
- 右向け左!自衛隊へ行こう（1995年） - 史村翔原作、元自衛隊員の今井雅之が脚本を担当
- 守ってあげたい!（2000年） - くじらいいく子原作
- 劇場版 仮面ライダーアギト PROJECT G4（2001年）
- サトラレ TRIBUTE to a SAD GENIUS（2001年） - 佐藤マコト原作
- 宣戦布告（2002年） - 麻生幾原作
- ULTRAMAN（2004年）
- 亡国のイージス（2005年） - 福井晴敏原作
- 戦国自衛隊1549（2005年） - 半村良原作
- 木更津キャッツアイ ワールドシリーズ（2006年）
- 最終兵器彼女（2006年） - 高橋しん原作
- ミッドナイト・イーグル（2007年） - 高嶋哲夫原作
- マリと子犬の物語（2007年）
- 空へ-救いの翼 RESCUE WINGS-（2008年）
- 感染列島（2009年）
- バトルシップ（2012年）
- 相棒 -劇場版III- 巨大密室! 特命係 絶海の孤島へ（2014年）
- THE NEXT GENERATION パトレイバー 首都決戦（2015年）
- 天空の蜂（2015年） - 東野圭吾原作
- アトラクション4D 戦車ライド（2016年）[208]
- 空母いぶき（2019年） - かわぐちかいじ原作
- シン・ウルトラマン（2022年）
- 映画 イチケイのカラス（2023年）
- 沈黙の艦隊（2023年） - かわぐちかいじ原作
- シン・仮面ライダー（2023年）
- 火の華（公開時期未定）
- ゴジラシリーズ・ガメラシリーズ - 作品内に自衛隊が登場し、撮影協力などが行われた怪獣映画。また、ゴジラシリーズに関連する東宝特撮作品でも自衛隊の協力を得ている物は多い。
  - ゴジラ（1954年）
  - 空の大怪獣ラドン（1956年）
  - 地球防衛軍（1957年）
  - 大怪獣バラン（1958年）
  - モスラ（1961年）
  - 宇宙大怪獣ドゴラ（1964年）
  - 大怪獣ガメラ（1965年）
  - フランケンシュタインの怪獣 サンダ対ガイラ（1966年）
  - ゴジラ（1984年）
  - ゴジラvsビオランテ（1989年）
  - ゴジラvsキングギドラ（1991年）
  - ゴジラvsモスラ（1992年）
  - ガメラ 大怪獣空中決戦（1995年）
  - ゴジラvsデストロイア（1995年）
  - ガメラ2 レギオン襲来（1996年）
  - ガメラ3 邪神覚醒（1999年）
  - ゴジラ2000 ミレニアム（1999年）
  - ゴジラ×メカゴジラ（2002年）
  - ゴジラ×モスラ×メカゴジラ 東京SOS（2003年）
  - シン・ゴジラ（2016年）

### テレビドラマ・オリジナルビデオ・webドラマ
- 不毛地帯（1979年、2009年） - 山崎豊子原作
- ネイビー・ロック・ウォー 撃破せよ!（1990年）
- 世にも奇妙な物語 第139話「無人艦隊」（1991年）
- 右向け左!自衛隊へ行こう（1994年） - 史村翔原作
- SFX巨人伝説ライン第10・第11話「幻の総力戦 前後編」（2003年）
- 夢で逢いましょう（2005年）
- ゾンビ自衛隊（2005年）
- サバイバル自衛隊（2005年）
- 戦国自衛隊・関ヶ原の戦い（2006年） - 半村良原作
- サムライ（2012年）
- 空飛ぶ広報室（2013年） - 有川浩原作
- UNFIX（2018年）
- 日本沈没-希望のひと-（2021年） - 小松左京原作
- リコカツ（2021年）
- 君と世界が終わる日に（2021年）
- テッパチ!（2022年）
- VIVANT（2023年）
- PJ 〜航空救難団〜（2025年）

### アニメ・漫画
- サブマリン707（1963年）
- 戦国自衛隊（1975年）
- ファントム無頼（1978年）
- 影の戦闘隊（1978年）
- 沈黙の艦隊（1988年）
- 右向け左! (1989年）
- イーグルドライバー（1989年）
- 航空自衛隊物語 AIR MAN 希典（1989年）
- バトルオーバー北海道（1989年）
- 青空少女隊（1991年）
- 瑠璃（1991年）
- レイド・オン・トーキョー（1991年）
- 西武新宿戦線異状なし DRAGON RETRIEVER（1992年）
- 機動警察パトレイバー 2 the Movie（1993年）
- オメガ7（1994年）
- 最臭兵器（1995年）
- 守ってあげたい!（1995年）
- ガサラキ（1998年）
- クレヨンしんちゃん 爆発!温泉わくわく大決戦（1999年）
- ジパング（2000年）
- 続・戦国自衛隊（2000年）
- 戦海の剣（2000年）
- 航空自衛隊小松基地救難隊 RESCUE WINGS（2002年）
- よみがえる空 -RESCUE WINGS-（2006年）
- BUGS -捕食者たちの夏-（2006年）
- レディイーグル（2007年）
- ライジングサン（2012年）
- 名探偵コナン 絶海の探偵（2013年）
- 空母いぶき（2014年）
- GATE 自衛隊 彼の地にて、斯く戦えり （2015年）
- 天神-TENJIN-（2015年）
- あおざくら 防衛大学校物語（2016年）
- すんどめ自衛隊（2016年）
- US-2救難飛行艇開発物語（2017年）
- ひそねとまそたん（2018年）
- 賢者の学び舎 防衛医科大学校物語（2018年）
- ソラモリ（2019年）
- 怪獣自衛隊（2020年）
- ゴジラ S.P ＜シンギュラポイント＞（2021年）

### 小説
- F104（1968年）
- 戦国自衛隊（1971年）
- 軍靴の響き（1972年） - 半村良の小説
- 地球0年（1973年）
- 草のつるぎ（1974年、文庫版1978年） - 野呂邦暢の小説
- 黒い墜落機（1976年）
- 不毛地帯（1976年 - 1978年）
- 謀殺のチェス・ゲーム（1976年）
- 野性の証明（1977年）
- ヨナ・キット（英語版）（1977年）
- 皇帝のいない八月（1978年）
- 北海道の11日戦争（1978年）
- 原子力空母を阻止せよ（1987年）
- マドンナのごとく（1987年）
- 民遺監シリーズ（1987年）
- 大逆転!ミッドウェー海戦（1988年）
- 大逆転!レイテ海戦（1988年）
- 大逆転!戦艦「大和」激闘す（1988年）
- 戦略原潜浮上せず（1988年） - サイレント・コアシリーズの第1作
- ソ連軍大侵攻（1989年）
- 原潜海峡を封鎖せよ（1989年）
- ナイト・ダンサー（1991年）
- 原子力空母「信濃」（1992年）
- 鋼鉄のレヴァイアサン（1992年）
- 首相官邸を爆破せよ!（1992年）
- 征途（1993年）
- ゼロと呼ばれた男（1993年）
- 暴走戦車（1993年）
- 天空の蜂（1995年）
- 遙かなる星（1995年）
- 宣戦布告（1998年）
- Twelve Y. O.（1998年）
- 東京地獄変（1998年）
- 亡国のイージス（1999年）
- 川の深さは（2000年）
- 僕はイーグル（2000年）
- 二等陸士物語（2003年）
- マリン・スノー（2003年）
- 歩兵の本領（2004年） - 浅田次郎の小説
- 塩の街（2004年）
- 空の中（2004年）
- 海の底（2005年）
- 交戦規定ROE（2005年）
- ホット・スクランブル―緊急発進（2006年）
- 無音潜航（2007年）
- クジラの彼（2007年）
- 超空自衛隊（2008年）
- 自衛隊三国志（2008年）
- ゲート 自衛隊 彼の地にて、斯く戦えり（2010年）
- 瀕死のライオン（2010年）
- 迎撃せよ（2011年）
- 空飛ぶ広報室（2012年）
- 戦国スナイパー（2012年）
- ルーントルーパーズ 自衛隊漂流戦記（2013年）
- 奪還（2013年）
- 潜航せよ（2013年）
- 碧空のカノン 航空自衛隊航空中央音楽隊ノート（2013年）
- 生存者ゼロ（2013年）
- ガーリー・エアフォース（2014年）
- 推定脅威（2014年）
- ゼロの迎撃（2014年）
- 約束の海（2014年）
- 土漠の花（2014年）
- 黎明の笛（2014年）
- 深山の桜（2015年）
- 深淵の覇者（2015年）
- 天空の救命室: 航空自衛隊航空機動衛生隊（2015年）
- リヴィジョンA（2015年）
- 全能兵器AiCO（2016年）
- 七四（2016年）
- 半島へ 陸自山岳連隊（2017年）
- 日本国召喚（2017年）
- ゲーム・メーカー（2018年）
- 桜と日章（2019年）
- 東京×異世界戦争 自衛隊、異界生物を迎撃せよ（2019年）
- 航空自衛隊 副官 怜於奈（2020年）
- 邦人奪還: 自衛隊特殊部隊が動くとき（2020年）
- オペレーション雷撃（2020年）
- 機巧のテロリスト（2020年）
- 小隊（2021年）
- 護衛艦あおぎり艦長 早乙女碧（2022年）

### 音楽
- 自衛隊に入ろう（1969年）